# Storia delle donne fotografe

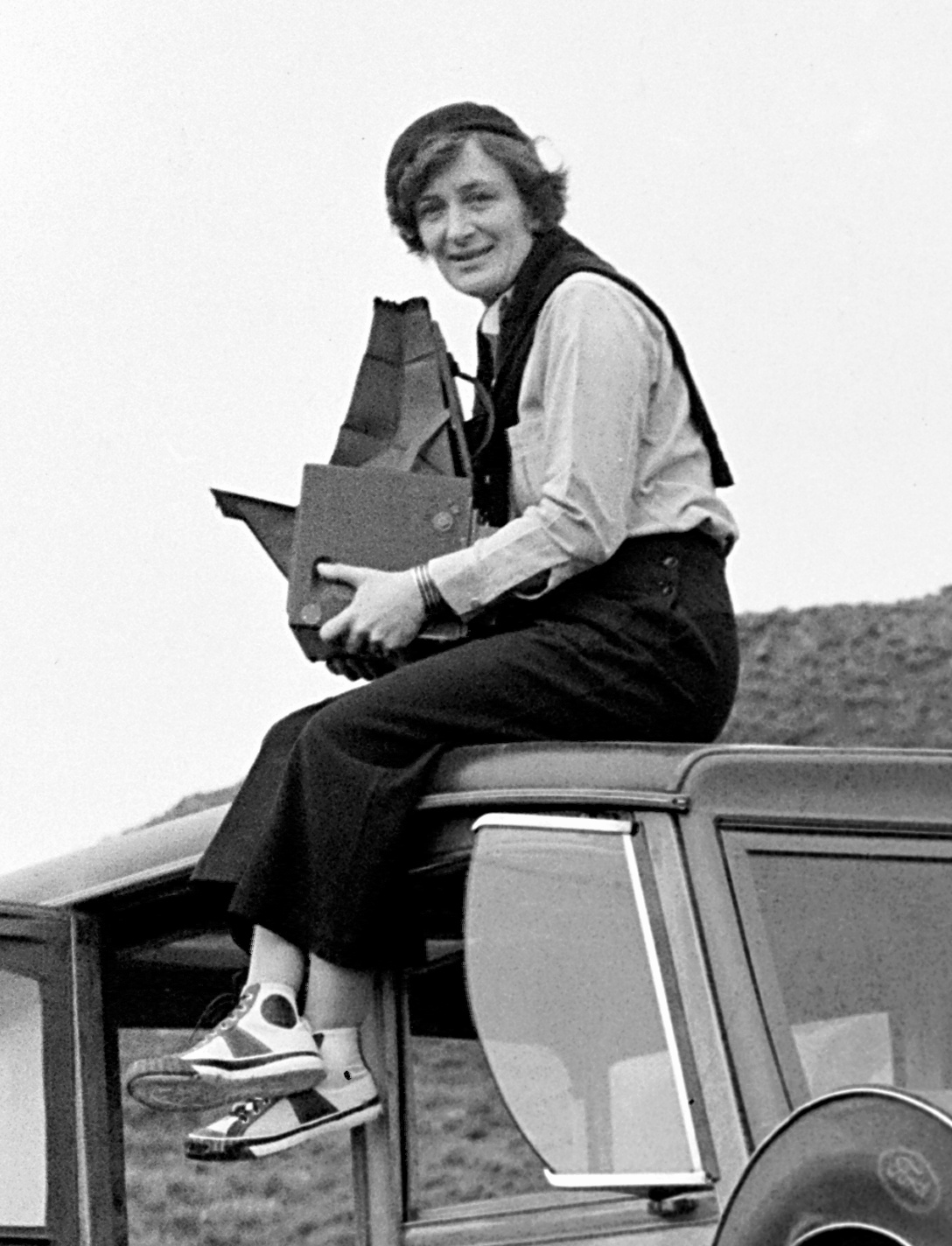
Dorothea Lange, 1936

Le donne hanno svolto un ruolo attivo nella storia della fotografia fin dai tempi della sua nascita, convenzionalmente collocata nel 1839, con la presentazione al pubblico dell'invenzione del dagherrotipo attribuita al francese Louis Daguerre.
A differenza della pittura e della scultura, l'arte della fotografia offrì loro una maggiore possibilità di partecipazione, non essendo materia di studio accademico e non essendo soggetta alle medesime convenzioni cui erano sottoposte le arti tradizionali.
Nel corso del XIX secolo molte donne sperimentarono l'uso e le potenzialità di questo mezzo, utilizzandolo a livello amatoriale per registrare momenti della propria vita o eventi particolari, per immortalare vedute panoramiche, come fece una delle prime dagherrotipiste, Franziska Möllinger, oppure se ne servirono nell'ambito della propria professione, ad esempio nelle scienze o nel campo dell'archeologia, come accadde per Anna Atkins e Alice Le Plongeon. Soprattutto nel nord Europa molte donne praticarono la fotografia come opportunità di lavoro e di guadagno, aprendo studi in Danimarca, Svezia, Germania e Francia a partire dagli anni quaranta dell'Ottocento, mentre è in Gran Bretagna che fotografe amatoriali appartenenti a famiglie benestanti svilupparono la fotografia come arte alla fine del 1850.
Nei primi decenni dalla sua nascita, tuttavia, la fotografia fu appannaggio di una ristretta cerchia di persone, perlopiù appartenenti alle classi agiate, che condivise al proprio interno le conoscenze tecniche su questo nuovo strumento, allora non di semplice utilizzo, e che fu in grado di procurarsi i materiali necessari per il suo funzionamento. Molte donne in quegli anni affiancarono i riconosciuti pionieri della fotografia, loro mariti o conoscenti, sia nella pratica fotografica, che nello sviluppo delle sue tecniche, e ne furono esse stesse sperimentatrici e innovatrici.
Dalla fine dell'Ottocento, grazie al progresso delle scoperte e delle tecniche nel procedimento di produzione delle immagini, la fotografia risultò alla portata di più ampie fasce sociali e si moltiplicarono i suoi usi commerciali e la schiera di coloro che utilizzarono il mezzo a livello amatoriale e non, fra cui molte donne, che si dedicarono soprattutto al genere del ritratto.
Alcune fotografe, come la pioniera del pittorialismo Julia Margaret Cameron, lo volsero a fini d'arte, adottando scenografie e pose ispirate ai dipinti classici o a scene bibliche; altre, come Denise Colomb, Madame d'Ora (pseudonimo di Dora Kallmus), Ida Kar e Alice Boughton, si specializzarono in questo genere per rispondere alla crescente richiesta di coloro che desideravano avere immagini di sé o testimoniare il raggiunto status economico, culturale o sociale; altre ancora, come Yva, per pubblicizzare prodotti commerciali, oppure, come Geraldine Moodie, per documentare etnie diverse. Durante il nazismo la fotografa tedesca Eva Lendvai-Dircksen lo utilizzò per promuovere le ideologie razziste; per il femminismo degli anni settanta il ritratto e l'autoritratto rappresentarono uno strumento di contestazione degli stereotipi femminili e di scoperta e affermazione della propria identità.
Nel corso del Novecento numerose fotografe parteciparono attivamente ai principali movimenti che segnarono la storia della fotografia, come il pittorialismo, il fotosecessionismo (Gertrude Käsebier, Eva Watson-Schütze, Mary Devens), la straight photography (Diane Arbus, Berenice Abbott), così come presero parte alle sperimentazioni delle avanguardie artistiche: Bauhaus e dadaismo (Hannah Höch, Marianne Brandt), surrealismo (Lee Miller, Claude Cahun), futurismo (Wanda Wulz).

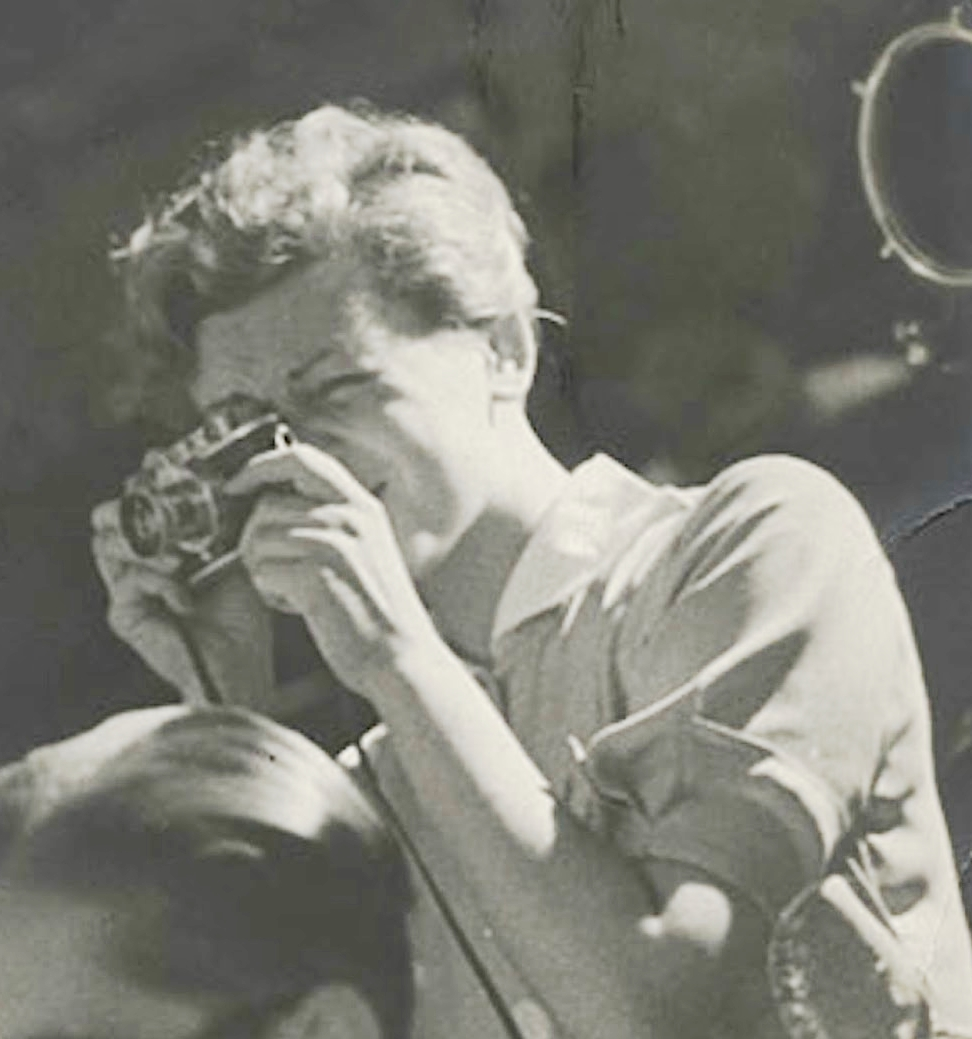
Gerda Taro, 1937

Le artiste che vissero l'esperienza della Repubblica di Weimar, per lo più di origini ebraica e quasi tutte emigrate in altri paesi dell'Europa e degli Stati Uniti durante il nazismo, diedero un importante contributo al rinnovamento dell'estetica fotografica, spesso esprimendo nella loro produzione idee sul genere e sulle relazioni sociali.
Nella Repubblica di Weimar degli anni venti e in seguito nel resto dell'Europa, come effetto della crescita esponenziale della stampa illustrata, si affermò il fotogiornalismo (le fotografe europee più richieste furono Rogi André, Eva Besnyö e Germaine Krull, negli Stati Uniti, fra le altre, si distinse Margaret Bourke-White), mentre negli Stati Uniti negli anni trenta, grazie al patrocinio federale, in particolare della FSA (Farm Security Administration), l'agenzia federale che promosse la raccolta di documentazione sugli effetti della Grande Depressione, conobbe un grande impulso la fotografia documentaria, di cui una delle più note esponenti fu Dorothea Lange, che con le sue foto raccolte in diverse regioni del paese, mostrò al grande pubblico le difficili condizioni di vita della popolazione rurale e dei migranti.
Durante la seconda guerra mondiale diverse fotografe divennero corrispondenti di guerra, mentre nei decenni precedenti esse avevano rappresentato un'eccezione, come nel caso di Gerda Taro durante la guerra civile spagnola, o di Olive Edis (1876-1955), la prima fotografa di guerra ufficiale della Gran Bretagna.
Negli anni sessanta e settanta il movimento femminista mise in luce l'occultamento e l'emarginazione delle donne dalla storia dell'arte e gli stereotipi femminili presenti nella cultura visiva, evidenziando come i canoni artistici fossero fondati sullo sguardo maschile e perpetuassero la struttura patriarcale; la produzione delle fotografe femministe o sensibili alle questioni poste dal femminismo, come Martha Rosler, Barbara Kruger e Cindy Sherman, si concentrò sul tema del corpo, della sessualità, delle relazioni, e sulla decostruzione delle rappresentazioni femminili, cercando altre vie per affermare una nuova estetica basata sulla differenza sessuale.
A partire dagli anni ottanta altri temi che percorsero il dibattito fra le fotografe, specie negli Stati Uniti, furono la classe e l'etnia in relazione al genere e alla biografia, e la questione LGBT, mentre la sperimentazione e l'ibridazione di tecniche diverse - fotografia, collage, video, performance - connotarono sempre di più il lavoro di tutte le artiste. Non va dimenticato il notevole contributo alla fotografia d'architettura, genere storicamente affidato agli uomini, che seppe dare dagli anni Ottanta del Novecento l'austriaca Margherita Spiluttini.

## Origini

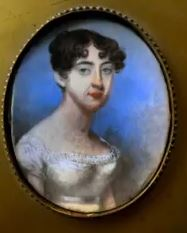
Ritratto della fotografa Sarah Anne Bright (1793-1866)

Un piccolo numero di donne contribuì alla preistoria della fotografia e prese parte alla sperimentazione scientifica che precedette l'annuncio del dagherrotipo e dei processi di negativo su carta nel 1839; ad esempio, gli studi sulla chimica dell'argento della scienziata britannica Elizabeth Fulhame, attiva alla fine del XVIII secolo, e i suoi esperimenti di conservazione delle immagini attraverso l'interazione di luce e sali di metallo, di cui vennero pubblicati i risultati nel 1794, sono ritenuti una pietra miliare nella nascita e nella prima storia della fotografia.
Quando nel 1839 venne presentato in pubblico il processo della dagherrotipia messo a punto da Louis Jacques Mandé Daguerre, fra i molti che si fecero avanti per rivendicarne l'invenzione vi fu anche una donna, la pittrice tedesca Friederike Wilhelmine von Wunsch, residente da tempo a Parigi, che nel febbraio di quell'anno così scrisse al re prussiano Federico III: "Sono felice e orgogliosa di poter dire a sua Maestà che la nostra patria non ha più bisogno di sentirsi abbandonata in questa gloria e che le mie indagini sono non solo antecedenti a quelle dei miei saggi emulatori, ma che hanno superato di gran lunga i loro risultati".
La Gran Bretagna è ritenuta la culla della diffusione fra le donne della fotografia amatoriale, affermatasi in particolar modo attraverso la presenza, nell'ambiente familiare o sociale di provenienza, di mariti, padri o conoscenti, sperimentatori di questo nuovo mezzo. Ad esempio, molte delle donne che si interessarono allo sviluppo del processo di stampa fotografica ai sali d'argento, noto come calotipia, una tecnica innovativa che - al contrario del dagherrotipo - consentiva la riproduzione in serie di un'immagine, erano amiche gallesi e parenti del suo inventore, il britannico William Fox Talbot, che lo brevettò nel 1841.
La pioniera della fotografia femminile è ritenuta l'artista britannica Sarah Anne Bright, autrice nel 1839 del fotogramma di una foglia di ranuncolo realizzato con carta patinata di nitrato d'argento e noto come Quillan Left. Nel 2015 i risultati di alcune ricerche avviate per scoprire la paternità dell'opera, messa in vendita a un'asta da Sotheby's a New York e successivamente ritirata per i dubbi sorti sulla legittimità della sua attribuzione a Nicolaas Henneman e William Fox Talbot, hanno stabilito che l'autrice era invece l'acquarellista e fotografa Sarah Anne Bright, figlia di Richard Bright (1754–1840), un ricco mercante e banchiere con interessi scientifici, fra i fondatori nel 1823 della Bristol Institution for the Advancement of Science, Literature and the Arts.

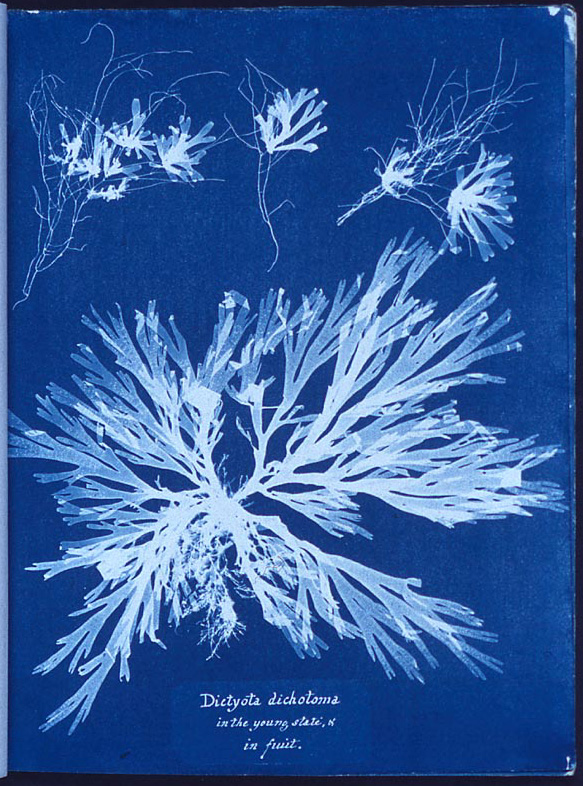
Anna Atkins, Algae cyanotype, circa 1843

Il contributo femminile alla fotografia non fu solo di carattere eccezionale od occasionale: Constance Fox Talbot, moglie di Talbot, partecipò attivamente alla sperimentazione di quel processo; l'immagine di un breve verso del poeta irlandese Thomas Moore, a lei attribuita, la colloca fra le prime fotografe conosciute, e anche la moglie del botanico e fotografo John Dillwyn Llewelyn, Emma Thomasina Talbot, cugina di Talbot, costituì un supporto indispensabile nell'attività fotografica del marito, in particolare nella stampa dei negativi. Non va dimenticata l'importanza della sorella minore di John Dillwyn, Mary Dillwyn, più dotata del fratello in fotografia e prima fotografa del Galles, accreditata per essere stata la prima al mondo ad aver fotografato un pupazzo di neve.
Rappresenta tuttavia un caso estremamente raro di "collaborazione egualitaria fra coniugi", l'insistenza con cui il naturalista e fotografo britannico Robert Christopher Tytler intervenne presso la Photographic Society di Calcutta, perché venisse riconosciuto anche alla moglie Harriet il lavoro fotografico svolto per sei mesi in India sui luoghi dei combattimenti seguiti all'ammutinamento delle truppe sepoy, a lui interamente attribuito, ma in realtà svolto da entrambi.
Lo sviluppo delle tecniche fotografiche e la diffusione della fotografia su carta condussero sempre più numerose donne provenienti da ambienti aristocratici o benestanti, nei quali circolavano le informazioni tecniche, i mezzi e le conoscenze necessarie per padroneggiare questo processo, alla sperimentazione di questo nuovo strumento a livello amatoriale, per ritrarre la propria famiglia e gli ambienti domestici, ma anche, nel caso di donne impegnate in attività collegate alle scienze, per testarne l'applicazione alla ricerca scientifica.
La botanica e fotografa britannica Anna Atkins, ad esempio, utilizzò nel suo lavoro di classificazione e di registrazione dei campioni di materiali la tecnica di fissaggio dell'immagine introdotta da John Herschel, realizzando fotogrammi cianotipici di alghe essiccate. Il suo Photographs of British Algae: Cyanotype Impressions, pubblicato nel 1843, è ritenuto uno dei primi libri con illustrazioni fotografiche.
Thereza Dillwyn Llewelyn (1834-1926), botanica e astronoma, è ritenuta una pioniera della fotografia scientifica; in collaborazione con il padre John Dillwyn Llewelyn realizzò alcune delle prime fotografie della luna a metà degli anni cinquanta dell'Ottocento.
L'illustratrice e fotografa Cecilia Glaisher (1828–1892), collaboratrice dell'entomologo e botanico Edward Newman, utilizzando il processo di disegno fotogenico di Talbot, produsse intorno al 1855 la guida per identificare le felci, The British Ferns. Photographed from Nature by Mrs Glaisher. Nel 1857 Glaisher realizzò un album per uso domestico, ma di notevole interesse scientifico, Nature Printed (il titolo completo che compare sul dorso è Leaves of the British Forest Trees Nature Printed) che comprende 203 impronte su carta di flora britannica, colorate a mano, di cui 51 felci; nello stesso periodo, per illustrare un articolo scientifico del marito meteorologo, realizzò incisioni e stampe di cristalli di neve, a tal punto accurati che nel 1868 vennero adottati come emblema dalla Royal Microscopical Society.

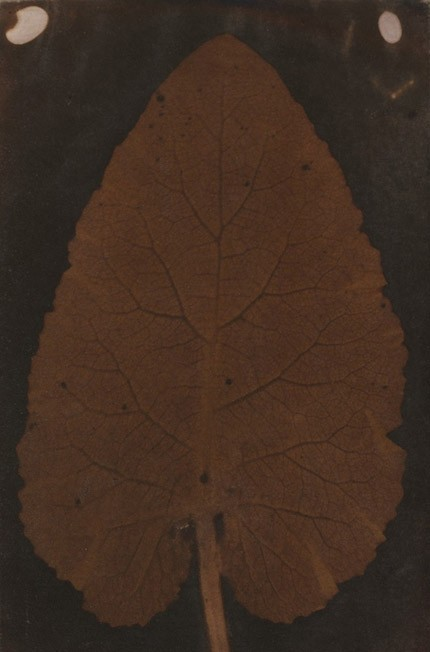
Sarah Anne Bright, Quillan Leaf (1839)
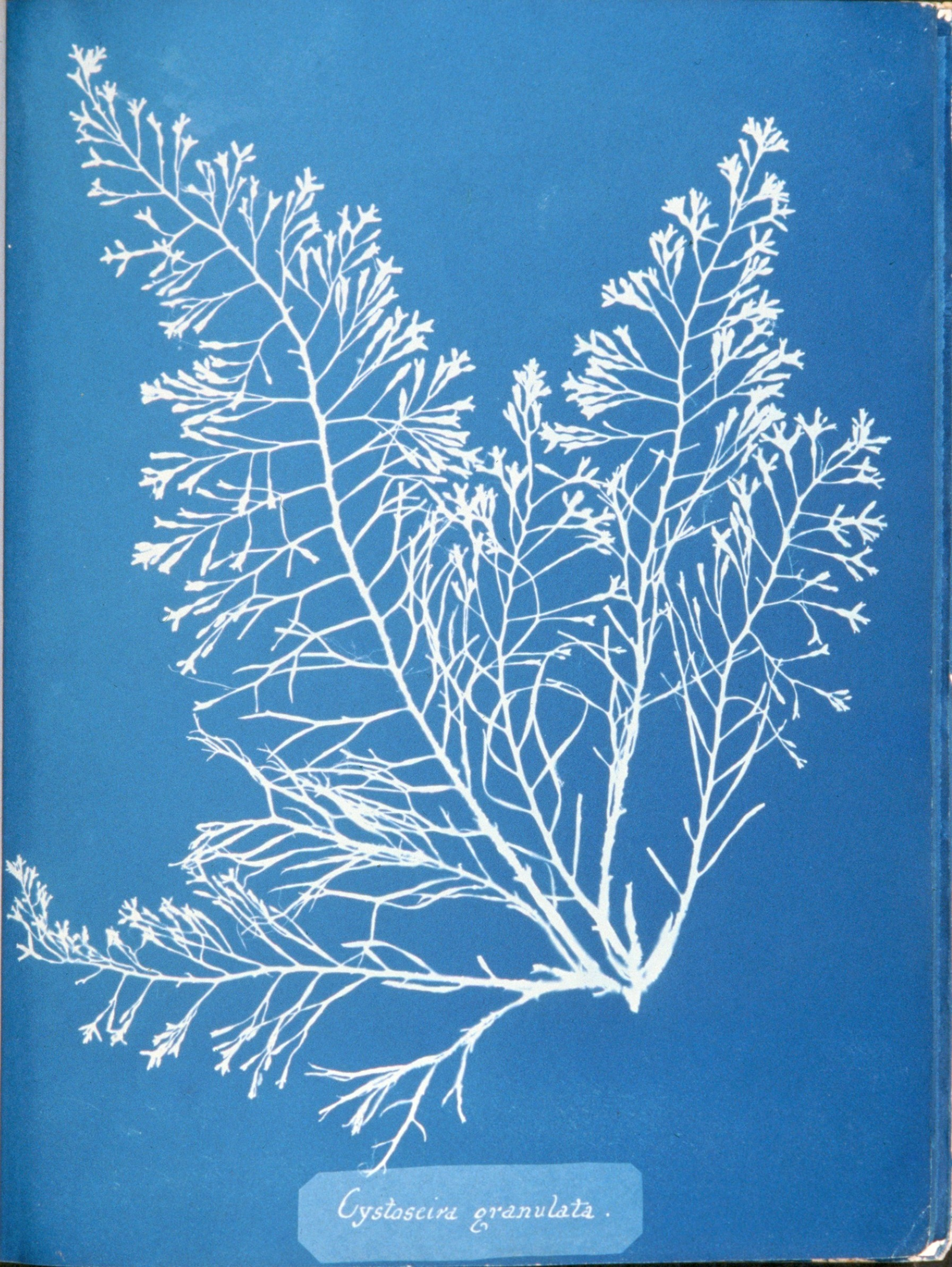
Anna Atkins, Cystoseira granulata (cianotipo, 1843)
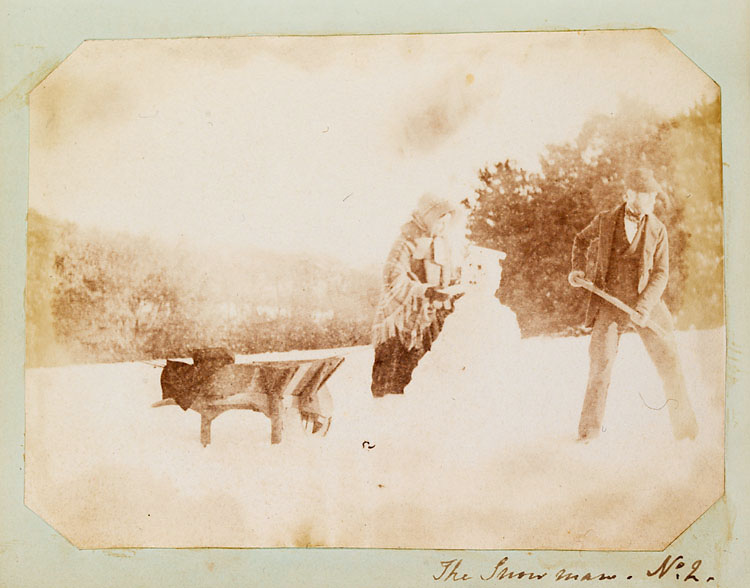
Mary Dillwyn, Pupazzo di neve, 1853
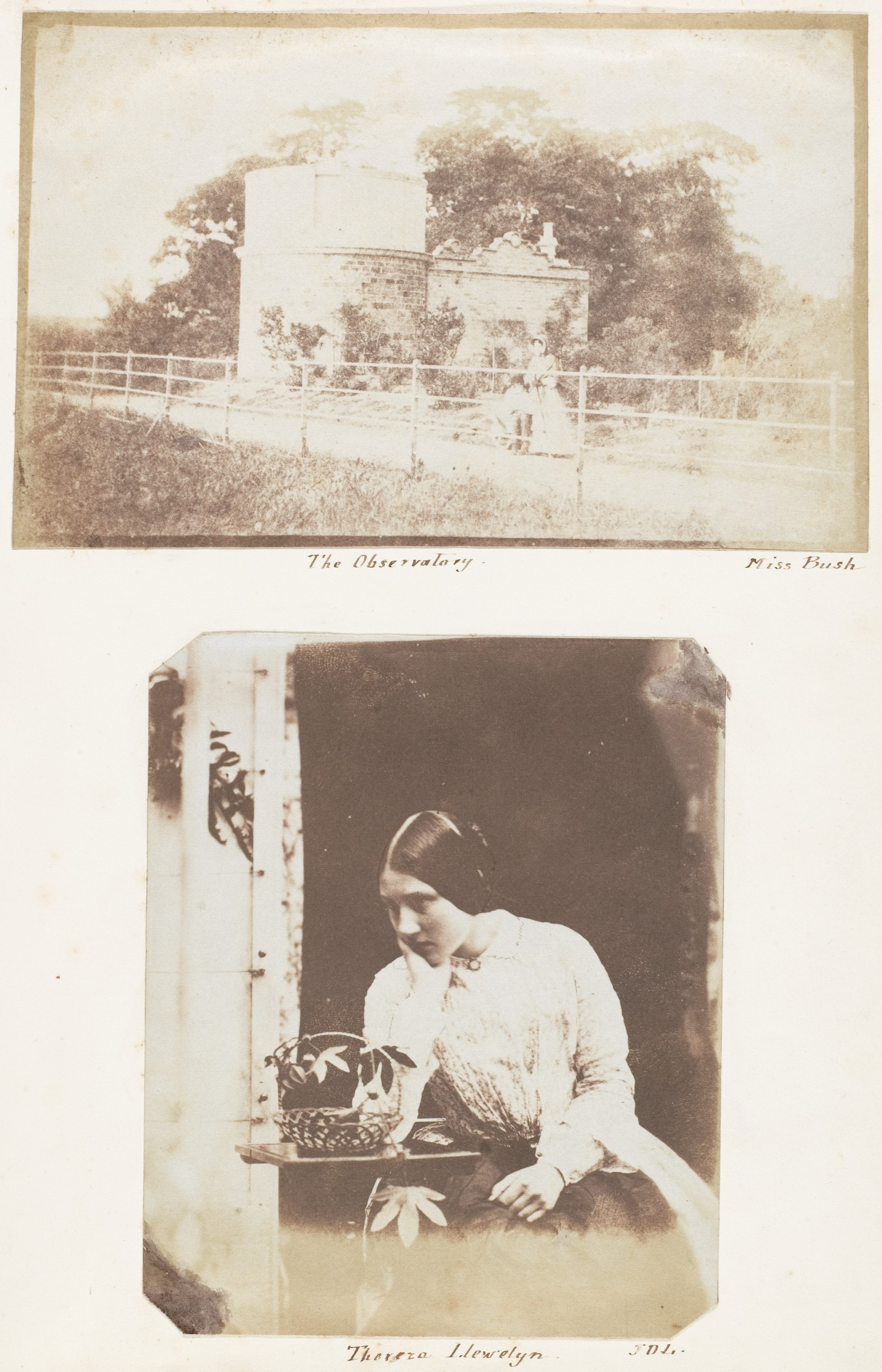
Emma Charlotte Dillwyn Llewelyn, Album (1853–56)
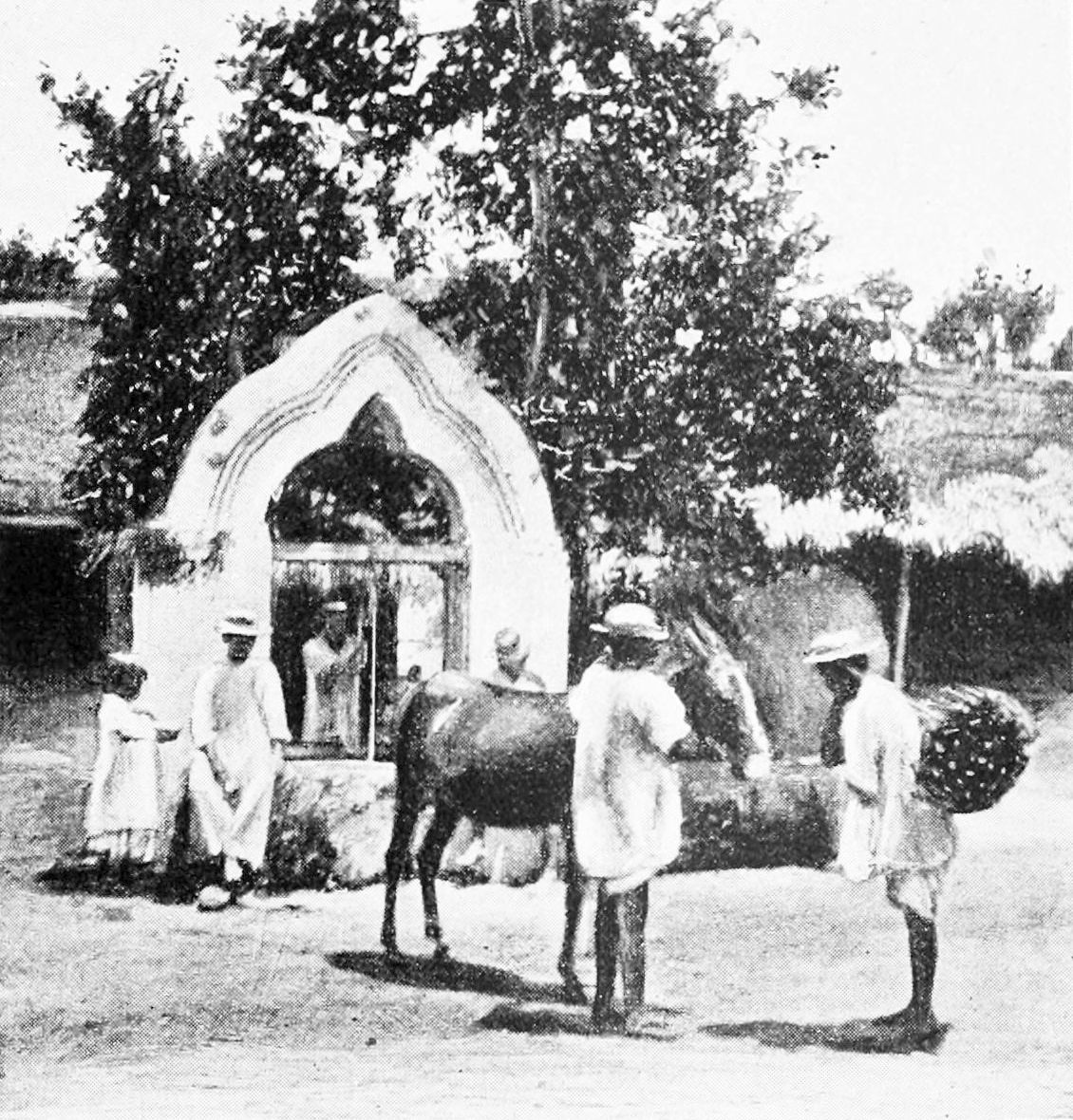
Alice Dixon Le Plongeon, Sulla strada dello Yucatan (1893-1894)
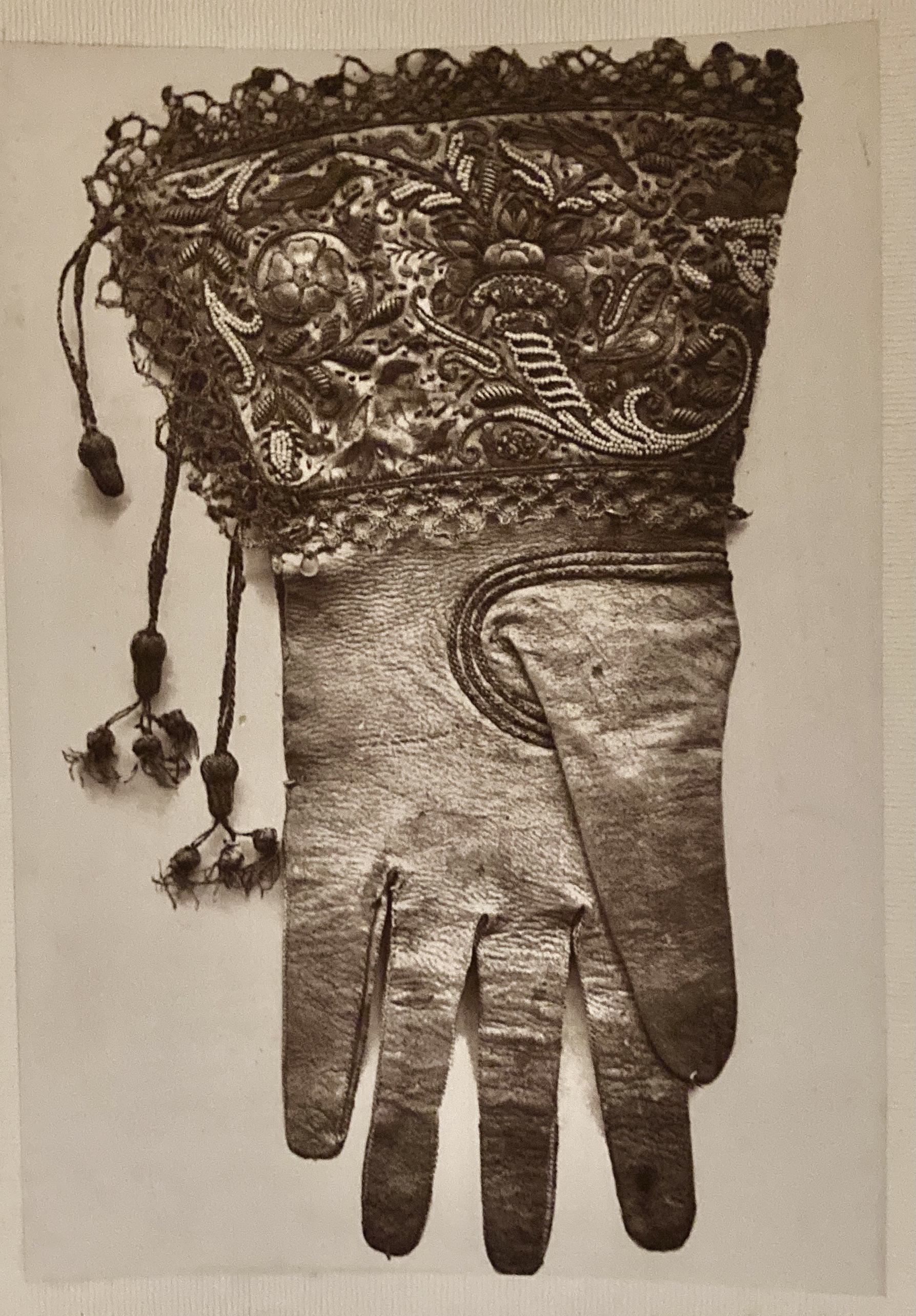
Isabel Agnes Cowper, Guanto ricamato del XVII secolo, South Kensington Museum (stampa all'albume, circa 1884)
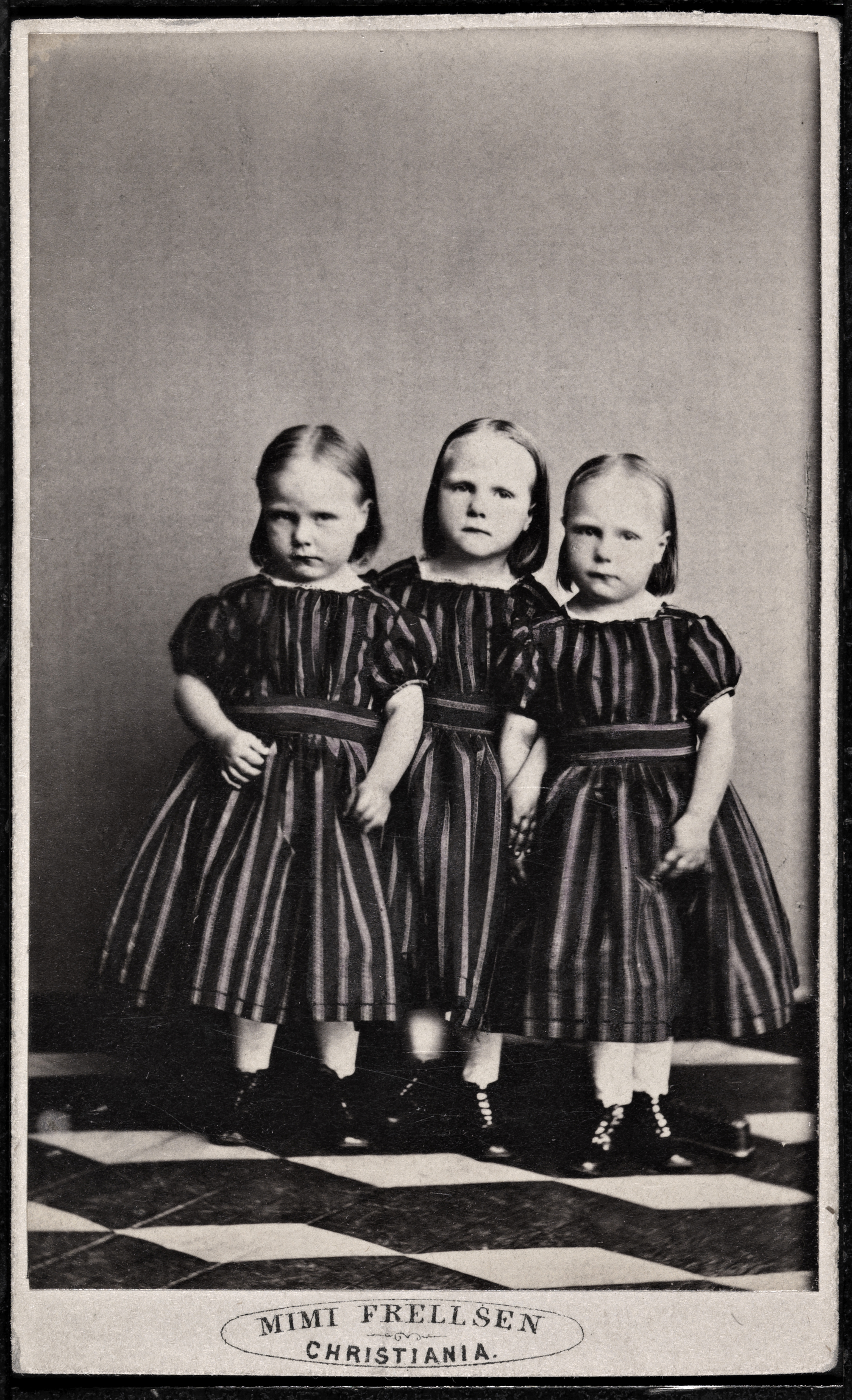
Mimi Frellsen, Tre små piker (Tre bambine), 1865-1870

Fra i primi usi della fotografia nel campo dell'archeologia vi fu una donna, la fotografa e scrittrice britannica Alice Le Plongeon (1851–1916), che con il marito Augustus tra il 1873 e il 1885 raccolse immagini di reperti archeologici durante gli scavi compiuti nei siti maya in Messico.
La nuova invenzione venne usata anche per documentare i patrimoni dell'arte, compresi quelli conservati nei musei. Isabel Agnes Cowper (1826-1911) dal 1868 al 1891 fu la prima donna fotografa ufficiale del South Kensington Museum di Londra (ora Victoria and Albert Museum, il più grande museo al mondo di arti applicate, arti decorative e design), e realizzò migliaia di fotografie per registrare e documentare gli oggetti presenti nel museo, compresi quelli in prestito e in mostra, e la costruzione degli edifici che li contenevano. Le foto vennero poi pubblicate in volumi diffusi in scuole e gallerie d'arte, anche a livello internazionale.

### Fotografe ambulanti e viaggiatrici

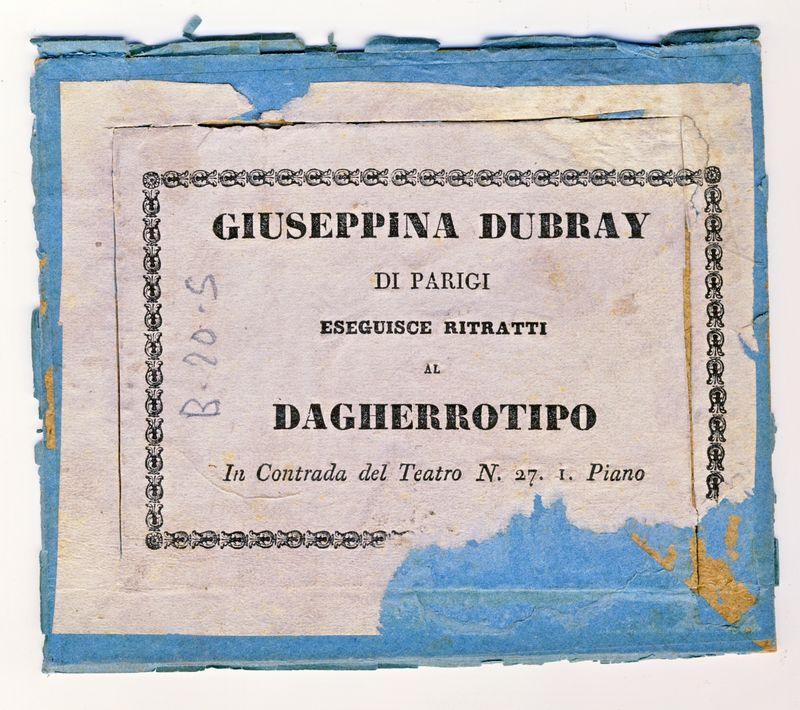
Coperchio di una scatola delle fotografie di Josephine Dubray (1818-1886), con la pubblicità della sua attività

Agli albori di questa scoperta furono numerose le fotografe ambulanti, come la francese Josephine Dubray (1818-1886), la veneziana Elisabetta Furlanetto in Italia, Maria Chambefort in Francia, all'inizio del nuovo secolo la piemontese Leonilda Prato (1875-1958) in Svizzera, che si guadagnavano da vivere realizzando ritratti fotografici, spostandosi di città in città con studi mobili, pubblicizzando il loro arrivo e i loro servizi sui giornali locali, o che intrapresero viaggi nella natura per catturare paesaggi e scenari da immortalare con il nuovo mezzo, sfidando le convenzioni sociali che volevano le donne confinate all'interno dello spazio domestico.

### Le prime professioniste

#### Francia
In Francia, Geneviève Élisabeth Disdéri è stata una delle prime professioniste nel settore della fotografia. Insieme al marito, André-Adolphe-Eugène Disdéri, ricordato per aver brevettato le carte de visite, piccole immagini incollate su un cartoncino e utilizzate come biglietti da visita, fondò uno studio di dagherrotipi a Brest alla fine degli anni quaranta dell'Ottocento, che gestì in seguito da sola dopo che il marito si era trasferito a Parigi. È ricordata per le sue 28 vedute di Brest, pubblicate nel 1856-1858 con il titolo Brest et ses environs. Una delle primissime professioniste con studio a Parigi, attiva dal 1844 al 1846, anno della sua morte precoce, fu Madame Gelot-Sandoz. Secondo una fonte canadese che non è possibile confermare, data la scarsità di informazioni su questa fotografa, sarebbe stata la prima professionista al mondo ad usare il dagherrotipo fin 1841.
La dagherrotipista itinerante Maria Chambefort, formatasi sotto lo zio ritrattista François Perraud, famoso a Lione, dopo alcuni anni trascorsi viaggiando in diverse città, aprì un suo studio a Mâcon nel 1857.

#### Germania

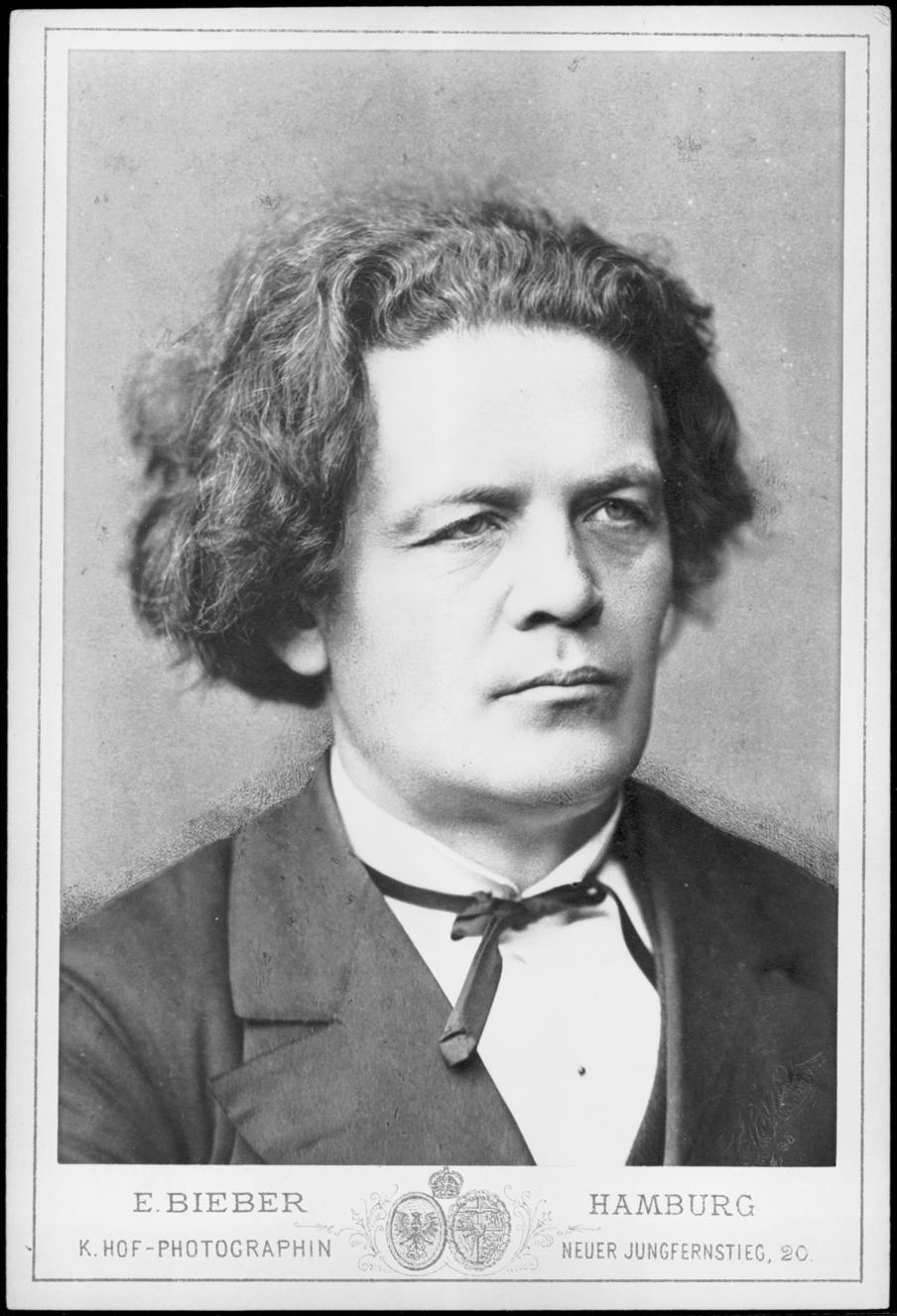
Emilie Bieber, Anton Rubinstein (dopo il 1870)

La fotografa Bertha Wehnert-Beckmann è indicata come la prima fotografa professionista tedesca. Annunci con il suo nome, in cui venivano offerti ritratti, dipinti e stampe, vennero pubblicati sulla stampa quotidiana di Dresda fin dal 1842. Nel 1843 aprì uno studio a Lipsia insieme al marito e quando questi morì nel 1847, diresse personalmente l'attività. Dotata di forte spirito imprenditoriale, nel 1849 partì per gli Stati Uniti, dove aprì uno studio a Broadway che affidò al fratello. Tornata in Germania, nel1851, aprì un altro studio in questa città. Alla prima grande mostra fotografica in Germania, l'Esposizione industriale tedesca di Monaco nel 1854, Bertha Wehnert-Beckmann è nominata insieme ad A.F. Oppenheim come una delle due dagherrotipiste della Sassonia.
Emilie Bieber aprì uno studio di dagherrotipi ad Amburgo nel 1852 che gestì fino alla sua morte, nel 1884, quando venne ereditato dal nipote. Si specializzò in ritratti colorati a mano e presentò per la prima volta le sue opere all'Esposizione fotografica internazionale di Berlino nel 1865, partecipando in seguito anche a diverse mostre fotografiche all'estero. Nel 1872 il principe Carlo di Prussia la nominò sua fotografa di corte.
Fra le prime donne in Germania a produrre dagherrotipi vi fu anche Jenny Bossard-Biow, figlia d'arte, che negli anni quaranta dell'Ottocento codiresse ad Amburgo uno studio con il fratello pittore e dagherrotipista, e subentrò e continuò l'attività dopo la morte del padre, Heinrich Boshardt; a Monaco Antonia Correvont lavorava come dagherrotipista accanto al padre e al fratello già nel 1843.

#### Paesi nordici
Anche in Svezia le donne entrarono nel mondo della fotografia fin dalla sua fase iniziale: Brita Sofia Hesselius fu la prima fotografa professionista del suo paese, attiva nel 1845 con uno studio fotografico di dagherrotipi a Karlstad e Marie Kinnberg fu una delle prime a utilizzare la nuova tecnica fotografica a Göteborg nel 1851–52; Hilda Sjölin divenne una fotografa professionista a Malmö nel 1860, aprendovi uno studio l'anno successivo, mentre Sofia Ahlbom incluse anche la fotografia tra le arti che già praticava negli anni sessanta dell'Ottocento. A Stoccolma Bertha Valerius nel 1864 divenne fotografa ufficiale della corte reale svedese. Nel 1860 erano almeno 15 le fotografe attive in Svezia, tre delle quali - Rosalie Sjöman, Caroline von Knorring e Bertha Valerius - facevano parte dell'élite della loro professione. Nel 1888 Anna Hwass fu la prima donna membro del consiglio della Fotografiska föreningen (Società fotografica). Negli anni sessanta Lotten von Düben si distinse per le sue qualità di documentarista per le sue immagini sul popolo Sami, raggiunto durante numerose spedizioni in Lapponia; fu una delle prime donne a partecipare a viaggi di ricerca scientifica. Nel sud del paese, a Lund, acquisì notevole successo Lina Jonn, anche se morì a soli 35 anni nel 1896.

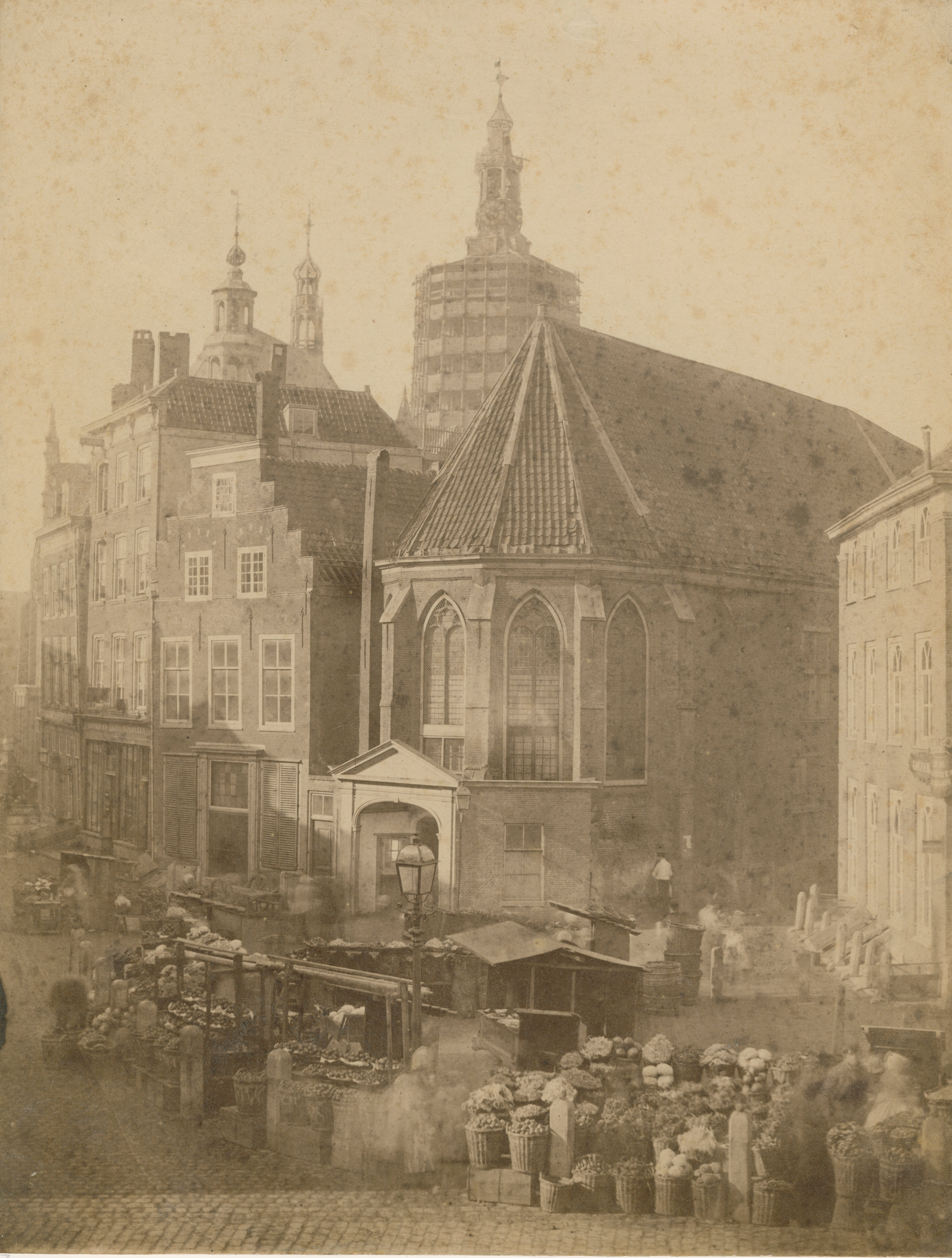
Maria Hille, Piazza del mercato a L'Aia (circa 1860)

Thora Hallager, una delle prime fotografe danesi, che probabilmente esercitò a Copenaghen dall'inizio degli anni cinquanta dell'Ottocento, è ricordata per il bel ritratto di Hans Christian Andersen realizzato nel 1869. Nei primi anni '60 si ha notizia del primo studio aperto in Danimarca ad opera di Caroline Hammer nella cittadina di Wyk auf Föhr, all'epoca non ancora tedesca e molto di moda e fu anche la prima donna ad essere ammessa alla Danish Photographic Association, fondata nel 1879. Frederikke Federspiel fu la prima donna danese a richiedere, negli anni settanta, una licenza per il commercio di fotografia ad Aalborg, dove aprì uno studio dopo aver svolto l'apprendistato dal cugino fotografo; fra i suoi clienti vi furono le principesse danesi Dagmar e Alexandra; mentre dopo la morte del marito nel 1873 gestì lo studio Nielsine Zehngraf a Randers. In Danimarca, vanno ricordate Mary Steen, tra le prime fotografe ad aver fotografato gli interni dei palazzi nobiliari e dei castelli nel 1888, quando ancora non era così comune l'elettricità, invitata alla corte reale inglese, importante anche per il suo impegno nei confronti del movimento femminile, insieme alle altre fotografe Julie Laurberg e a Franziska Gad, che girarono un cortometraggio nel 1915 quando il corteo delle donne raggiunse la reggia danese per il suffragio femminile.

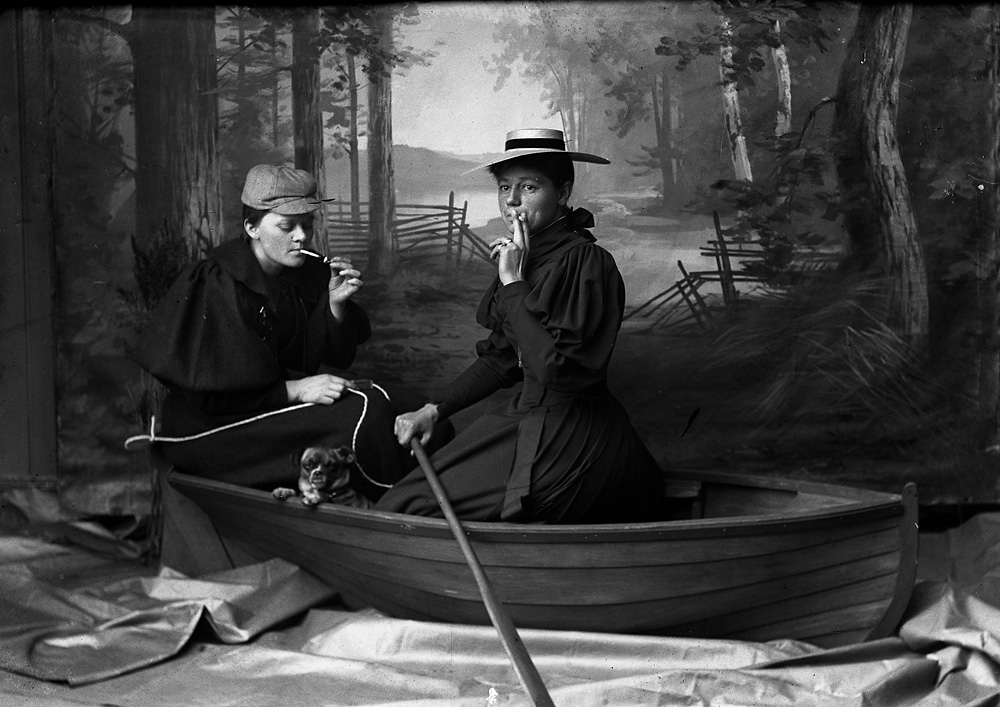
Marie Hoeg e Bolette Berg, 1895-1903 circa

In Norvegia furono numerose le donne titolari di studi fotografici, grazie a una legge del 1866 che consentiva loro di praticare il commercio. Fra queste vi erano Marie Magdalene Bull, che dopo aver abbandonato il suo lavoro di attrice, si dedicò alla fotografia e aprì uno studio a Bergen negli anni '50 dell'Ottocento. A Christiania operarono anche Louise Abel, fotografa norvegese di origine tedesca, che gestì dal 1864 con il marito uno studio e un'attività di forniture fotografiche e Mimi Frellsen che nel 1865 acquisì lo studio e l'archivio delle lastre fotografiche di P.M. Thomsen, di cui era stata assistente. Hulda Marie Bentzen, una delle prime fotografe professioniste norvegesi, aprì un'attività a Bergen nel 1886 e all'inizio del secolo a Voss. Nel 1895 aprirono uno studio fotografico a Horten una coppia di amiche, Marie Hoeg e Bolette Berg (1872-1944), suffragiste, nel cui archivio privato sono state rinvenute foto che ritraggono le due fotografe in travestimenti che ribaltano i convenzionali ruoli di genere.
In Finlandia, Caroline Becker di Vyborg e Hedvig Keppler di Turku aprirono entrambe i loro studi nel 1859; Julia Widgrén divenne la prima famosa fotografa finlandese alla fine degli anni '60 dell'Ottocento.
Maria Hille fu la prima fotografa professionista dei Paesi Bassi; lavorò con il marito nel suo studio dal 1853 e lo gestì dapprima con entrambi i nomi dal 1856 e a proprio nome quando rimase vedova nel 1863. Realizzò la prima fotografia di architettura pubblicata in una rivista di architettura olandese e su commissione del comune di Leida pubblicò il primo album con foto di edifici, palazzi e monumenti della città. Lucie Blachet, moglie del fotografo olandese Jacobus van Koningsveld, alla morte di questi nel 1866, rilevò il suo studio all'Aia. Nicoline Weywadt, laureata in fotografia a Copenaghen, fu la prima fotografa ad avere uno studio stabile in Islanda dal 1872 al 1903 che insegnò il mestiere alla nipote Hansína Regína Björnsdóttir.

#### Svizzera

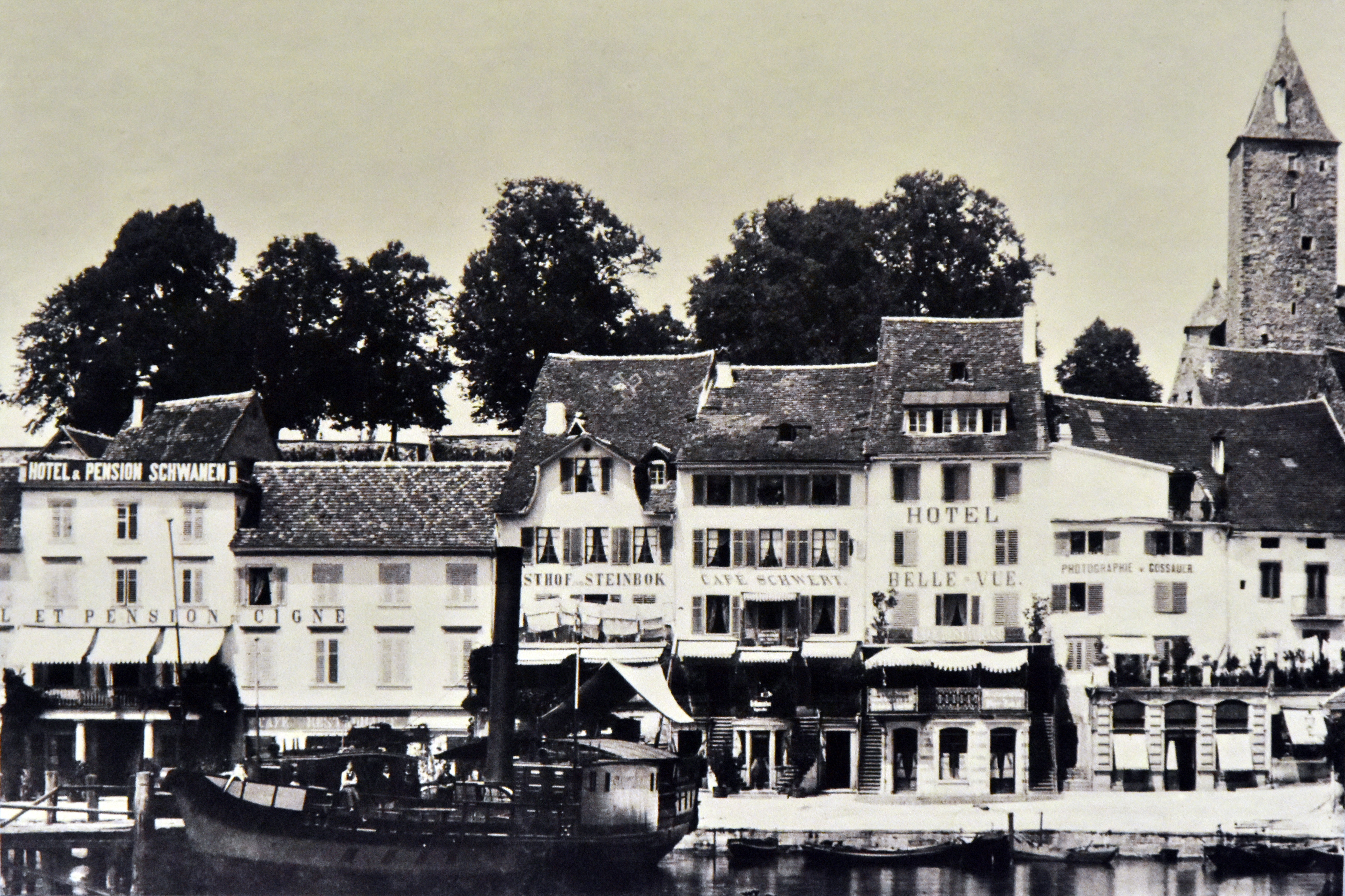
Alwina Gossauer, Hotel sul molo a Rapperswil con il suo studio e negozio nell'hotel Belle-Vue (circa 1880)

Franziska Möllinger fu la prima fotografa in Svizzera a realizzare dagherrotipi di vedute panoramiche, di cui pubblicò copie litografiche nel 1844 intitolate Daguerreotypierte Ansichten der Hauptstädte und der schönsten Gegenden der Schweiz (trad.: Vedute dagherrotipe delle capitali e delle regioni più belle della Svizzera). Nel 1841, durante il suo viaggio verso la Svizzera, dal monte Faulhorn produsse quello che è probabilmente il primo panorama fotografico alpino, uno dei primi dagherrotipi dell'Eiger, Mönch e Jungfrau. Nel 1844 Möllinger offriva ritratti e foto di case di campagna in annunci sui giornali e in quello stesso periodo è documentata la sua attività come dagherrotipista di ritratti, vedute panoramiche e paesaggi urbani nell'area di Soletta e nel canton Berna.
Sempre in Svizzera, circa 20 anni dopo, Alwina Gossauer (1841–1926) divenne una delle prime fotografe professioniste; aprì con il marito uno dei primi studi fotografici a Zurigo, attività che proseguì poi da sola, dopo il divorzio, cimentandosi nella fotografia di ritratti e paesaggi e svolgendo lavori su commissione per libri, giornali e riviste.

#### Italia

La Contessa di Castiglione foto di Pierre-Louis Pierson (1863-66 ca.)

In Italia il dagherrotipo si diffuse, all'indomani della sua scoperta, soprattutto in ambiente scientifico: a Genova il manuale di Daguerre venne stampato in francese nel settembre 1839 e fu tradotto in italiano e pubblicato a Bologna qualche mese dopo. La tecnica venne sperimentata da botanici, ottici, fisici, chimici in diverse città, da Modena a Napoli, Firenze, Torino, Venezia, Milano.
Nel Ducato di Parma e Piacenza la prima dagherrotipista di cui si ha notizia è la fotografa itinerante parigina Josephìne Dubray arrivata da Genova con la diligenza nel 1842, mentre a Milano è nota Adelaide de Giorgis (1827-1881), attiva fra il 1857 e 1860.
Nella città di Torino nel periodo 1839-1911 sono segnalate 24 fotografe attive, dalla veneziana Elisabetta Furlanetto, dagherrotipista itinerante, operante a Napoli nel 1851 e successivamente in Piemonte, alle sorelle Mola, Maria Avenati-Bassi, Aurora Bigiorno-Pezzali, cuneensi, presenti all'Esposizione Internazionale di Torino del 1911.
Virginia Oldoini, contessa di Castiglione, nobildonna piemontese, con il fotografo reale Pierre-Louis Pierson, apprezzato da tutta la nobiltà parigina, lavorò dal 1856 al 1895 a un progetto di autoritratto fotografico d'arte composto di oltre 480 immagini, sperimentando inquadrature fino ad allora mai realizzate, ritenute scandalose all'epoca, come le immagini dei suoi piedi, della nuca o delle gambe nude, curando personalmente la scenografia, i costumi (i suoi album sono ritenuti il primo caso di fotografia di moda), le angolazioni, le pose, per lo più audaci e anticonformiste, interpretando personaggi del teatro, della lirica e della letteratura. Fu la prima a utilizzare la fotografia come icona e mezzo di seduzione e di espressione artistica.

#### Stati Uniti e Canada

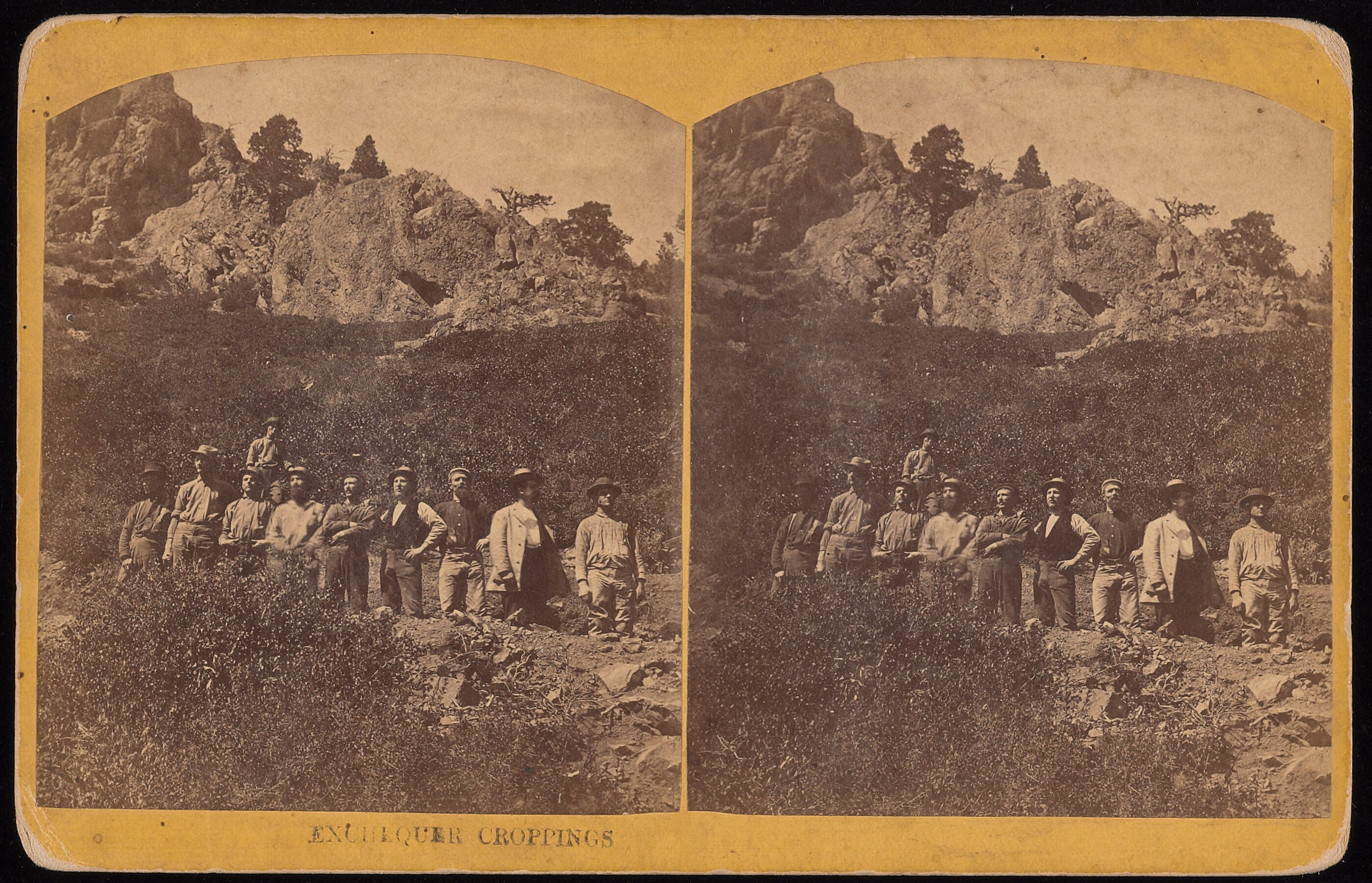
Elizabeth Withington, Ritagli dello scacchiere,

Negli Stati Uniti, Sarah Louise Judd (1802–1886) realizzò dagherrotipi in Minnesota già nel 1848 e Julia Shannon, un'ostetrica californiana di origini inglesi, si pubblicizzò come fotografa dagherrotipista a San Francisco nel 1850, meno di un anno dopo il primo fotografo noto della California. Elizabeth Withington (1825-1877) aprì nel 1857 il suo studio a Ione, contea di Amador, e dal 1871 viaggiò attraverso città e siti minerari per realizzare foto di paesaggi, esperienza di cui parlò nel suo How a Woman Makes Landscape Photographs pubblicato qualche anno dopo. Il suo kit di attrezzatura fotografica comprendeva una "gonna scura e spessa" come camera oscura improvvisata, un parasole di lino nero per ombreggiare l'obiettivo, utile anche come bastone da passeggio per "scalare montagne e affrontare i burroni."
Una delle prime fotografe ad aprire uno studio a New York City, diventando una delle ritrattiste più illustri della città, fu Alice Boughton, che aveva studiato arte e fotografia alla Pratt School of Art and Design.

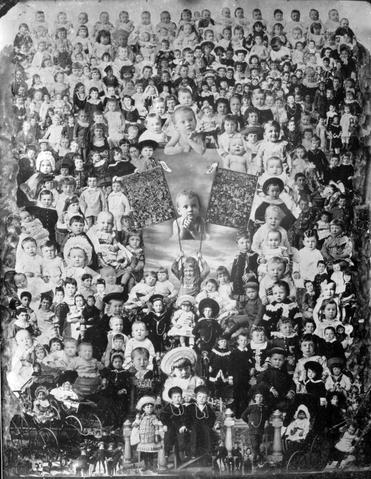
Hannah Maynard, Gems of British Columbia (1883)

Catharine Weed Barnes (1851-1913) iniziò a fotografare nel 1886 e ben presto trasformò l'hobby in una professione. Nel 1890 divenne collaboratrice della rivista American Amateur Photographer; con la sua rubrica Women's Work e con altri articoli pubblicati nelle riviste fotografiche americane si fece portavoce e sostenitrice delle donne fotografe. Pubblicò diversi libri illustrati, collaborò a numerose riviste e fu coeditrice, con il marito H. Snowden Ward, del giornale britannico The Photogram e di molti altri periodici.
La prima afroamericana impegnata nel campo della fotografia di cui si ha notizia è Mary E. Warren, attiva a Houston, in Texas, nel 1866, mentre la prima che, seguendo la spedizione di Alice Fletcher nei territori indiani del Nebraska e Idaho, riportò oltre 400 immagini nel 1889, pubblicate poi nel 1909 nel libro "Choup-nit-ki: With the Nez Perces" fu Emma Jane Gay.
In Canada si ha notizia di una prima dagherrotipista attiva nel 1841 da un annuncio sul Quebec Gazette, nel quale, dopo essersi definita "professore e Insegnante di arte Fotogenica", la signora Fletcher offriva il suo servizio alle donne, incoraggiandole a intraprendere questa attività, un "lavoro molto rispettabile, di buon gusto e piacevole", che si apprende in poche ore, come mezzo di indipendenza economica. La prima donna professionista con uno studio stabile fu senz'altro Elise L'Heureux a Quebec City nel 1854 che lavorò anche alla stereoscopia.
Hannah Maynard aprì nel 1862 uno studio a Victoria e si specializzò in ritratti; nel 1880 sperimentò il fotomontaggio nella sua serie Gems of British Columbia, una sorta di biglietto di auguri da lei personalmente inviato a Capodanno a tutte le mamme dei bambini fotografati l'anno prima. Maynard creò anche un tipo di fotografia non convenzionale, da lei descritta "statua vivente", in cui il soggetto appariva come un busto su un piedistallo. A cavallo del nuovo secolo divenne la fotografa ufficiale del dipartimento di polizia di Victoria, realizzando foto segnaletiche.
La naturalista e fotografa americana Mary Schäffer Warren (1861–1939) esplorò a piedi e a cavallo ampi territori delle Montagne rocciose canadesi per documentarne il territorio e i popoli indigeni che vi abitavano.

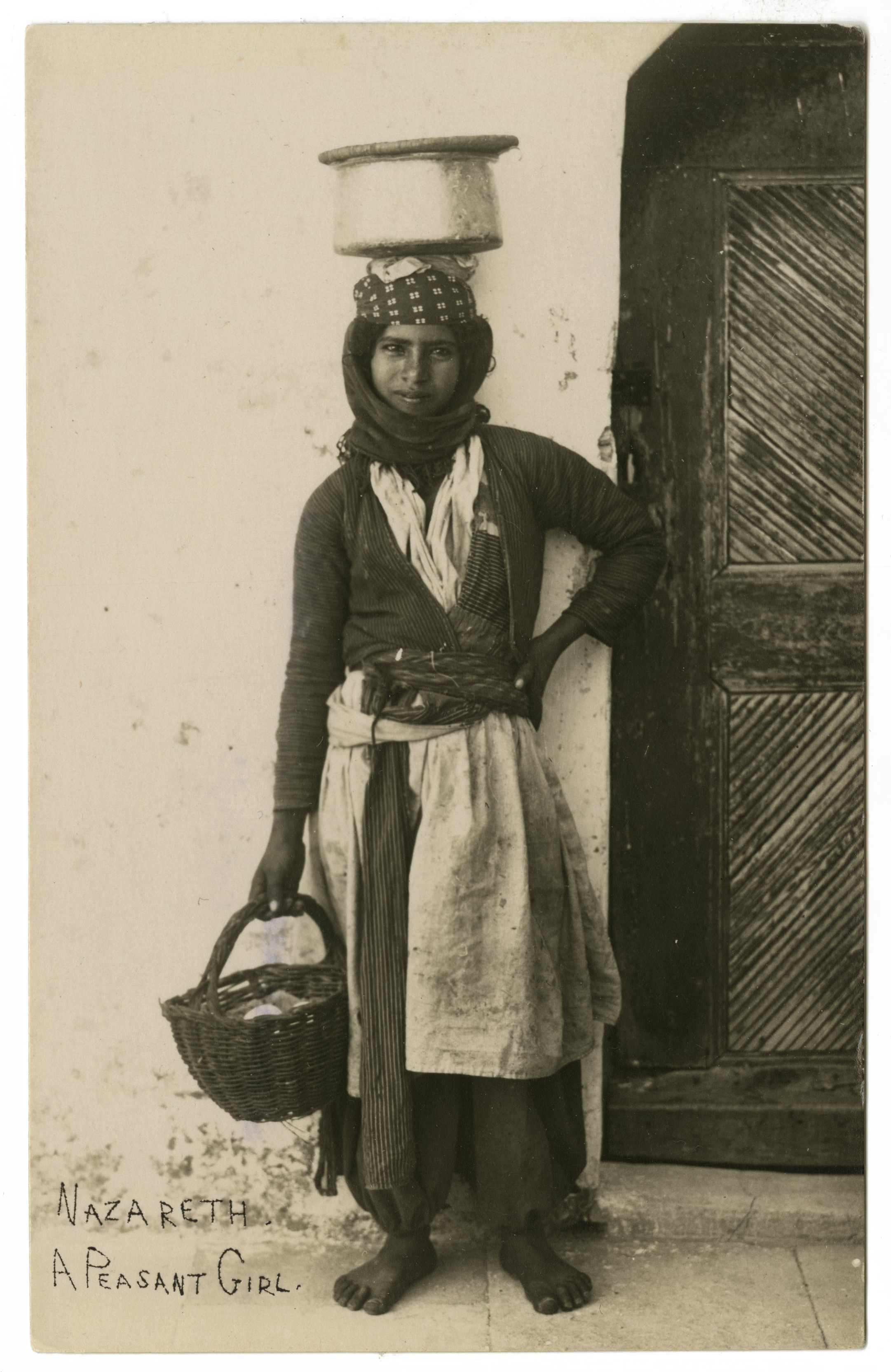
Karimeh Abbud, Giovane contadina di Nazareth

#### Giappone
L'artista e fotografa giapponese Shima Ryū che insieme al marito Shima Kakoku aprì uno studio a Tokyo, in Giappone, intorno al 1866, è considerata una pioniera della fotografia nel suo paese. La fotografia che scattò a suo marito nel 1864 è la prima fotografia conosciuta di una donna giapponese.
La prima fotoreporter donna, iscritta alla Società fotografica del Giappone dal 1940, è stata Tsuneko Sasamoto.

#### Nuova Zelanda
In Nuova Zelanda, Elizabeth Pulman assistette il marito George con il lavoro nel suo studio di Auckland dal 1867, e lo gestì autonomamente dopo la morte di questi, avvenuta nel 1871. Nel 1886, all'età di 21 anni, Rose Frank iniziò a lavorare come assistente dei fratelli Tyree nel loro studio fotografico a Nelson, che avrebbe poi acquistato nel 1914; tra gli oltre 200 000 negativi su lastra di vetro ritrovati, risalenti ai primi giorni dell'insediamento dell'atelier, vi sono anche molte sue fotografie. L'archivio, conservato nel Nelson Provincial Museum, costituisce una delle più grandi collezioni fotografiche della Nuova Zelanda.

#### Altri paesi, altri soggetti
Posizione sociale, condizione economica, contesto storico e culturale, possibilità di accesso alle professioni, libertà di manifestare e praticare attività legate alla fotografia, sono fattori che hanno notevolmente influito sull'emergere di donne fotografe nei vari paesi del mondo. Infatti negli anni sessanta dell'Ottocento numerose donne aprirono studi fotografici in diversi paesi del nord Europa, Annapurna Dutta in India e Karimeh Abbud in Palestina avviarono la loro attività all'inizio del XX secolo; Mae Linda Talbot, una delle prime fotografe cinesi documentate, figlia di Shi Dezhi, gestì lo studio del padre a Shanghai nei primi anni del Novecento. In Suriname (all'epoca Guiana olandese), Sud America, Augusta Curiel e sua sorella Anna, fin dl 1904, aprirono uno studio che ebbe successo per circa quarant'anni. Maryam Şahinyan, di origini armene, una delle prime donne in Turchia ad esercitare l'arte della fotografia, ereditò dal suo genitore lo studio che condusse dal 1935 al 1985; Felicia Abban aprì il suo studio in Ghana negli anni '50 del XX secolo, quando il paese raggiunse l'indipendenza.

Se il numero delle fotografe censite negli Stati Uniti tra gli ultimi decenni del XIX e il primo decennio del XX secolo conobbe una crescita esponenziale, dalle 271 unità nel 1880 alle 4.900 nel 1910 (15% del totale), prendendo in considerazione il dato delle donne di colore, incluse nel censimento solo a partire dal 1890, risulta che delle 2.201 fotografe registrate nel 1890, solo 6 erano afroamericane, aumentate a circa un centinaio nel 1920.

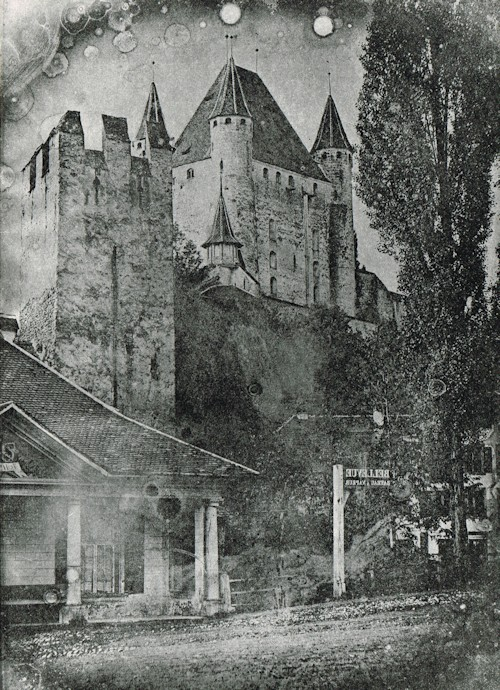
Franziska Möllinger, Castello di Thun (dagherrotipo, 1844 circa)
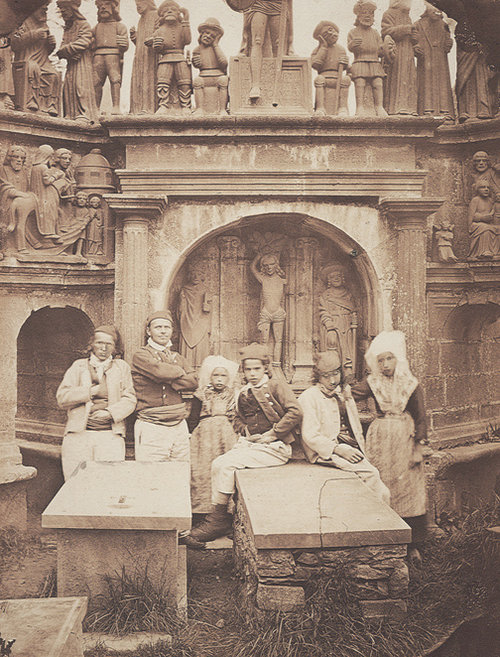
Geneviève Élisabeth Disdéri, Cimetière de Plougastel (1856)
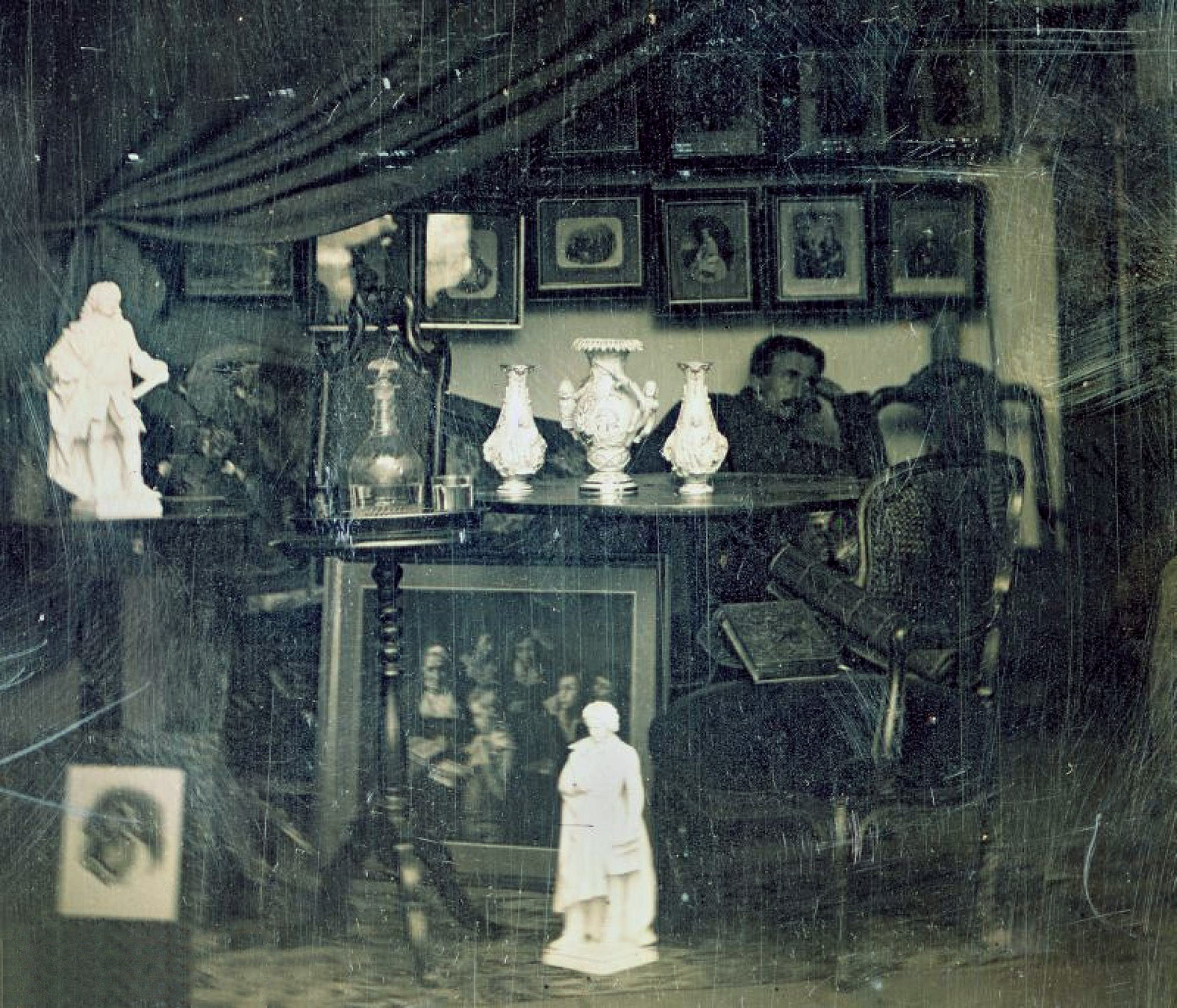
Bertha Wehnert-Beckmann, Lo studio Wehnert-Beckmann (1850 circa)
Thora Hallager, Hans Christian Andersen (1869)
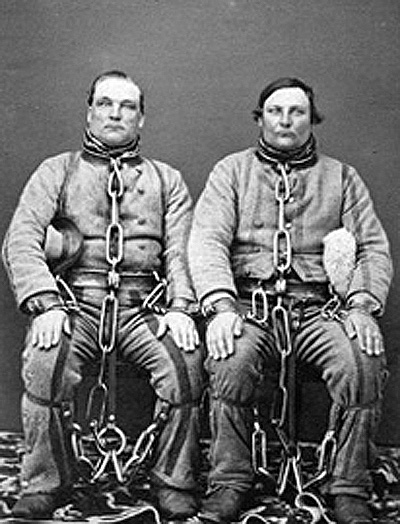
Julia Widgrén, Antti Rannanjärvi e Antti Isotalo (1869)
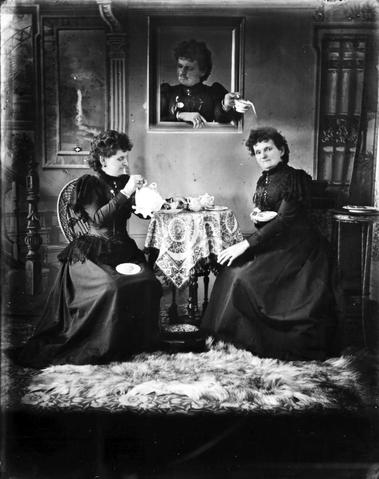
Hannah Maynard, Autoritratto con esposizione multipla (1893)

## Le discussioni sulla natura della fotografia
Per tutto il XIX secolo, soprattutto in Francia e in Gran Bretagna, la fotografia impegnò in numerose discussioni sulla sua natura artisti, scrittori, critici e filosofi, fra cui Baudelaire, Schopenhauer, Emerson, Ruskin e numerosi altri commentatori che si confrontarono su riviste, giornali e in incontri pubblici. I termini del dibattito riguardavano la definizione del suo status, al crocevia fra arte, scienza e industria, i requisiti richiesti per definire "artistica" una fotografia; la nozione ideale di "bellezza" o quella di "perfezione" nel riprodurre la natura. Vi fu chi sostenne che il nuovo mezzo avrebbe dovuto prendere in prestito le tradizioni e gli ornamenti della pittura, e chi difese un'estetica fotografica autonoma e indipendente dalle altre arti.

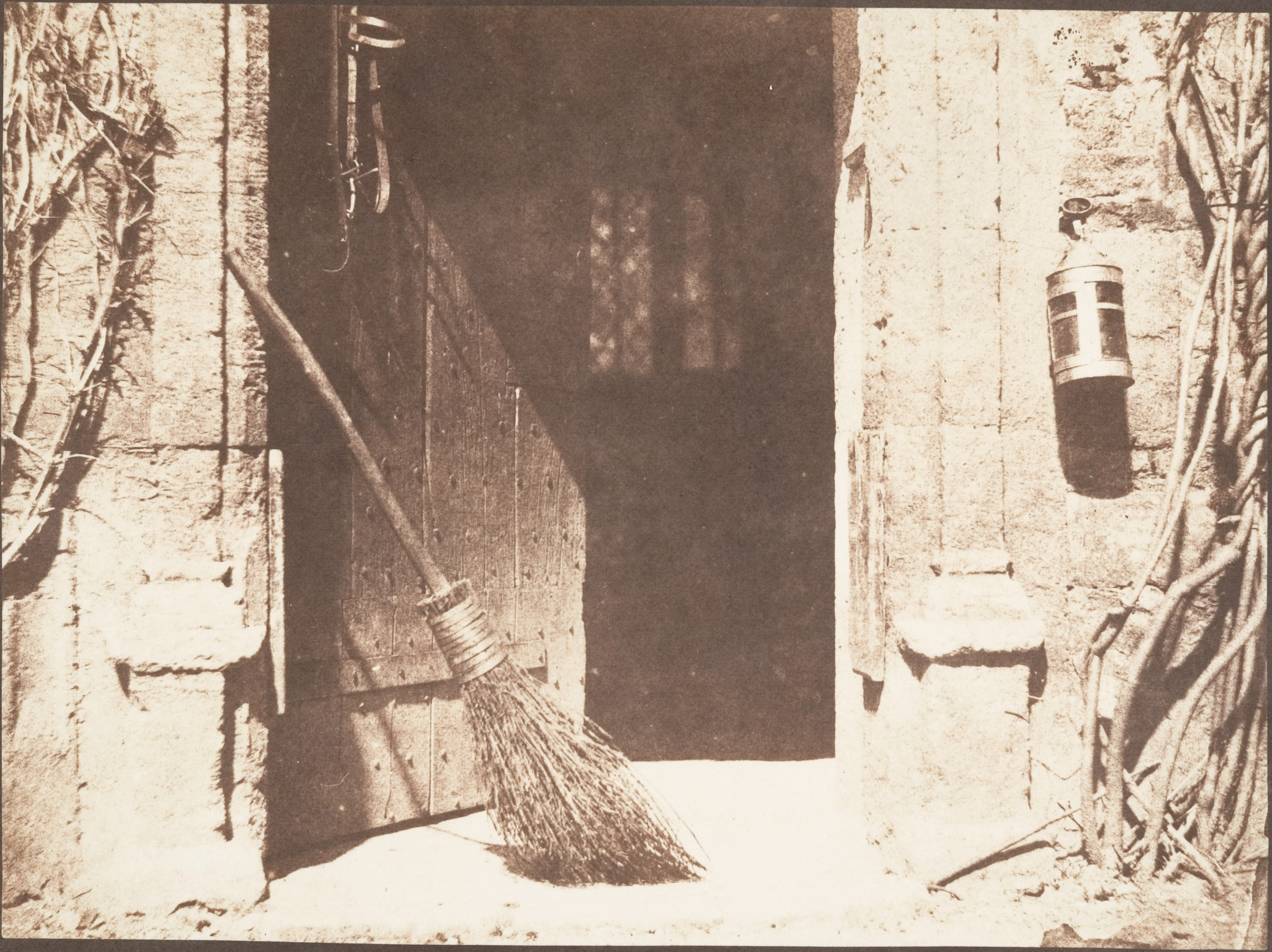
William Fox Talbot, The Open Door, in The Pencil of nature

Nel 1857 Elizabeth Eastlake (1809–1893), scrittrice, critica d'arte britannica, moglie del direttore della National Gallery e primo presidente della Royal Photographic Society, sir Charles Eastlake, in un articolo pubblicato sulla London Quarterly Review sostenne la non appartenenza della fotografia al mondo dell'arte, mentre nel 1860 il fotografo ritrattista vittoriano Cornelius Jabez Hughes ne affermò la pertinenza, proponendo una classificazione divisa in tre categorie: fotografia meccanica, basata sulla semplice riproduzione del reale; fotografia d'arte, nella quale il fotografo interviene, con un fine estetico, organizzando, modificando e disponendo diversamente il soggetto ripreso; fotografia di alta arte "il cui scopo non è solo divertire, ma istruire, purificare e nobilitare”.
Fin dalle sue origini William Henry Fox Talbot intervenne sulla composizione dei suoi soggetti e sugli effetti di luce/ombra, messi a disposizione dallo stesso procedimento da lui scoperto, la calotipia, che per la prima volta, attraverso il negativo, consentiva la riproducibilità di un numero infinito di copie. Talbot fu il primo a cogliere "il potere poetico della fotografia"; il legame fra fotografia e disegno è reso esplicito nel titolo del suo primo libro, La matita della natura, pubblicato tra il 1844 e il 1846, nel quale la parola "arte" è ricorrente. Il suo più suggestivo calotipo, The open door, si avvicina allo stato di un dipinto. Robert Adamson e David Octavius Hill, con occhio da pittore, realizzarono ad Edimburgo tra il 1843 e il 1848 viste architettoniche, ritratti e tableaux vivants che trascendevano la semplice registrazione dei loro soggetti.

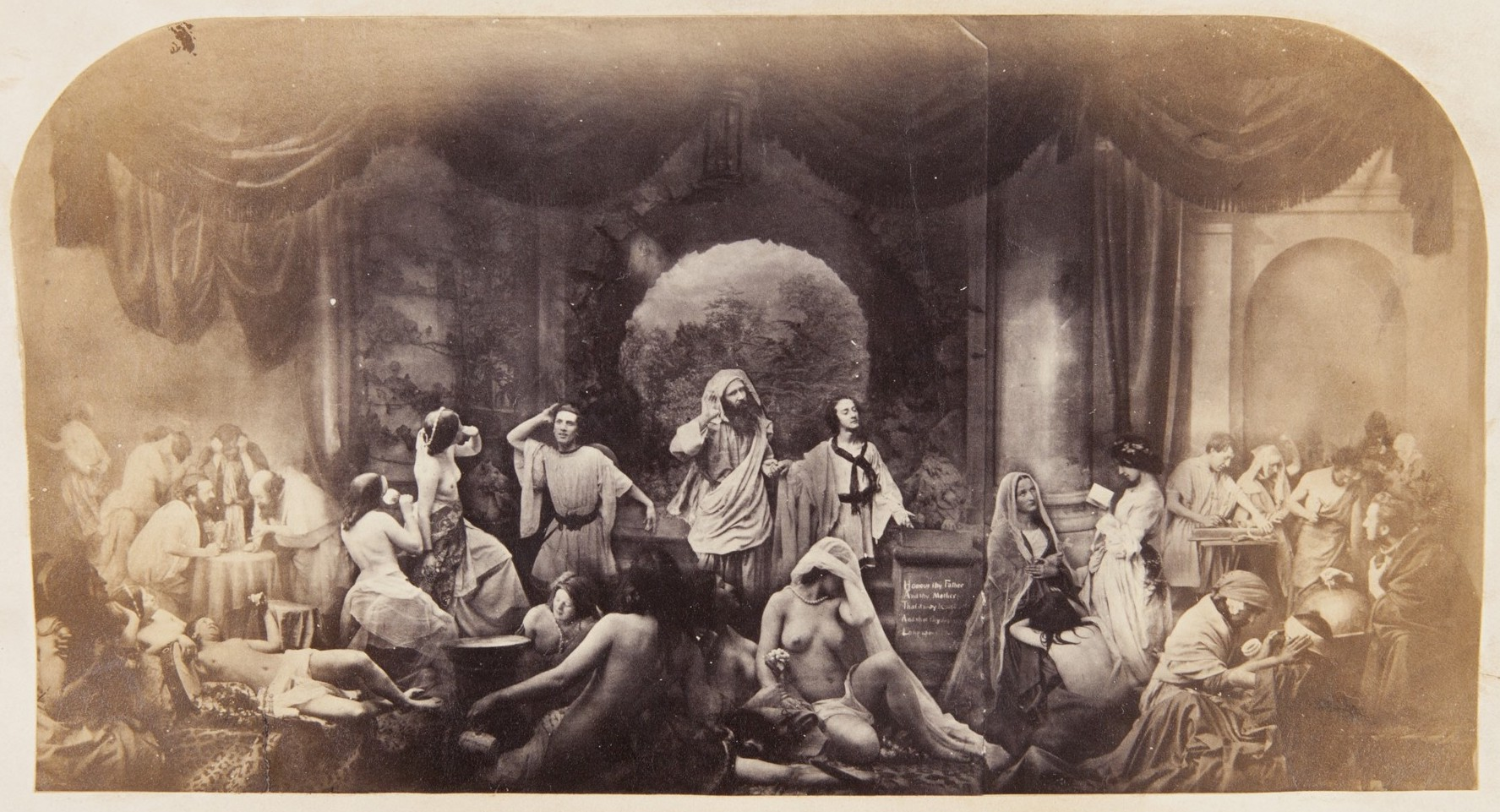
Oscar Gustave Rejlander, The Two Ways of Life, 1857

Il legame fra fotografia e pittura risultò evidente, oltre che nell'influenza esercitata da dipinti e disegni sulla composizione di molte delle prime fotografie, anche nell'interesse per la fotografia manifestato da diversi pittori, come ad esempio in Francia, dove negli anni cinquanta dell'Ottocento le migliori fotografie furono create da fotografi che si erano formati per la prima volta come pittori.
Nel 1863 il pittore e fotografo svedese Oscar Gustave Rejlander, considerato il padre della fotografia d'arte, pubblicò il trattato An Apology for Art-Photography, che lesse in una riunione della South London Photographic Society. Rejlander realizzò numerose fotografie alla maniera della pittura rinascimentale e barocca e della scultura antica, trasformando e intervenendo sull'abbigliamento e sulle pose dei modelli di cui si serviva e sviluppando una tecnica fotografica fondata sul fotomontaggio, sulla combinazione di immagini, di cui il risultato più notevole fu l'allegorico The Two Ways of Life, la più complessa e controversa delle sue fotografie, ottenuta con l'assemblaggio di trenta diverse immagini.
Pioniere della fotografia d'arte furono le britanniche Julia Margaret Cameron, che potrebbe aver conosciuto Rejlander quando visitò l'Isola di Wight nel 1863 per fotografare Alfred Lord Tennyson, e Clementina Maude, viscontessa di Hawarden, entrambe realizzatrici di immagini ispirate a opere d'arte o letterarie.

### Fotografia artistica. Le pioniere
Julia Margaret Cameron, prozia di Virginia Woolf, visse in Francia e per diversi anni in India; ritornata in Inghilterra nel 1863, all'età di 48 anni, iniziò a coltivare interesse per la fotografia, scattando centinaia di ritratti eterei di bambini e adolescenti, donne e celebrità: fra gli altri, immortalò Charles Darwin, Alfred Tennyson, Robert Browning. In molte delle sue foto fece assumere ai modelli pose che riproducevano scene bibliche o suggestioni letterarie. L'effetto sfuocato da lei scelto, diventato la sua originale impronta e spesso criticato come tecnicamente imperfetto, avrebbe influenzato anche altri fotografi e all'inizio del XX secolo sarebbe diventato uno degli elementi distintivi del movimento del pittorialismo.
Alla fine degli anni cinquanta dell'Ottocento, Clementina Maude, viscontessa di Hawarden iniziò a fotografare paesaggi realizzati nella tenuta Hawarden a Dundrum, in Irlanda. Dopo che la famiglia si trasferì a Londra, nel 1862, convertì il primo piano della sua casa di South Kensington in uno studio, che allestì di volta in volta con particolari scenografie. Si specializzò in ritratti femminili, utilizzando soprattutto come modelle le due figlie maggiori, riprese in centinaia di foto, spesso in giochi di specchi, vestite con abiti sontuosi e stoffe finemente drappeggiate per creare riflessi di luce. Il suo lavoro si distingue dalle altre opere amatoriali dell'epoca per la maestria e la sensibilità espressa nelle immagini, d'atmosfera e sensuali, portatrici di un'immagine femminile non conforme a quella dominante ai suoi tempi, e per i temi che ricordano il movimento artistico preraffaellita. Il suo lavoro le valse due medaglie d'argento alle mostre della Società Fotografica nel 1863 e nel 1864.
Caroline Emily Nevill e le sue due sorelle esposero alla London Photographic Society nel 1854 e continuarono a contribuire con vedute architettoniche del Kent con negativi su carta cerata.

In Italia, Virginia Oldoini, amante di Napoleone III, si interessò alla fotografia nel 1856, registrando i momenti salienti della sua vita in centinaia di autoritratti, spesso indossando costumi teatrali. Commissionò oltre 400 ritratti di se stessa allo studio Mayer & Pierson a Parigi, che poi dipinse a mano, utilizzando per la prima volta la fotografia come mezzo di espressione e promozione personale. 

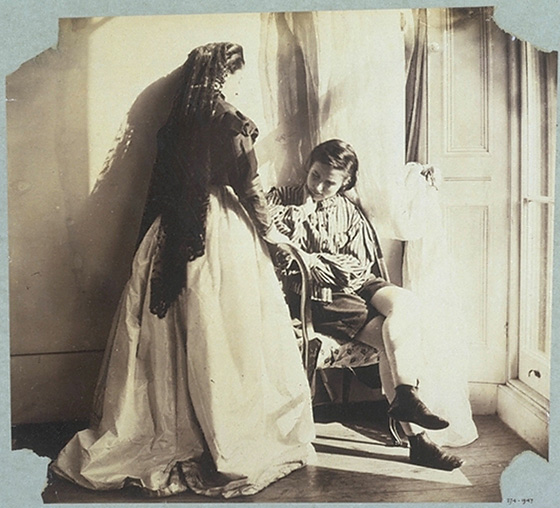
Clementina Hawarden, foto delle figlie Maude e Isabella (1861)
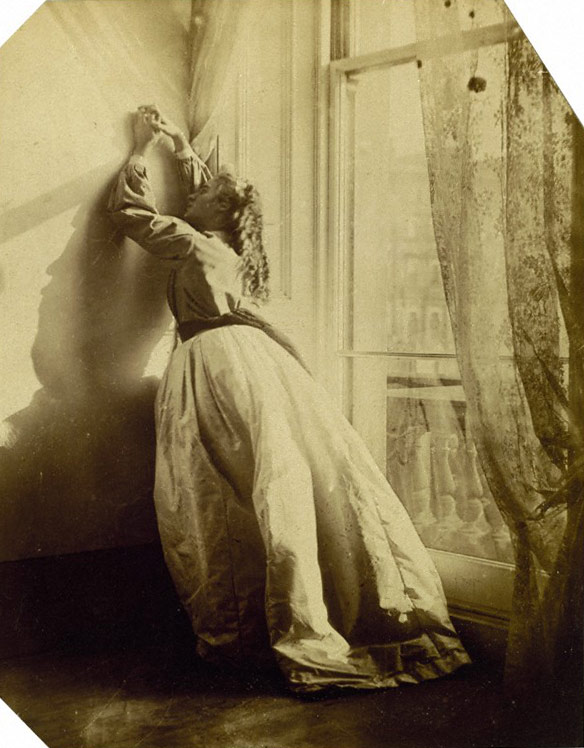
Clementina Hawarden, foto della figlia Maude in una posa drammatica (1862 circa)
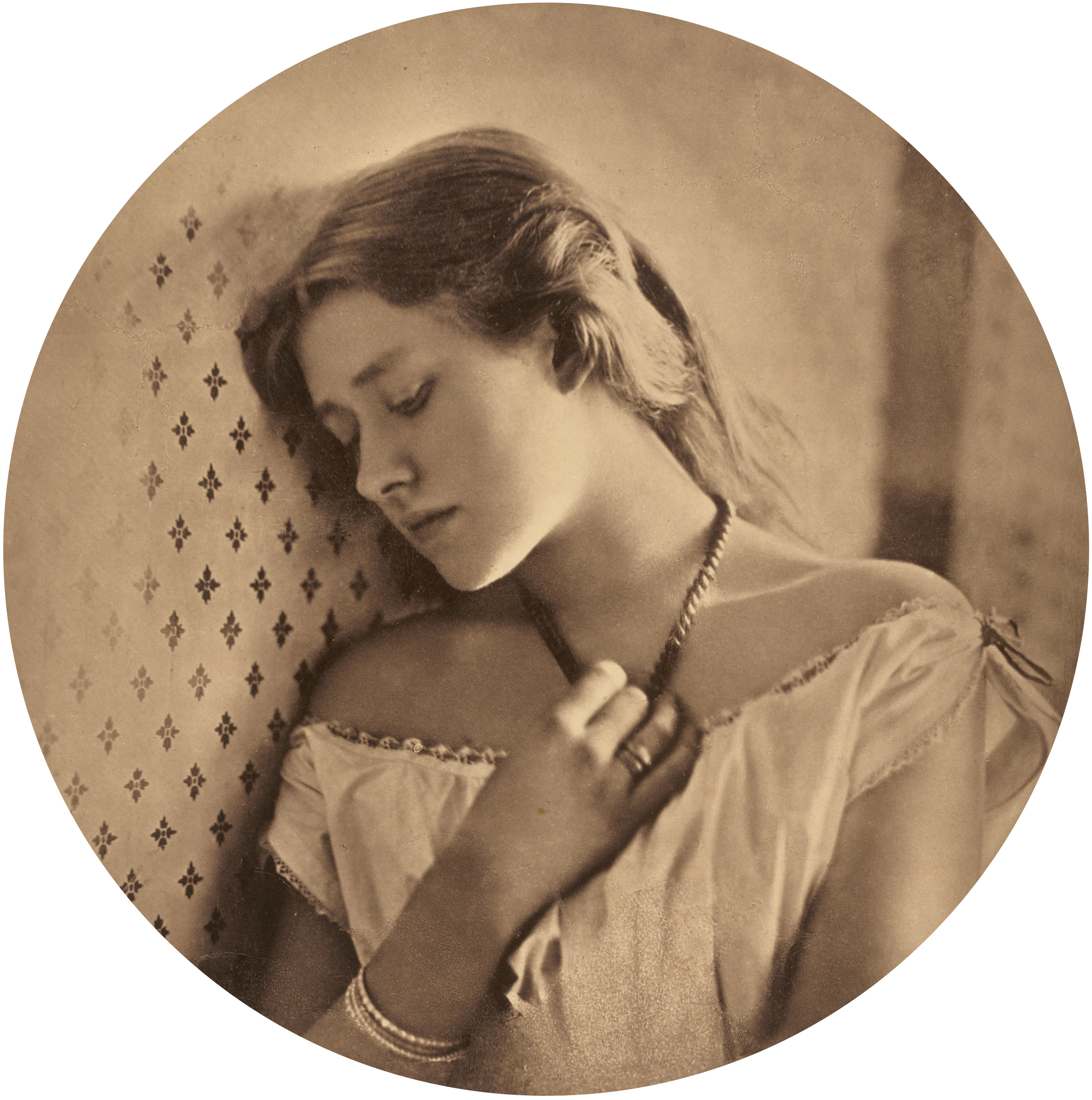
Julia Margaret Cameron, Tristezza (1864)
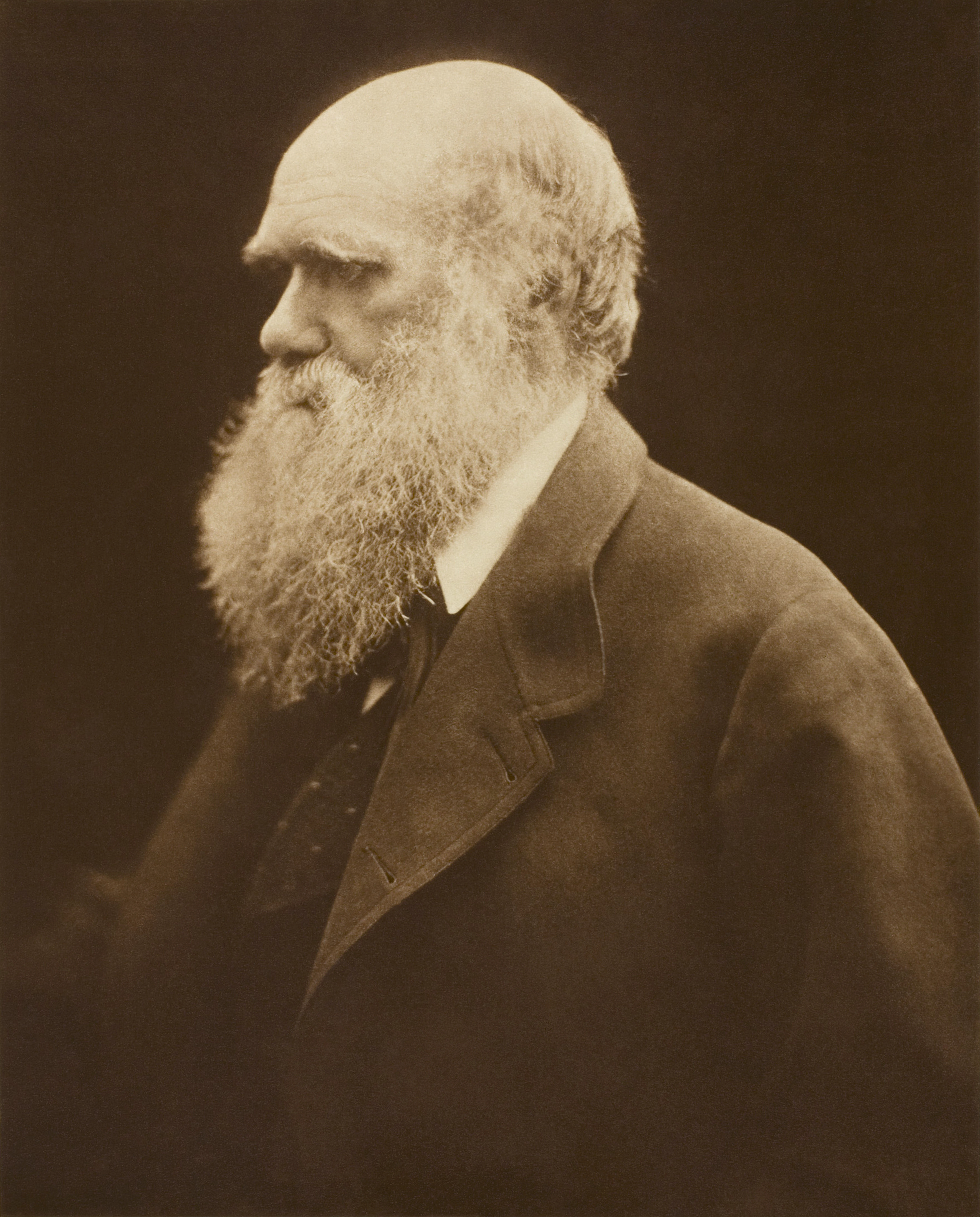
Julia Margaret Cameron, Ritratto di Charles Darwin (1868)
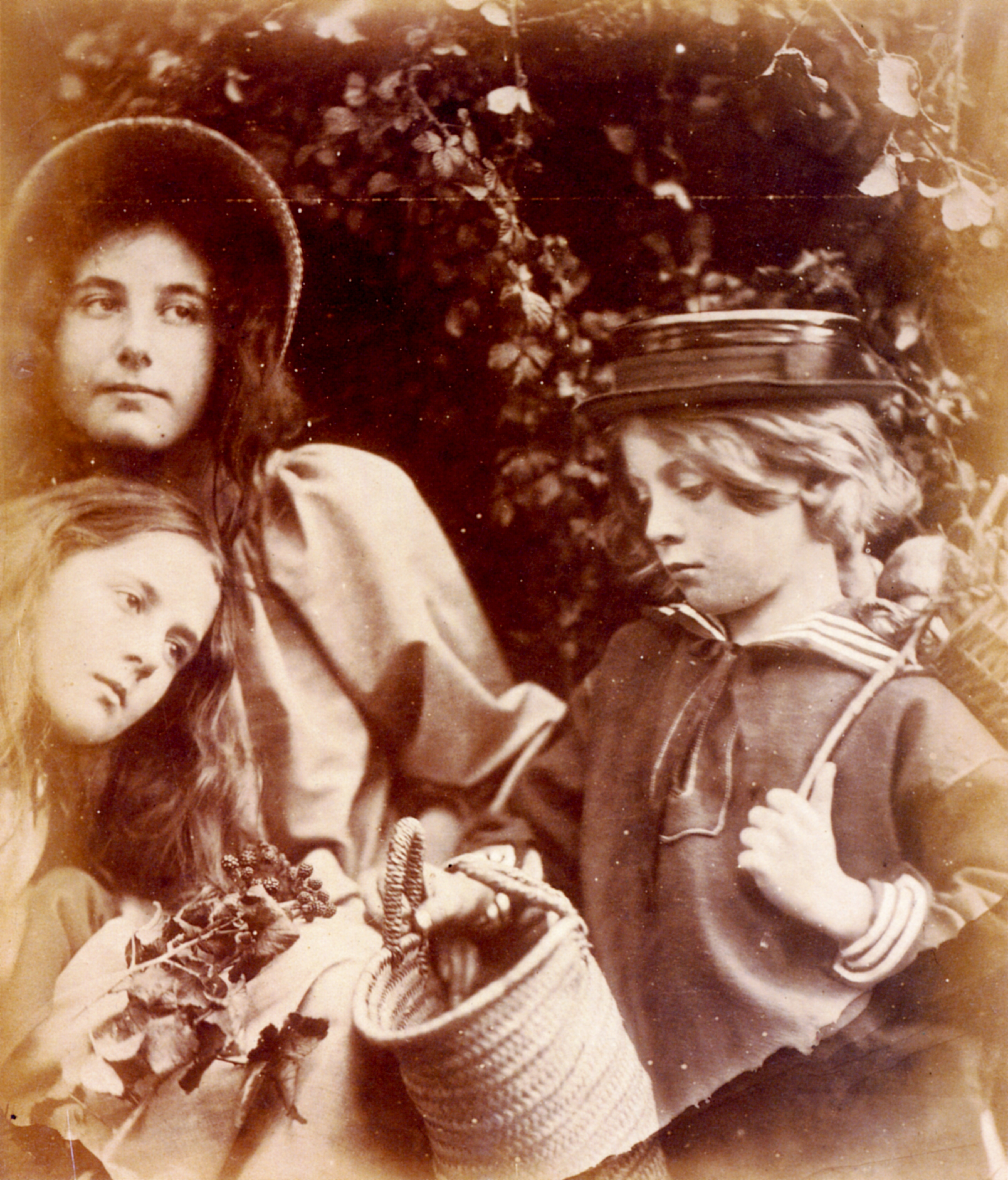
Julia Margaret Cameron, Blackberry Gathering (1869 circa)
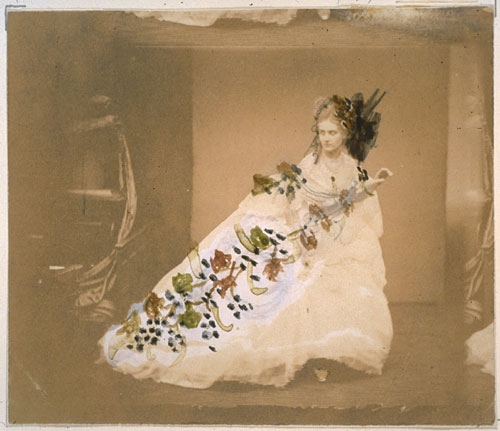
Virginia Oldoini, 1861-1867

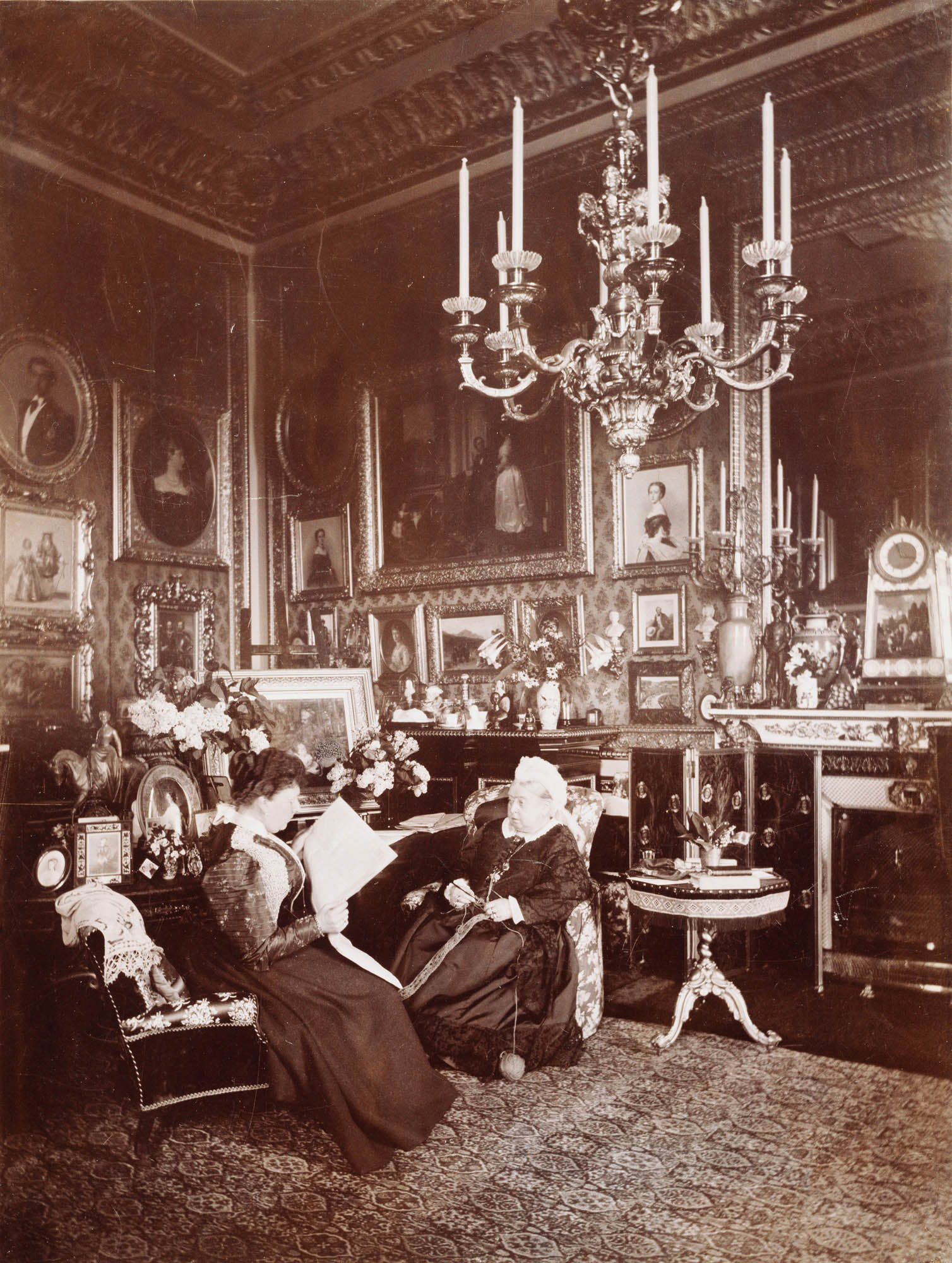
La regina Vittoria e la principessa Beatrice al Castello di Windsor, 21 maggio 1895, foto di Mary Steen
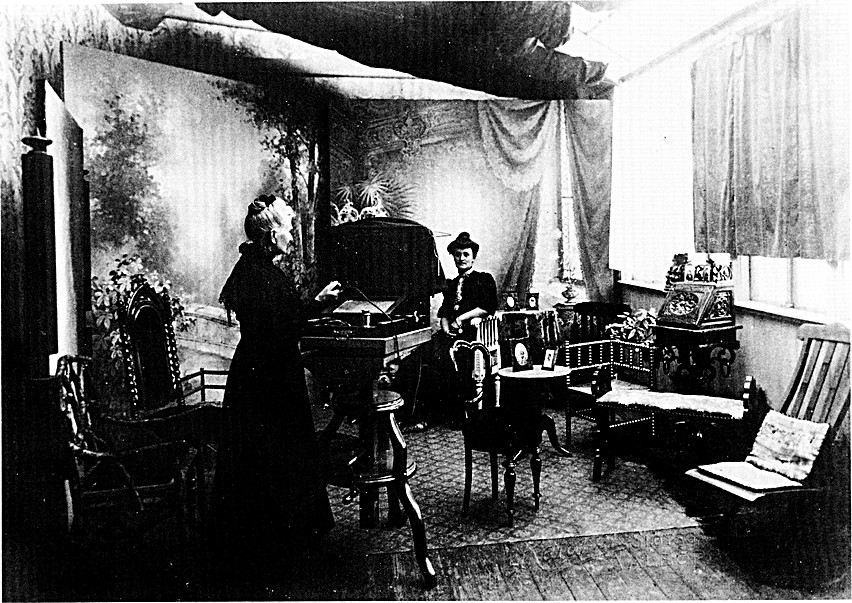
Frederikke Federspiel con un cliente nel suo studio di Aalborg (1910)
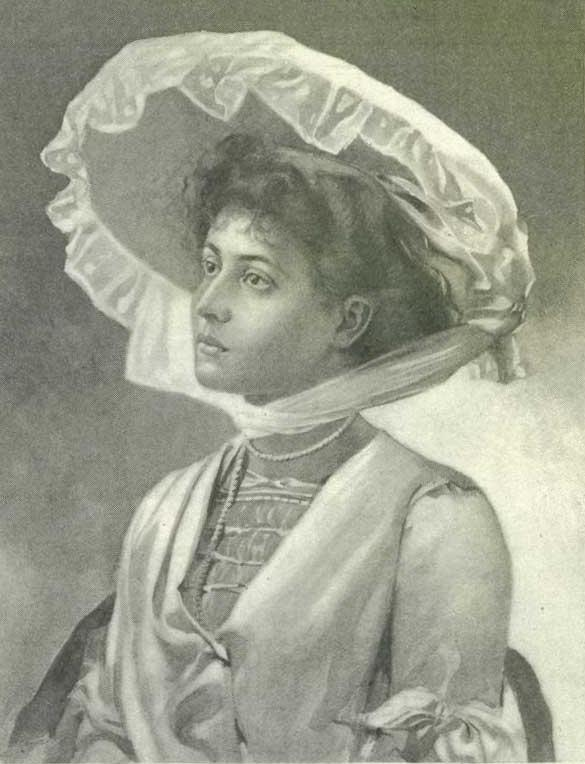
Alice Hughes, Pauline Waldorf Astor (1904)
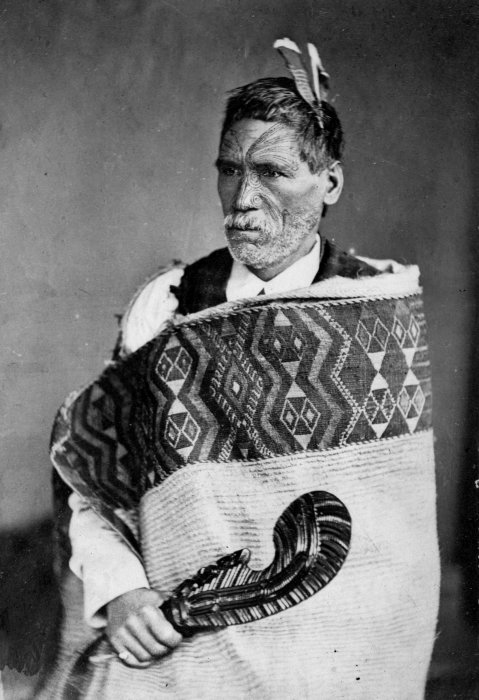
Elizabeth Pulman, Rewi Manga Maniapoto (1879)
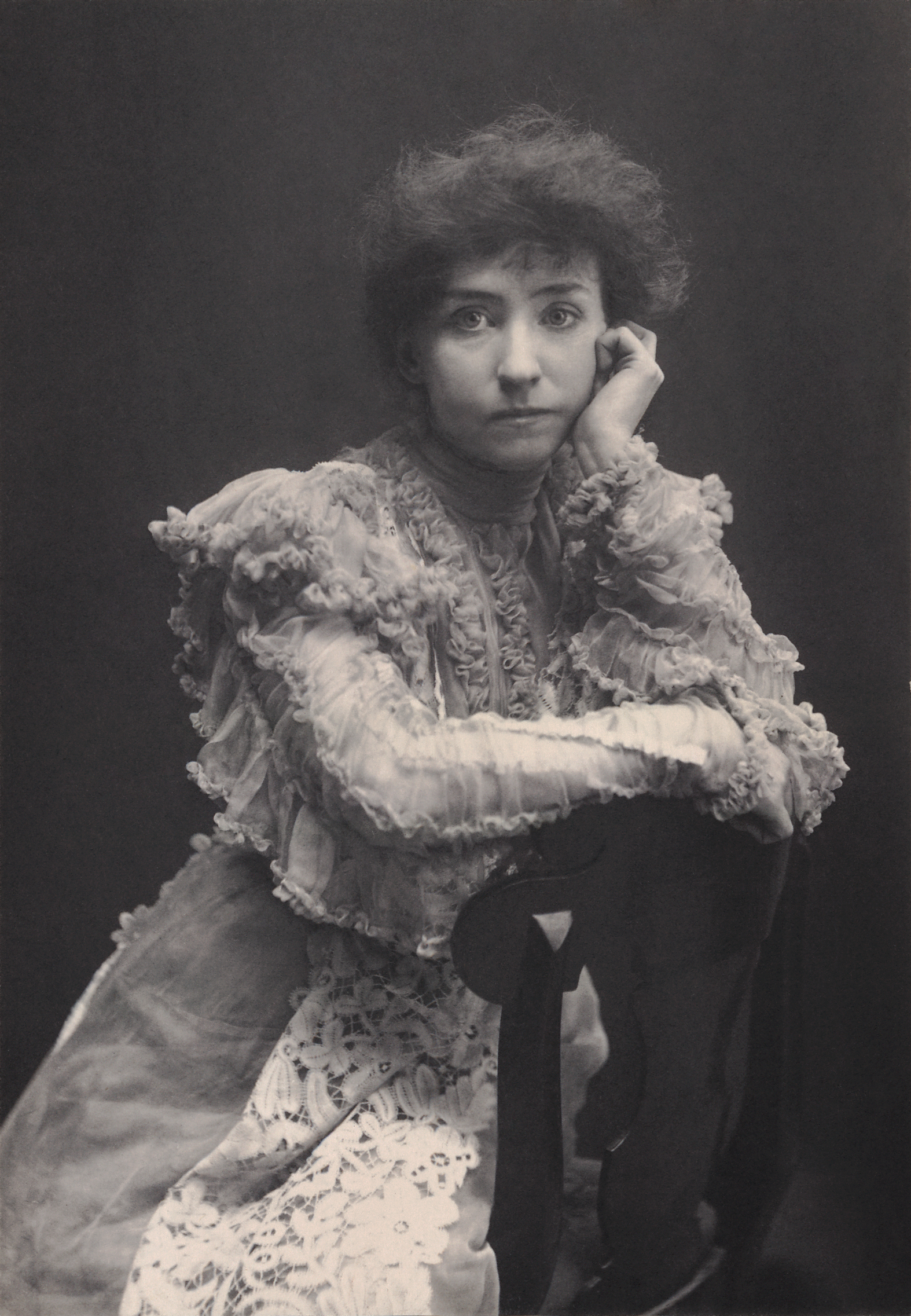
Zaida Ben-Yusuf, La signora Fiske, 'L'amore trova la strada' (1896)

## Pittorialismo

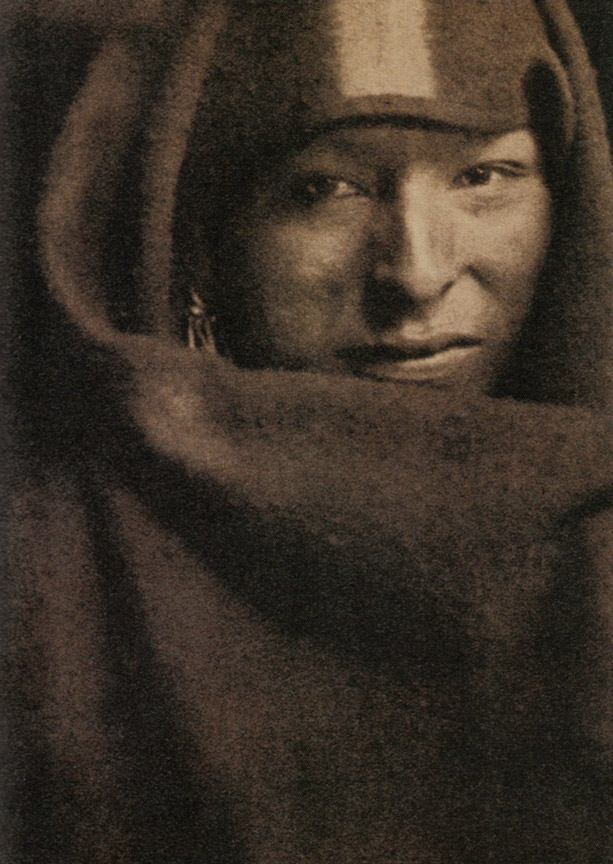
Gertrude Käsebier, The Red Man (1903)

L'uso della fotografia come forma d'arte esisteva quasi fin dalla sua nascita. In ambito britannico ebbe i suoi precursori più famosi in Oscar Gustave Rejlander che nel 1863 pubblicò An Apology for Art-Photography e in Henry Peach Robinson, autore del saggio Pictorial Effect in Photography (1869), entrambi orientati dalla pittura preraffaellita, ma è verso la fine del XIX e l'inizio del XX secolo che il suo potenziale artistico divenne ampiamente riconosciuto e contribuì a fondare il movimento noto con il termine di pittorialismo, impegnato a rivendicare la natura artistica della fotografia, al pari della pittura e della scultura, affrancandola dalla funzione di strumento meccanico di riproduzione della realtà, attraverso l'allestimento di scenografie in studio e l'utilizzo di procedimenti tecnici in fase di stampa.
In Gran Bretagna i sostenitori del pittorialismo fondarono nel 1892 la confraternita The Linked Ring (nota anche come The Brotherhood of the Linked Ring), una società fotografica con sede a Londra che promuoveva la fotografia come forma d'arte.

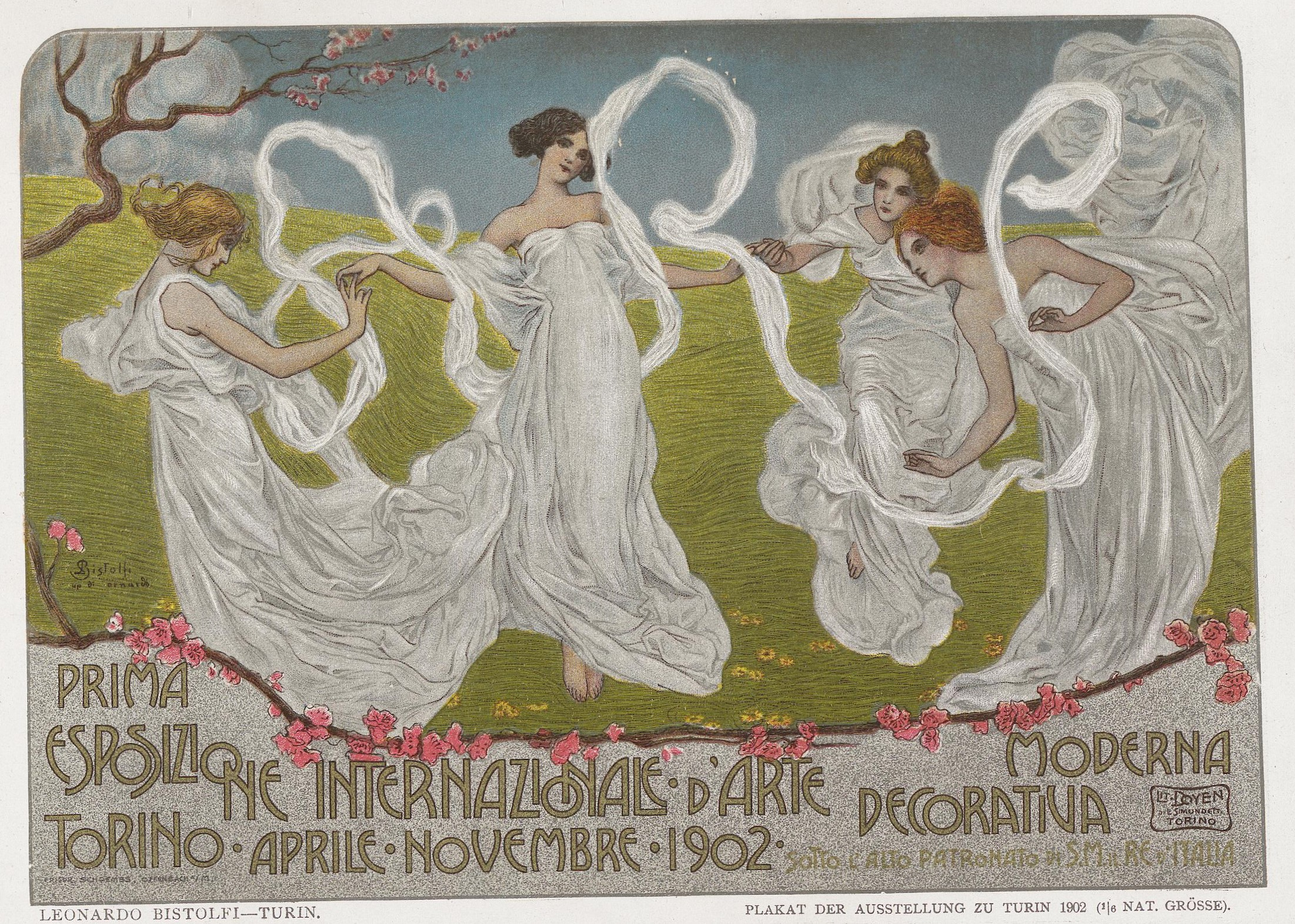
Leonardo Bistolfi, Prima Esposizione Internazionale d’Arte Decorativa Moderna, Torino 1902

Negli Stati Uniti il fotografo Alfred Stieglitz, dopo il suo ritorno da un viaggio a Parigi e Londra, dove aveva incontrato i fondatori di The Linked Ring, di cui divenne membro, pubblicò nel 1897 la rivista Camera Notes che sosteneva la fotografia artistica e iniziò a promuovere mostre in Europa e negli Stati Uniti. Nel 1902 fondò a New York il gruppo Photo-Secession e la rivista indipendente Camera Work, amplificatore della sua visione estetica, che si stava evolvendo verso un'originale forma di pittorialismo, rifiutando il ritocco e altre forme di manipolazione; nello stesso anno una serie di opere americane selezionate da Stieglitz vennero presentate in Italia, a Torino, all'Esposizione internazionale d'arte decorativa moderna. Nel 1904 venne pubblicata, sempre nella città piemontese, una delle prime riviste di fotografia italiana, La fotografia artistica, aperta alle novità del pittorialismo internazionale, ritenuta l'"equivalente europeo della pubblicazione americana di Stieglitz".
Tra i più stretti collaboratori di Stieglitz vi erano le statunitensi Gertrude Käsebier ed Eva Watson-Schütze, co-fondatrici del movimento Photo-Secession e approdate alla fotografia dopo aver studiato belle arti. Käsebier, ricordata per i suoi ritratti di nativi americani, divenne uno dei fotografi professionisti più riconosciuti degli Stati Uniti.
Altre fotografe di spicco includevano Emma Justine Farnsworth, specializzata in studi di genere e ritratti, che espose a livello internazionale e venne inclusa nella mostra American Women Photographers, organizzata da Frances Benjamin Johnston e presentata all'Esposizione di Parigi nel 1900; Jane Reece (1868-1961), sperimentatrice di diversi stili, che trovò spunti nell'arte naturalista, simbolista e, occasionalmente, nel cubismo; Alice Boughton e Anne Brigman, entrambe autrici di foto di nudi femminili che sfidavano le norme e le convenzioni dell'età vittoriana; Mary Devens, nota per la sua padronanza di complesse tecniche di stampa, che come Käsebier e la canadese di origine tedesca Minna Keene (1861–1943), fu eletta membro del Linked Ring.
Tra le fotografe che attirarono l'attenzione di Stieglitz vi fu anche un'italiana, la nobile vicentina Loredana Da Porto Barbaran (? – Vicenza, 1905), autrice di soggetti religiosi e di ambiente contadino, realizzati facendo assumere ai suoi modelli, vestiti con abiti d'epoca, pose ispirate a soggetti o ambienti storici.

Nell'annuario della fotografia artistica italiana, Luci ed ombre, pubblicato a Torino dal 1923 al 1934, sono presenti una decina di fotografe, fra cui Eva Barrett, Ghitta Carell, Virginia Bartesaghi, Maria Avenati Bassi.

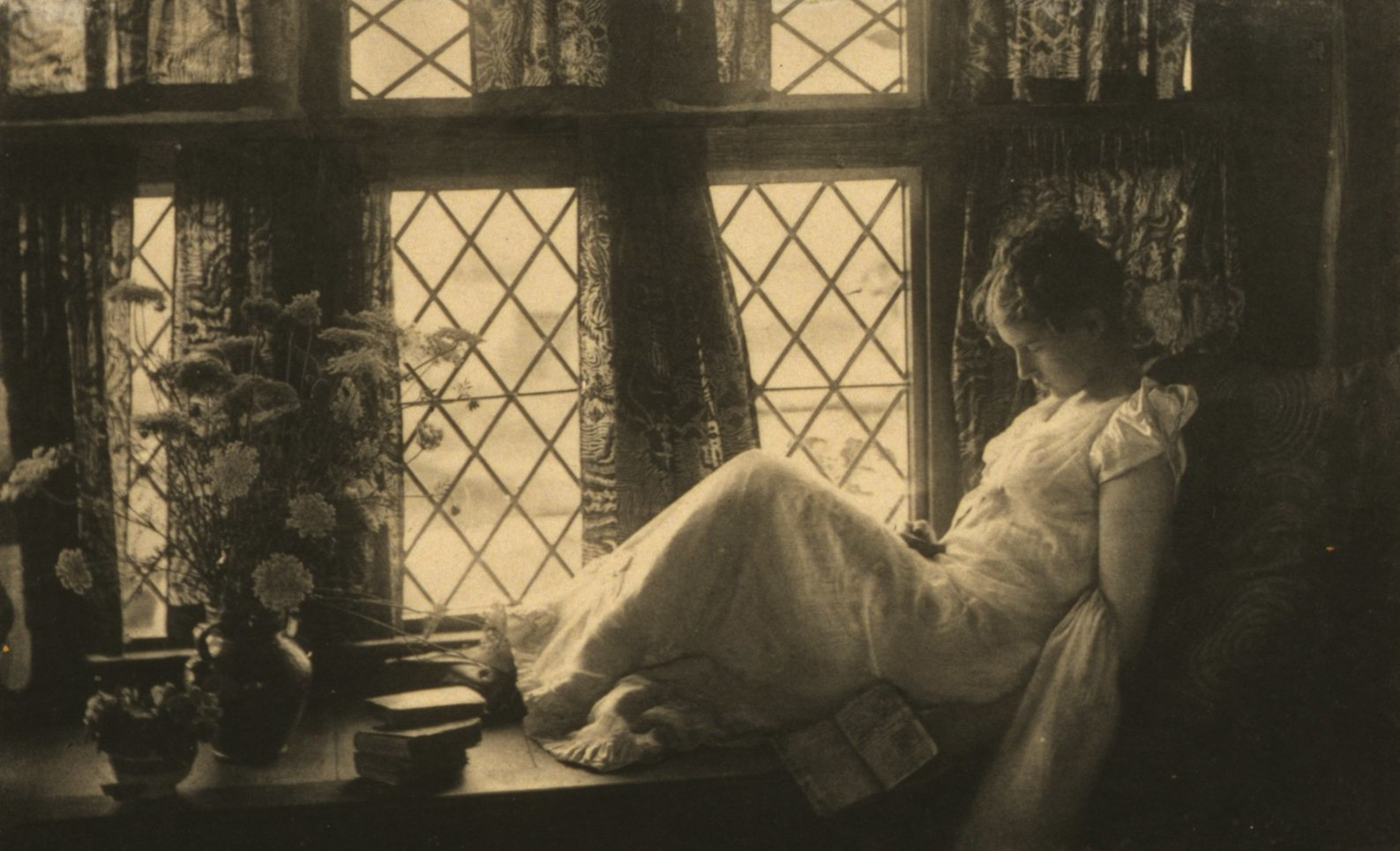
Emma Justine Farnsworth, Crepuscolo (1893)
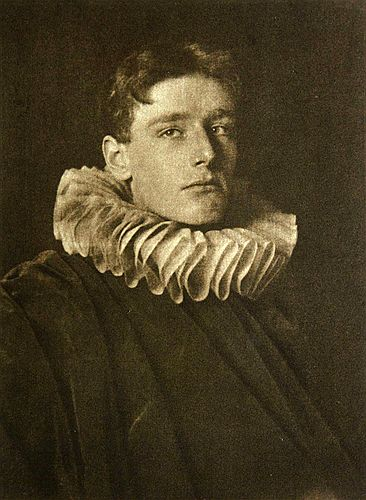
Mary Devens, Ritratto nello stile di van Dyck (1899)
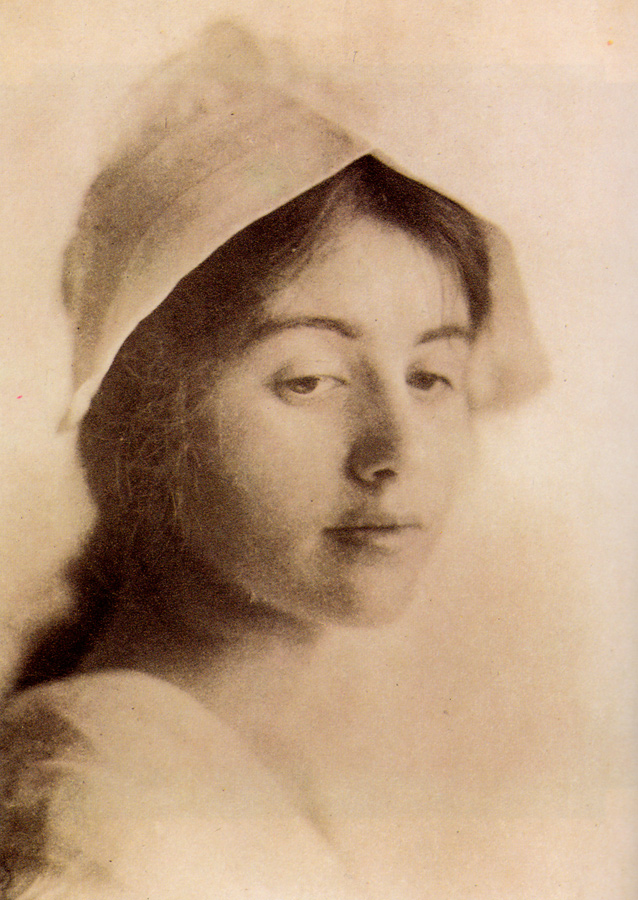
Eva Watson-Schütze, Studio di una testa (1900)
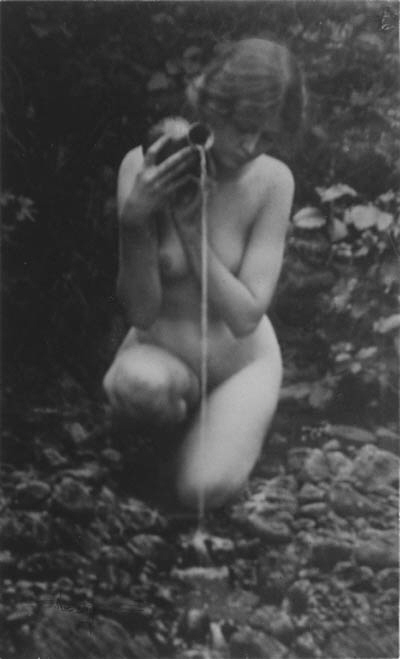
Anne Brigman, Sorgente (1907)
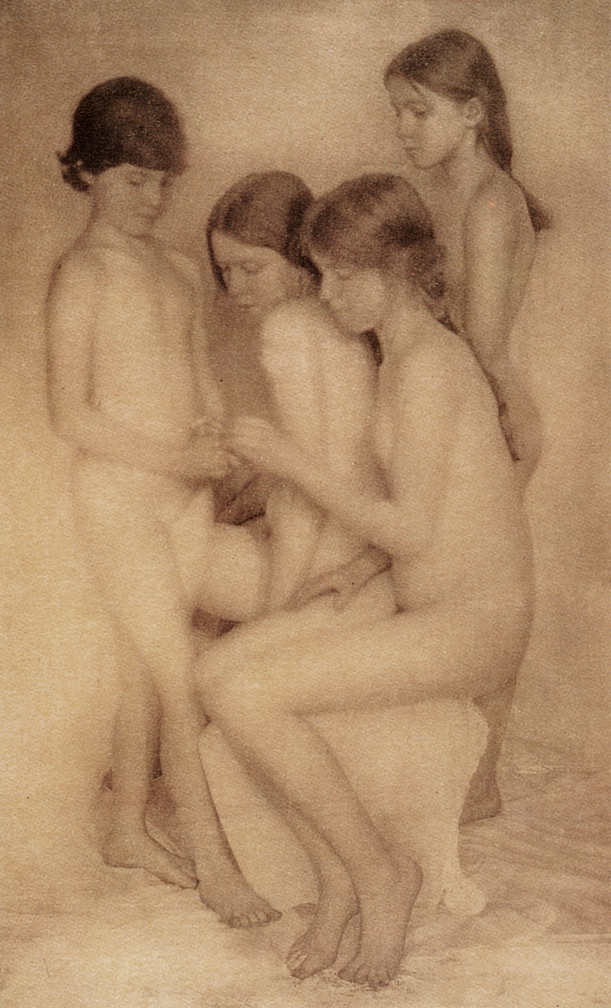
Alice Boughton, Nudo (1909)
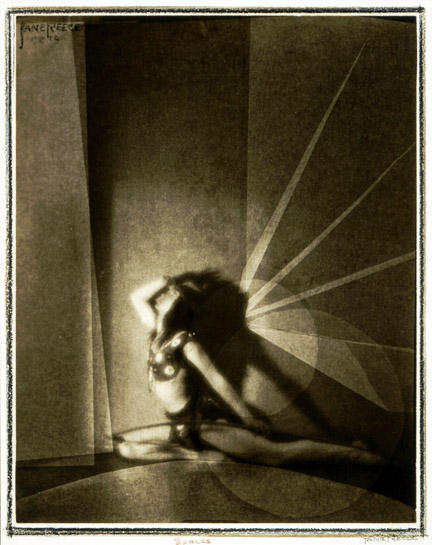
Jane Reece, Spazi (1922)

## Ritrattistica

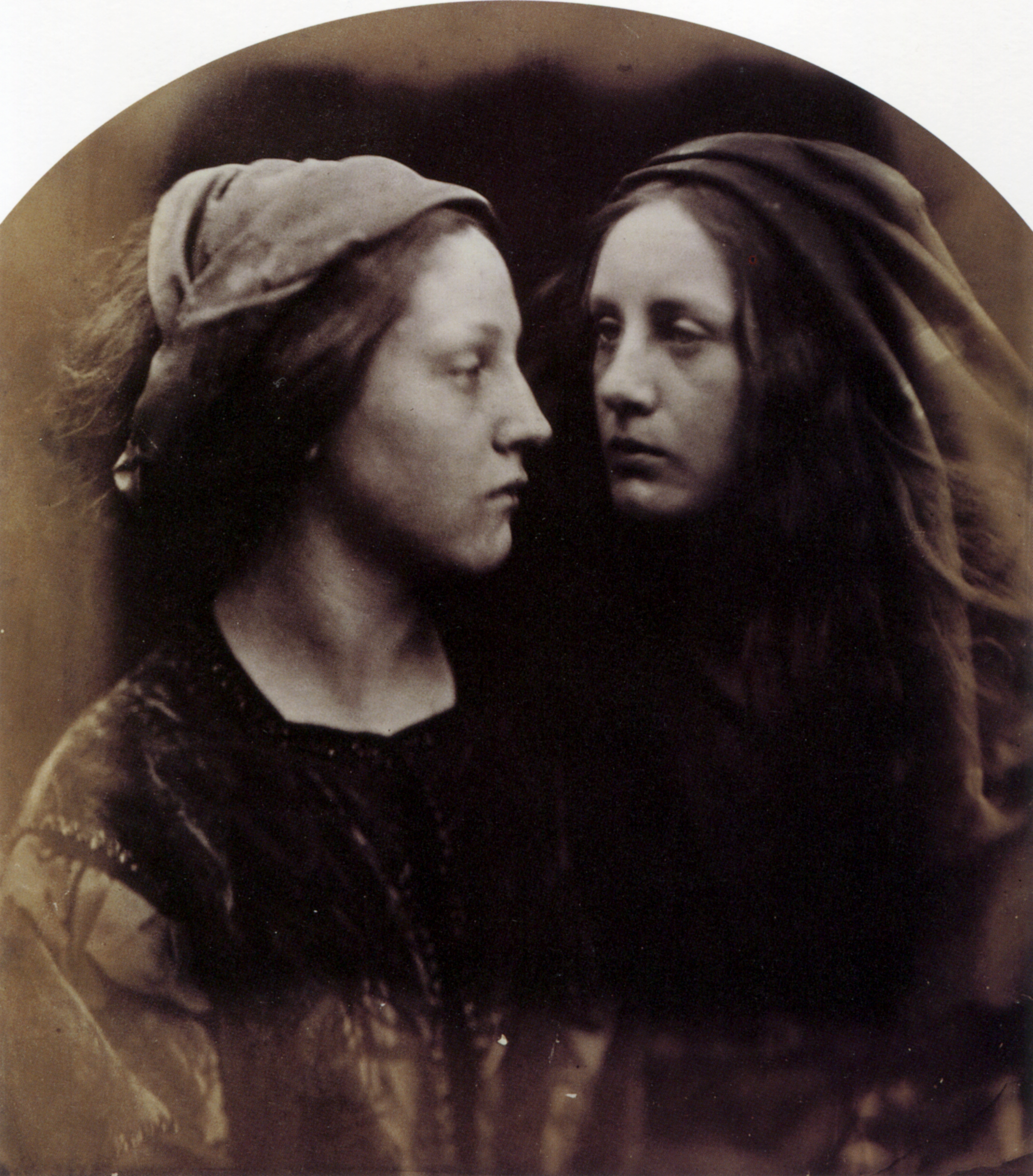
Julia Margaret Cameron, Il Dialogo (1866)

Il ritratto fotografico si affermò a metà degli anni cinquanta dell'Ottocento, grazie alla diffusione del procedimento del collodio, brevettato nel 1851, una soluzione di nitrocellulosa in alcol ed etere che avrebbe permesso di unire in un'unica tecnica i vantaggi delle due scoperte precedenti: il dagherrotipo - che vantava immagini nitide, ma non riproducibili, e tempi di posa molto lunghi, poco adatti al ritratti - e il calotipo, che aveva introdotto la possibilità del negativo e della riproducibilità, ma con risultati più scarsi dal punto di vista della qualità delle immagini, granulose a causa del supporto cartaceo. L'abbassamento dei costi e i vantaggi apportati dal collodio favorirono una maggiore diffusione degli atelier, accelerando il tramonto dei dagherrotipisti itineranti, ed estesero la platea dei praticanti interessati ad utilizzare la fotografia come hobby.
Inizialmente i fotografi vicini alla tradizione pittorica allestirono nei loro studi l'ambiente di scena in cui ritrarre i loro clienti e adottarono come formato soprattutto il cabinet e la diffusa ed economica carte de visite scoperta André-Adolphe-Eugène Disdéri nel 1854, che consentì ad una più ampia clientela di rivolgersi agli studi per richiedere un proprio ritratto. Diversi fotografi, come ad esempio il francese Nadar, autore di una notevole galleria di ritratti delle maggiori personalità del tempo, si orientarono sullo studio del volto, sui primi piani e sulla caratterizzazione psicologica.
Gli sviluppi delle tecnologie fotografiche, come l'invenzione della prima macchina fotografica con pellicola, brevettata nel 1888 negli Stati Uniti da George Eastman con il nome di Kodak, resero accessibile questo mezzo a strati sempre più ampi della popolazione. I costi contenuti e la facilità di utilizzo pubblicizzata dal motto "tu premi il bottone, al resto pensiamo noi", resero questa nuova invenzione popolare anche fra il pubblico femminile, invitato a dedicarsi alla fotografia come passatempo divertente e utile per immortalare avvenimenti speciali o momenti di vita familiare.
Le donne svolsero un ruolo importante nella ritrattistica fin dalle origini della fotografia, come dimostrano i casi di Maria Chambefort in Francia, Bertha Wehnert-Beckmann in Germania e Julia Margaret Cameron in Gran Bretagna. Quest'ultima, pioniera della fotografia d'arte, influenzò il genere del ritratto ricercando l'essenza di un volto, la sua interiorità, e non solo l'aspetto esteriore di un soggetto.
Tra fine Ottocento e inizio Novecento negli Stati Uniti le donne furono particolarmente attive in questo genere e si orientarono su un'ampia varietà di soggetti, con finalità diverse; Gertrude Käsebier, una delle più famose e riconosciute ritrattiste, promotrice della fotografia come carriera per le donne, esplorò il soggetto della maternità femminile e divenne nota anche per i suoi ritratti di nativi americani; Geraldine Moodie rivolse il suo interesse alle popolazioni indigene del Canada settentrionale e Doris Ulmann, che iniziò come fotografa pittorialista e produsse ritratti di intellettuali di spicco, documentò i popoli montani del sud, in particolare gli Appalachi; Berenice Abbott, esponente della straight photography, ritrasse i personaggi più importanti dell'epoca e realizzò negli anni trenta iconiche fotografie di architettura e design urbano di New York; Ruth Harriet Louise, fotografa ritrattista, fu la prima fotografa donna a lavorare negli studi di Hollywood della Metro-Goldwyn-Mayer, dove operò dal 1925 al 1930 fotografando le principali icone cinematografiche, fra cui Greta Garbo e Joan Crawford.
In Europa si affermarono come ritrattiste le britanniche Madame Yevonde, militante del movimento pro suffragio, e Ida Kar, di origini armene e vicina ai surrealisti, entrambe attive a Londra. Le francesi Denise Colomb e Gisèle Freund, inizialmente impegnate a realizzare ritratti pubblicitari di personalità del mondo artistico, cinematografico, letterario, si orientarono successivamente verso il fotoreportage, documentando diverse etnie o emergenze sociali e politiche; la tedesca Erna Lendvai-Dircksen (1883-1962), con le sue foto dei contadini tedeschi e della vita rurale in Germania, ricevette il plauso del regime nazista e venne incaricata da Adolf Hitler di pubblicare dei libri di propaganda sull'idealizzato "Volk" tedesco.
Su questo tema specifico non vanno dimenticate le immagini delle norvegesi Marie Hoeg e Bolette Berg (1872-1944), impegnate anche sul fronte del riconoscimento dei diritti al voto femminile e alla parità, sebbene il loro archivio di lastre di negativi in vetro "privato" sia stato ritrovato in un fienile soltanto negli anni '80 del Novecento, dove compaiono le due donne e le loro amiche in travestimenti che ribaltano i convenzionali ruoli di genere.
L'autoritratto come esplorazione delle molteplici declinazioni dell’io, fra identità e alterità, coinvolse diverse fotografe del primo e del secondo Novecento, fra cui Claude Cahun, Sophie Calle, Cindy Sherman, Gillian Wearing, Gertrud Arndt; una precorritrice è ritenuta la nobildonna piemontese Virginia Oldoini, contessa di Castiglione, con il suo progetto di autoritratto artistico, composto di circa 480 foto, realizzato nella seconda metà dell'Ottocento.
Negli anni sessanta e settanta, all'interno del movimento femminista, il ritratto sarà usato per sostenere le rivendicazione dei diritti delle donne, e come forma di denuncia degli stereotipi di genere diffusi nel mondo del cinema e della pubblicità, un intento rintracciabile ad esempio nell'opera della fotografa statunitense Cindy Sherman.

### Stati Uniti
Oltre che come passatempo o mezzo per esprimere la propria creatività, la ritrattistica attirò molte donne come fonte di guadagno, poiché costituiva una delle occupazioni più facilmente gestibili e più pagate: le foto delle madri con i loro figli, appartenenti alla classe media e benestante, fino a tutto il primo decennio del XX secolo rappresentarono una delle entrate più redditizie per i fotografi professionisti.

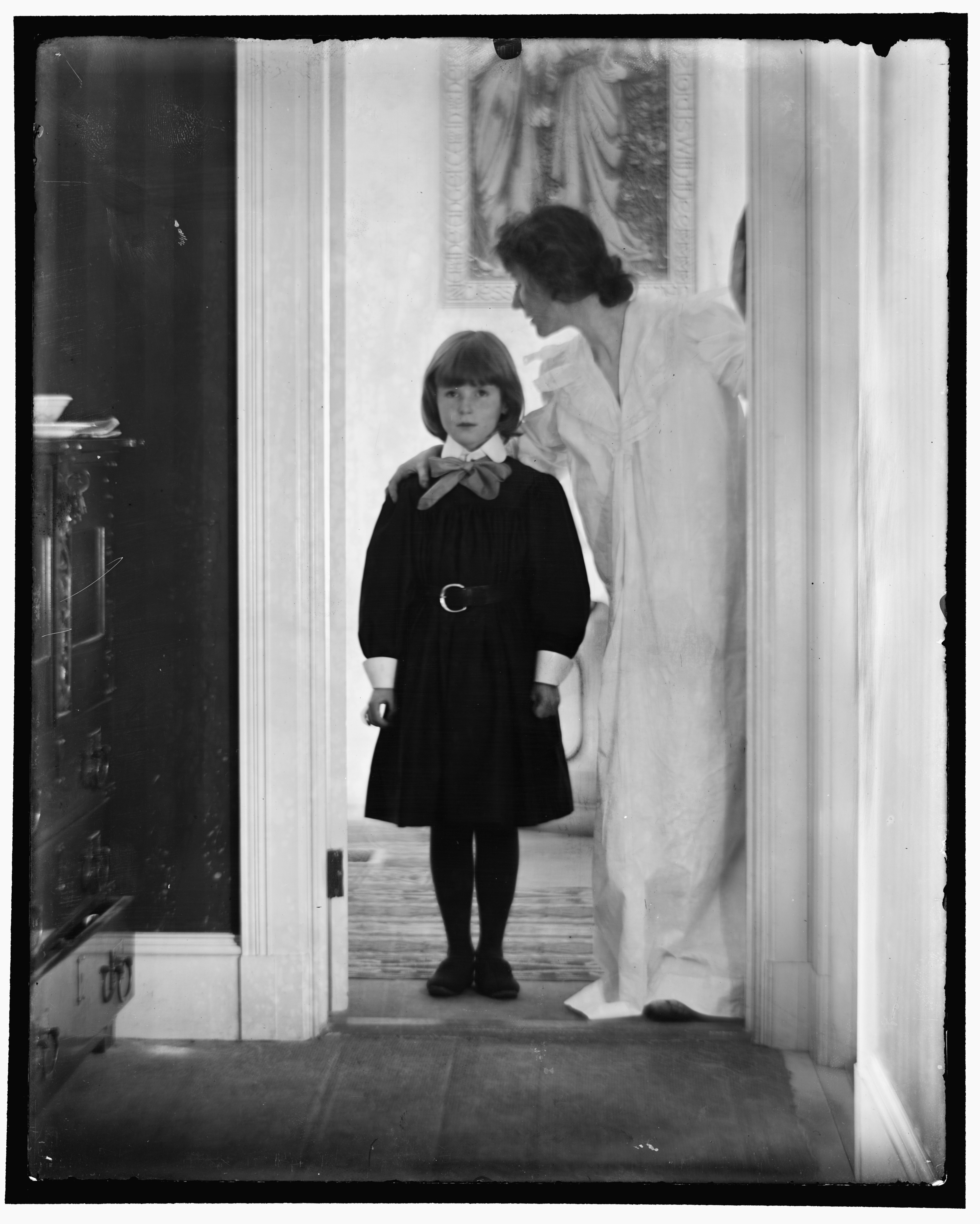
Gertrude Käsebier, Beata tu sia tra le donne (Mrs. Francis Lee e la figlia Peggy), 1898

La recessione economica registrata agli inizi degli anni novanta dell'Ottocento causò la chiusura di diversi atelier, spostando la realizzazione dei ritratti direttamente nelle abitazioni private dei clienti, nelle quali le donne venivano ricevute con maggiore facilità rispetto ai colleghi maschi. Nei decenni successivi, specie fra coloro che desideravano testimoniare anche attraverso le immagini il loro status sociale, acquisirono importanza i ritratti di carattere artistico, in cui venivano curati gli allestimenti scenici, le pose e l'abbigliamento, e ripresero vigore le attività gli studi dei fotografi professionisti, sollecitati anche dalle nuove riflessioni estetiche sulla fotografia come arte promosse dalla corrente del pittorialismo, dall'esperienza del movimento Arts and Crafts e dalle suggestioni delle produzioni artistiche, come le stampe giapponesi, provenienti dall'estremo Oriente.
Tra il 1900 e il 1915 nella pubblicistica e nei giornali le donne venivano indicate come "particolarmente adattate come ritrattiste" per la loro abilità intuitiva, il buon gusto nel predisporre l'ambientazione di scena e il senso artistico. Inoltre, la carriera fotografica come affrancamento delle donne dalla loro missione domestica, venne sostenuta da note e affermate fotografe del tempo, come Gertrude Käsebier e Frances Benjamin Johnston, che sostennero l'accesso femminile al mondo della fotografia, con saggi e articoli pubblicati sulle maggiori riviste professionali e su magazine femminili. Il numero di fotografe aumentò considerevolmente nel nuovo secolo: secondo Peter E. Palmquist, uno studioso della storia delle donne fotografe in California e nel West americano dal 1850 al 1950, la percentuale, sul totale dei fotografi attivi, salì dal 10% del XIX secolo, al 20% del 1910; nonostante questa significativa presenza, raggiungere il successo professionale restava per le donne un cammino in salita.

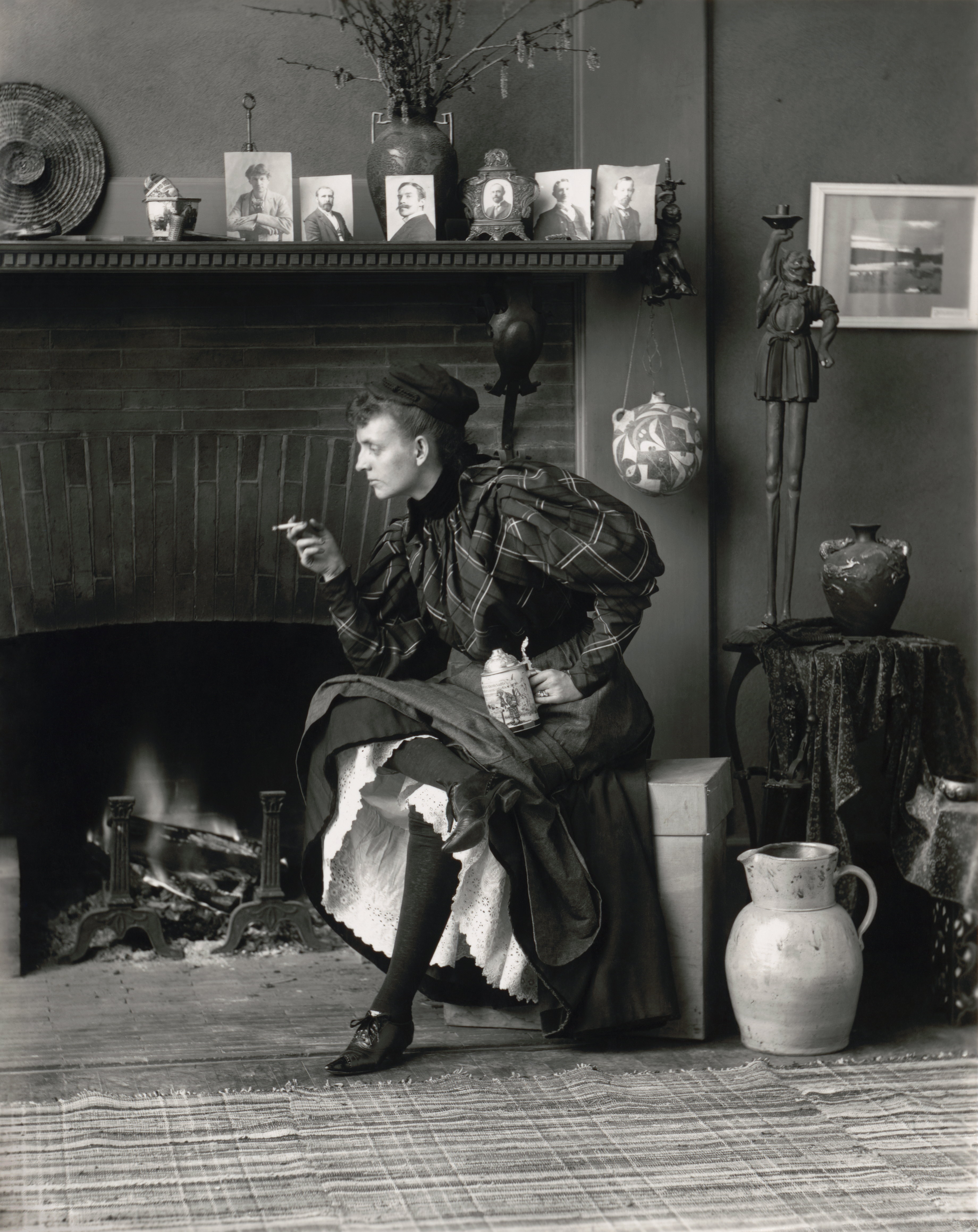
Frances Benjamin Johnston, Autoritratto (come "donna nuova"), 1896

Nei primi anni del XX secolo, fra i ritrattisti maggiormente riconosciuti e meglio pagati vi fu tuttavia una donna, Gertrude Käsebier, una eccezione in un periodo in cui le fotografe non erano oggetto di particolare attenzione all'interno della comunità artistica. Nel 1900 il fotografo Clarence H. White la definì "il più grande fotografo professionista in America", e due anni dopo Alfred Stieglitz, con cui condivise l'esperienza del photo-secessionism, elogiandone il lavoro, pubblicato nel primo numero della rivista "Camera Work", la chiamò "il fotografo ritrattista leader" negli Stati Uniti. Käsebier si appassionò alla fotografia in età avanzata, dopo aver frequentato a Brooklyn nel 1889 una scuola d'arte, il Pratt Institute of Art and Design, in cui si avvicinò alle teorie educative di Friedrich Fröbel che avrebbero guidato il suo interesse per il rapporto madre e figlio, riscontrabile in molti dei suoi successivi lavori fotografici.
Sostenitrice della fotografia come forma d'arte, adottò pose e tecniche ispirate ai dipinti classici; gli elementi formali - piattezza delle immagini, motivi decorativi simili alle stampe giapponesi - richiamano il simbolismo di fine Ottocento. Lo scopo che si poneva in un ritratto era quello di far emergere la personalità del soggetto, e per questo Käsabier affermava di dover trascorrere diverse ore in sua presenza, per poterlo conoscere in modo tale da far trasparire dall'immagine anche la sua biografia Oltre al tema della maternità, e ai suoi ricercati ritratti, richiesti da una clientela scelta e altolocata, Käsabier divenne famosa per le numerose fotografie di nativi americani, specie Sioux, realizzate grazie all'intercessione di Buffalo Bill che le permise di fotografare il gruppo del Wild West Show che viaggiava con lui nei suoi spettacoli circensi.

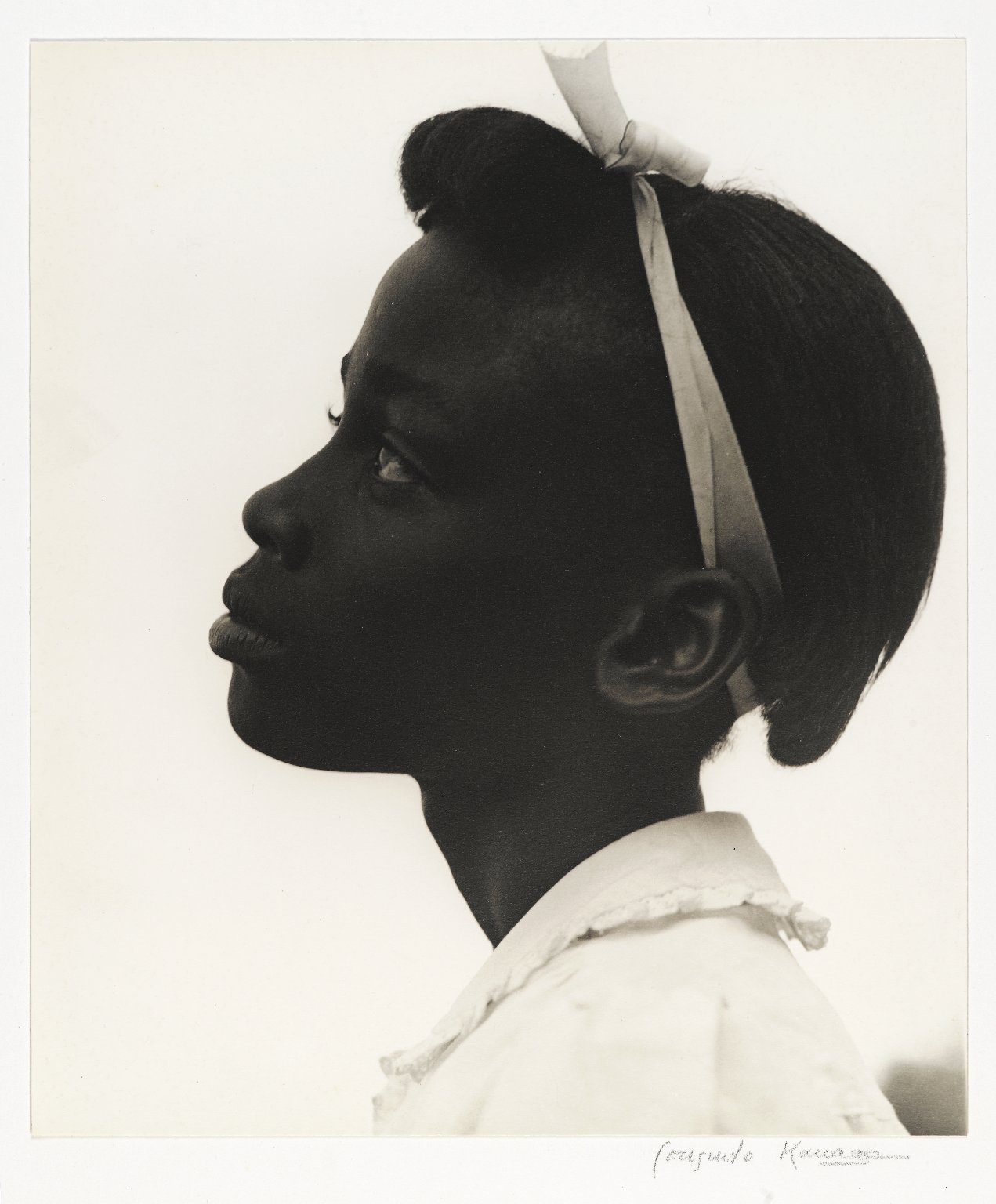
Consuelo Kanaga, Young Girl in Profile, 1948

A cavallo fra il XIX e il XX secolo raggiunse la notorietà come ritrattista anche un'altra donna, Frances Benjamin Johnston, unica fotografa della città di Washington, DC, quando aprì il suo studio nel 1894, dopo aver studiato arte a Parigi. Divenne ritrattista di celebrità e lavorò come fotografa della Casa Bianca, ma si occupò anche di eventi di cronaca - fu la prima donna a realizzare fotografie nei posti di lavoro e nelle fabbriche all'inizio del XX secolo, per poi venderli ai quotidiani dell‟epoca - e di foto di architettura. Nel 1898 venne incaricata dall'Hampton Normal and Agricultural Institute in Virginia, che formava gli studenti afroamericani e nativi americani alle carriere professionali, di realizzare delle foto per promuovere la scuola; quelle prodotte costituiscono un'importante testimonianza delle relazioni razziali esistenti a quel tempo negli Stati Uniti. Dotata di un forte spirito anticonformista, di cui fa mostra anche nel suo Autoritratto del 1896, nel quale si presenta vestita con abiti vittoriani, sigaretta e boccale di birra in mano, Johnston nel 1900 curò con Zaida Ben-Yusuf una mostra di fotografie di ventotto donne fotografe all'Esposizione Universale di Parigi. Negli anni dieci del Novecento aprì uno studio con la sua compagna Mattie Edwards Hewitt e divenne famosa nel campo della fotografia di architettura e di paesaggio, svolgendo una famosa indagine sugli edifici storici negli Stati Uniti meridionali.
Zaida Ben Yusuf, fotografa ritrattista di madre tedesca e padre algerino, emigrata a New York nel 1895, divenne nota per i suoi ritratti artistici ed è ritenuta una figura chiave nello sviluppo iniziale della fotografia d'arte.
Altra nota ritrattista nella New York di inizio secolo fu Alice Boughton, femminista e socialista, compagna di studi di Gertrude Käsebier e membro della Photo-Secession di Alfred Stieglitz. Divenne nota per i suoi ritratti di importanti figure letterarie e teatrali del tempo, fra cui William Butler Yeats, Henry James, Maxim Gorky, John Burroughs, Eleonora Duse, e per i suoi nudi femminili.
Anche Consuelo Kanaga negli anni Trenta del Novecento fotografò molti artisti e scrittori famosi, ma acquistò fama soprattutto per le sue foto di afroamericani, delle loro case e della loro cultura. Barbara Morgan fu una fotografa di danza, condusse numerosi studi su importanti rappresentanti della danza moderna, fra cui Martha Graham, Merce Cunningham, Doris Humphrey, Sophie Maslow, Anna Sokolow, utilizzando in alcuni casi la tecnica del fotomontaggio, appresa dagli amici Lucia e László Moholy-Nagy.
Altre importanti ritrattiste statunitensi del primo Novecento furono Eva Watson-Schütze, Mathilde Weil (1872-1942), Catherine Barnes Ward (1851-1913).

### Gran Bretagna

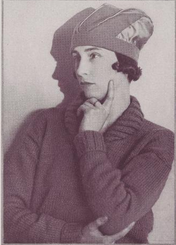
Madame Yevonde, Margaret Morris, 1921

Oltre a Frances Sally Day (c.1816–92), la prima donna che nel 1859 ottenne la commissione di fotografare la famiglia reale, e a Julia Margaret Cameron, le cui opere, dall'inconfondibile effetto flou, segnarono il passaggio alla fotografia d'arte, in Gran Bretagna le principali ritrattiste furono Alice Hughes, figlia d'arte, fotografa di reali e di donne altolocate, che nel 1891 aprì un suo studio a Londra, dove nel periodo di più intensa attività impiegò fino a 60 dipendenti, tutte donne; le fotografe irlandesi Lallie Charles e la sorella Rita Martin, ritenute le ritrattiste di maggior successo commerciale dell'inizio del XX secolo; l'allieva di Lallie Charles, Yevonde Cumbers Middleton, nota come Madame Yevonde, fotografa e suffragetta britannica che aprì la strada all'uso del colore nella fotografia di ritratto; notevoli sperimentazioni sull'uso del colore vennero anche condotte dalla fotografa e ritrattista Sarah Angelina Acland, specializzata nel processo "Sanger-Shepherd", nelle Autocromie e nel procedimento Processo Paget, la ritrattista Olivia Wyndham (1897-1967), che con l'amica fotografa Barbara Ker-Seymer (1905-1993) fece parte del Bright Young People, un gruppo di giovani aristocratici bohémien nella Londra degli anni '20, e si dedicò a ritratti di esponenti dell'alta società britannica.
Helen Muspratt (1907-2001), che su ispirazione di Man Ray sperimentò con l'amica fotografa Lettice Ramsey (1898-1985) la tecnica della solarizzazione e dell'esposizione multipla e che, oltre ad approfondire i suoi studi sul viso, sulla sua forma e angolazione, si dedicò alla fotografia sociale, realizzando reportage dall'Unione Sovietica e documentando la disoccupazione nelle Valli del Galles meridionale.
La fotografa e suffragetta Lena Connell ritrasse militanti di spicco della Women's Freedom League di Emmeline Pankhurst, attori famosi e produttori. Dorothy Wilding (1893–1976), allieva di Marion Neilson, una fotografa di origini tedesche formatasi negli Stati Uniti e stabilitasi nel 1911 in Gran Bretagna, aprì il suo studio a Londra all'età di vent'anni e, conquistata la fama, venne chiamata a realizzare i primi ritratti ufficiali della regina Elisabetta II come nuova sovrana..
In questo contesto non va dimenticata l'opera infaticabile della scozzese Christina Broom che riprese una grande quantità di marce delle suffragette londinesi e di regate Oxford-Cambridge, divenendo dal 1904 al 1939 fotografa ufficiale dell'esercito britannico. Encomiabile appare l'opera di denuncia di Alice Seeley Harris, forse tra le primissime donne missionarie e fotografe a recarsi in Africa, che documentò i soprusi e le atrocità del re Leopoldo II del Belgio nella colonia Stato Libero del Congo, pubblicando fin dal 1904 una celebre immagine dove un uomo seduto guarda mani e piedi tagliati di sua moglie e di sua figlia, uccise dall'esercito belga.

### Germania

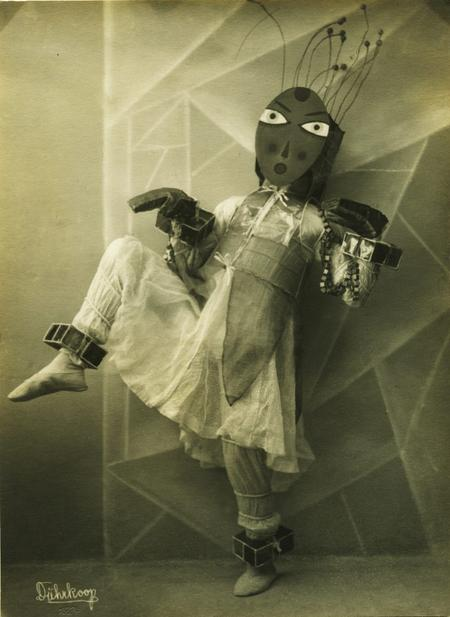
Minya Diéz-Dührkoop, Lavinia Schulz nel ruolo di Tanzbertchen

Minya Diéz-Duhrkoop (1873-1929), formatasi in giovane età presso lo studio del padre, il famoso fotografo ritrattista Rudolf Dührkoop, che affiancò per lungo tempo, si dedicò alla fotografia artistica di soggetti femminili e acquisì una notevole fama, anche a livello internazionale. Insieme al padre viaggiò in Inghilterra e negli Stati Uniti - invitata nel 1911 dalla Photographers Association of America per far conoscere il proprio lavoro, visitare mostre, intessere contatti con altri fotografi, fra cui Gertrude Käsebier e George Eastman. Aprì un suo studio ad Amburgo e nel 1910 prese parte come membro passivo del gruppo di artisti espressionisti Die Brücke, fu ammessa nell'esclusivo Linked Ring britannico e divenne in seguito uno dei primi membri della Gesellschaft Deutscher Lichtbildner (GDL), ora Accademia fotografica tedesca. 

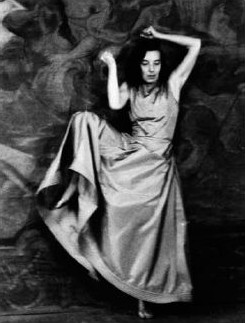
Genja Jonas, La ballerina Gret Palucca, 1930

La danza fu anche uno dei soggetti a cui si interessò: famose sono le sue foto del 1924 dei ballerini di Amburgo Lavinia Schulz e Walter Holdt (1899-1924) in costumi espressionisti.
Di fotografia di danza si occuparono anche Charlotte Rudolph, che aprì il suo studio nella capitale della Sassonia nel 1924, dove accolse ballerine da tutta Europa, acquisendo un grande successo (seguirà la ballerina tedesca Mary Wigman fino al suo ritiro dalla scena), Genja Jonas, di origini ebraiche, uno dei fotografi ritrattisti più ricercati di Dresda, di cui Rudolph prenderà in gestione lo studio nel 1938, Ursula Richter, specializzata in fotografia di danza e teatro a Dresda.
Significativa a Monaco di Baviera fu l'esperienza dell'"Atelier Elvira", fondato nel 1887 da Anita Augspurg e Sophia Goudstikker, attive politicamente in campo sociale e nella promozione della parità di istruzione e opportunità professionale per le donne, e in campo artistico sostenitrici dello Jugendstil. Lo studio, i cui proventi servirono soprattutto per finanziare l'attivismo politico delle sue fondatrici, si specializzò nei ritratti di membri di spicco della società e degli ambienti letterari e teatrali della capitale bavarese; produsse numerosi ritratti di esponenti del movimento delle donne dell'Impero tedesco. Anche se non partecipò alla sperimentazione modernista in campo fotografico, l'Hofatelier Elvira rappresentò un importante spazio intellettuale, politico e d'avanguardia per i dibattiti sull'uguaglianza di genere nella Germania guglielmina.
Altre ritrattiste tedesche attive nei primi decenni del XX secolo includono Frieda Gertrud Riess, Suse Byk e Anni Schwarz a Berlino; Li Osborne titolare di uno studio a Monaco nei primi anni venti, Lotte Herrlich (1883-1956), la più importante fotografa femminile del naturismo tedesco, Charlotte Joël, Wanda von Debschitz-Kunowski

### Francia
La prima guerra mondiale condusse a un mutamento della composizione professionale degli atelier fotografici in Francia. Anche se nel 1921 la famosa ritrattista britannica madame Yevonde dichiarò di conoscere solo una ritrattista professionista in Francia, Genia Reinberg, altri documenti e testimonianze rilevano come durante la guerra le donne avessero "completamente sostituito gli uomini" in questa attività; alla fine del conflitto mondiale esse sarebbero rimaste titolari degli studi, o avrebbero condiviso il lavoro con i loro mariti o parenti.

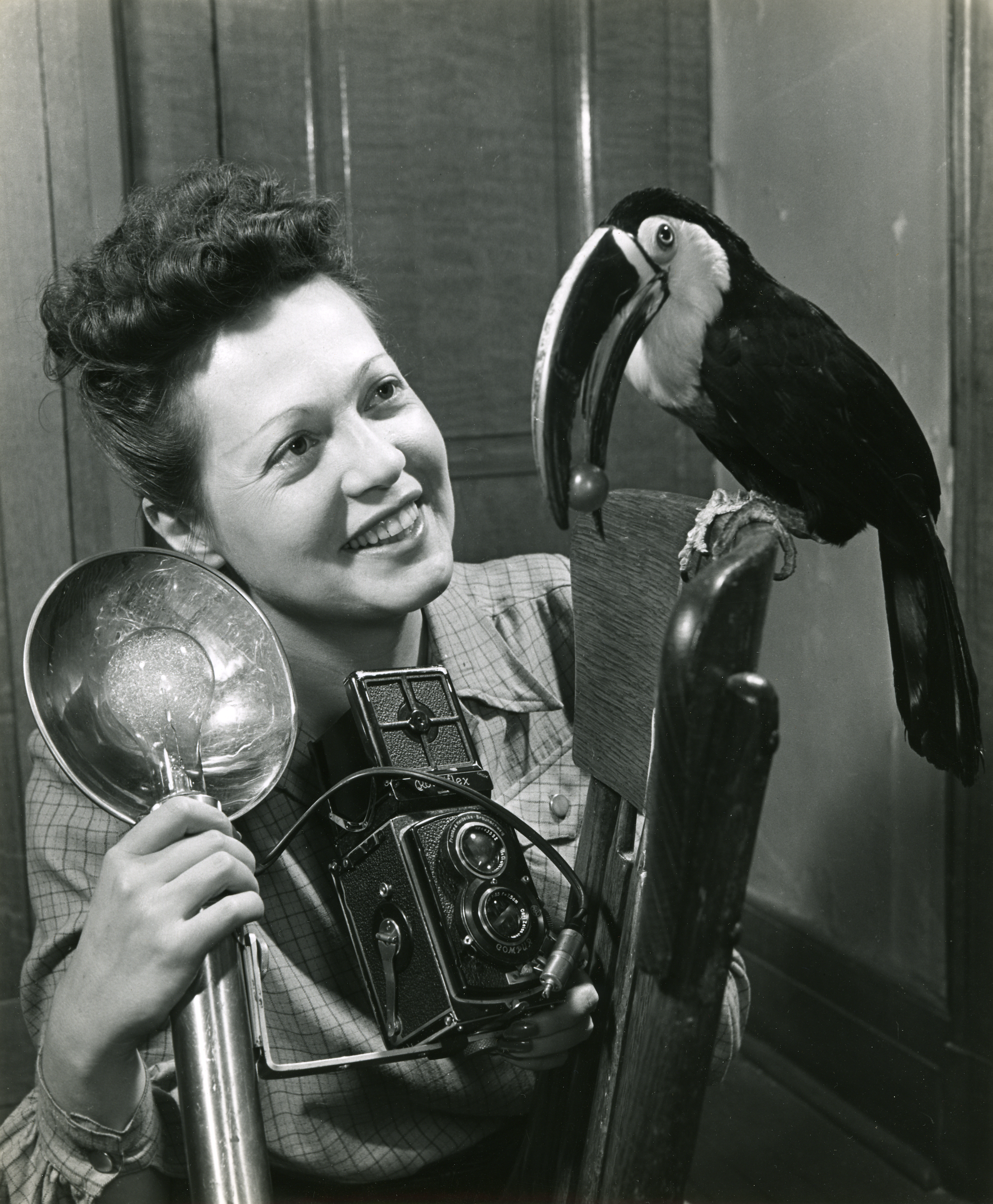
Eric Schaal, Ylla con tucano (c.1943)

La fotografa parigina Laure Albin-Guillot divenne nota negli anni venti come ritrattista professionista, realizzando ritratti di numerosi personaggi in vista, e svolse un ruolo di ponte fra la generazione dei pittorialisti e quella della Neues Sehen (Nuova Visione), combinando l'estetica pittorica con quella modernista. Oltre ai ritratti, spaziò in altri generi, come le illustrazioni per opere di poesia, fra cui immagini di nudi maschili, la fotografia di moda e la fotografia pubblicitaria, ma anche immagini pionieristiche di esemplari microscopici. Nel 1935 divenne la presidente della Société des Artistes Photographes.
Yvonne Chevalier aprì uno studio di ritratti nel 1930 che riscosse un notevole successo, e qualche anno dopo entrò a far parte dell'associazione di fotografi, illustratori e pubblicitari francesi Le Rectangle, promotrice di un ritorno all'equilibrio classico.
Nella metà degli anni venti Parigi divenne la meta di numerosi rifugiati dall'Europa orientale e diverse donne intrapresero la carriera fotografica, in particolare nella ritrattistica, come mezzo per guadagnarsi da vivere; fra di esse le ungheresi Rogi André, Nora Dumas, Ergy Landau e Ylla (Kamilla Koffler) che si ricavarono una propria nicchia nella rappresentazione di artisti, bambini o animali.
Gisèle Freund, di origini tedesche, si trasferì a Parigi nel 1933, dove iniziò l'attività di fotografa al servizio di importanti riviste - Life, Weekly illustrated, Paris-Match - ritraendo, specie in foto a colori, noti intellettuali e artisti del tempo, fra cui Simone de Beauvoir, Marcel Duchamp, Virginia Woolf. Negli anni '70 produsse numerosi reportage in Giappone, Stati Uniti, Messico ed Israele; nel 1981 venne incaricata di realizzare il ritratto ufficiale del presidente Mitterrand.
Nel secondo dopoguerra divenne nota come ritrattista Denise Colomb, che scoprì la sua passione per la fotografia durante un soggiorno con il marito in Indocina (1935-1937); verso la fine degli anni quaranta realizzò una lunga serie di ritratti di artisti, fra cui Antonin Artaud, Giacometti, Picasso, Max Ernst, concentrandosi soprattutto sui tratti del viso.

### Austria e Ungheria

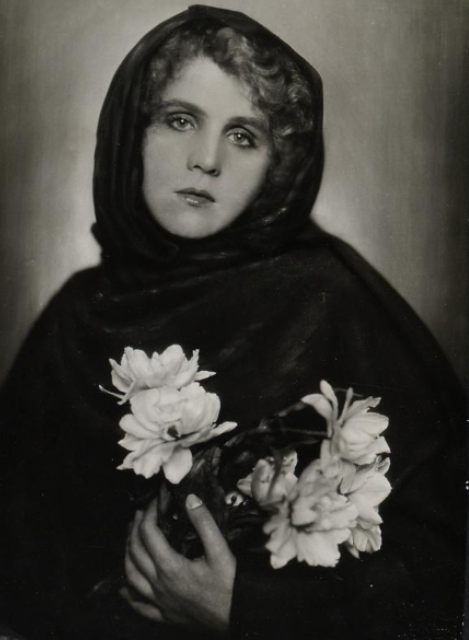
"Madame D'Ora" alias Dora Kallmus, in Magda Sonja (1925)

Nella Vienna prebellica, probabilmente più che in qualsiasi altra città europea, gli studi fotografici gestiti da donne, soprattutto donne ebree, superavano di gran lunga quelli gestiti da uomini. In tutto, circa 40 donne avevano studi in città, la più famosa delle quali era Dora Kallmus. Conosciuta come "Madame d'Ora", divenne membro della Società fotografica di Vienna nel 1905 e vi aprì uno studio nel 1907. Dopo aver ottenuto il successo con l'aristocrazia austro-ungarica, aprì un secondo studio a Parigi con il collega Arthur Benda, dominando la scena della fotografia di società e di moda negli anni '30. Oltre al ruolo fotografico, gli studi di Dora Kallmus divennero luoghi di incontro alla moda per l'élite intellettuale.
Altre fotografe che intrapresero una carriera di successo a Vienna includevano Trude Fleischmann, che divenne famosa con una serie di nudi della ballerina Claire Bauroff, prima di trasferirsi a New York, e Claire Beck che morì in un campo di concentramento nazista a Riga. Anche Margaret Michaelis-Sachs, che alla fine emigrò in Australia, iniziò la sua carriera fotografica a Vienna. È ricordata per le sue scene del mercato ebraico a Cracovia scattate negli anni trenta.
Da segnalare la prima vera fotografa professionista ungherese a Budapest: Olga Máté. Insegnò a Ergy Landau, attraversò il pittorialismo e la Nuova Oggettività, prima di essere dimenticata ed essere riscoperta soltanto verso la fine del Novecento.

### Italia
In Italia sul finire del secolo erano presenti oltre un centinaio di studi professionali specializzati anche nel ritratto, ma la presenza femminile era poco consistente. Di una certa vivacità fu testimone la città di Torino, dove tra il 1839 e il 1911 vennero censite oltre una ventina di fotografe attive.
In alcune zone della penisola acquistarono fama, specie nell'ambiente aristocratico e della corte, alcune fotografe straniere. La britannica Eva Barrett, trasferitasi a Roma nel 1913, si specializzò in ritratti che ricordano gli schizzi artistici. La sua clientela era costituita soprattutto da mogli e figli di ambasciatori stranieri; dopo aver realizzato dei ritratti per la famiglia reale, ricevette numerose commissioni dai reali europei in Belgio, Svezia, Grecia. L'ungherese Ghitta Carell si stabilì in Toscana negli anni venti del Novecento e divenne famosa per la foto di un balilla scattata nel 1926 e utilizzata per un manifesto fascista di larga diffusione; lavorò come ritrattista nell'ambiente dell'aristocrazia italiana.
La triestina Wanda Wulz, proveniente da una famiglia di rinomati fotografi che gestiva dal 1868 uno studio in città, nel 1923 assunse con la sorella Marion la direzione della ditta, si specializzò in ritratti e aderì negli anni trenta al movimento futurista, sperimentando il fotodinamismo dei fratelli Bragaglia.

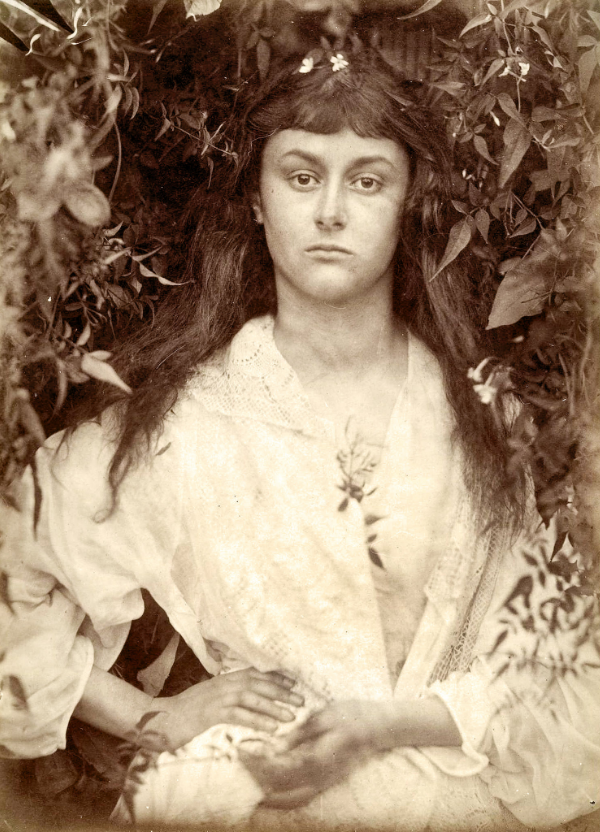
Julia Margaret Cameron, Pomona (1872)
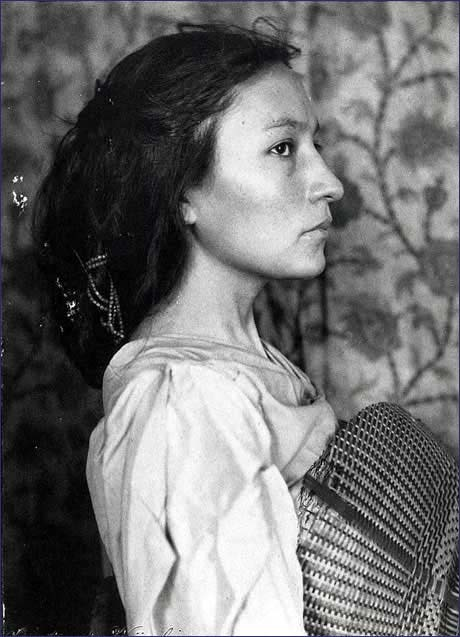
Gertrude Käsebier, Zitkála-Šá (circa 1900)
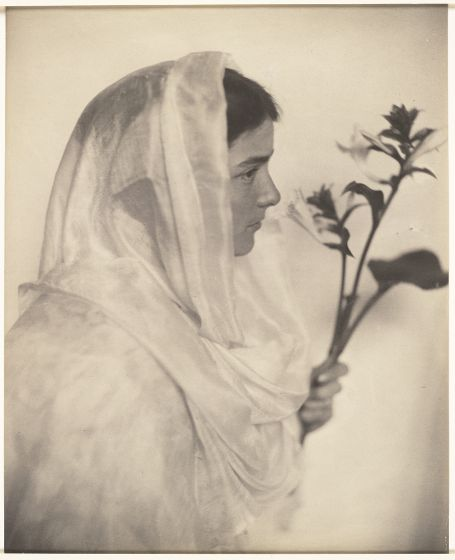
Sarah Choate Sears, Giovane donna con gigli (1892)
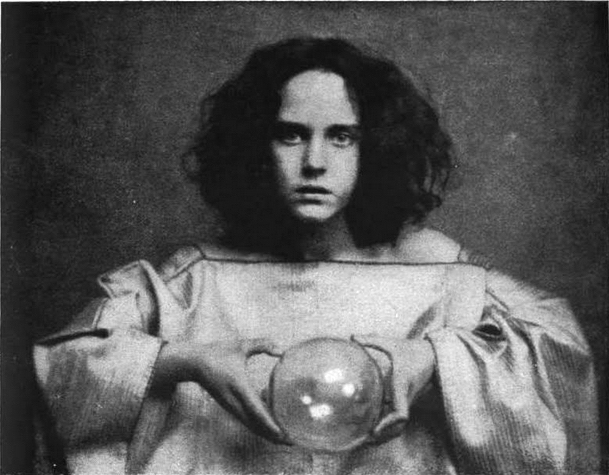
Mathilde Weil, Globo di cristallo (circa 1907)
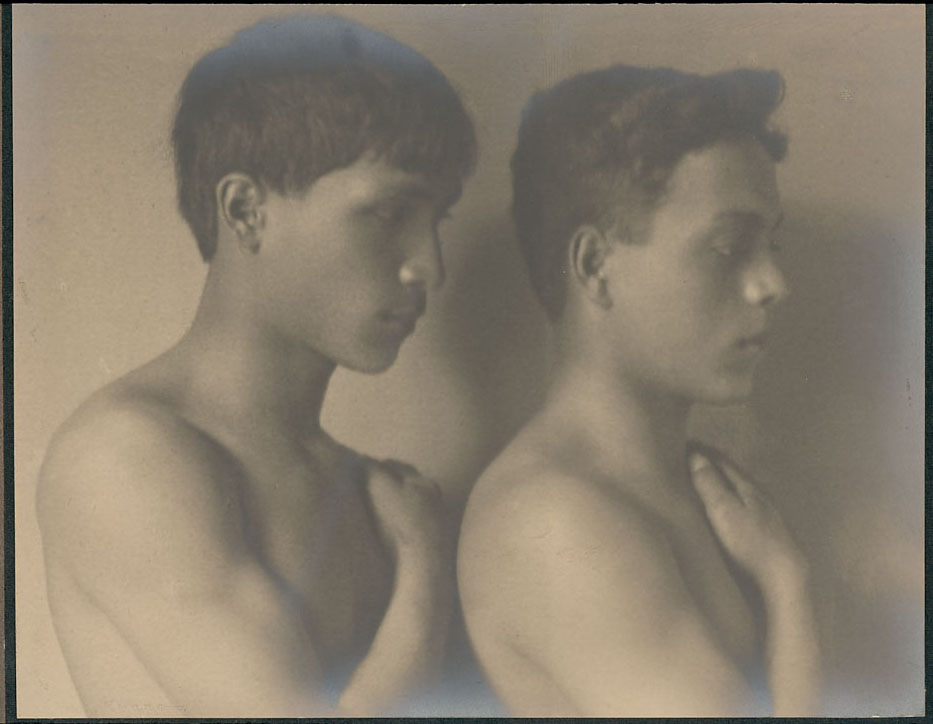
Caroline Gurrey, Ritratto di un giapponese-hawaiano e un portoghese-hawaiano (1909)
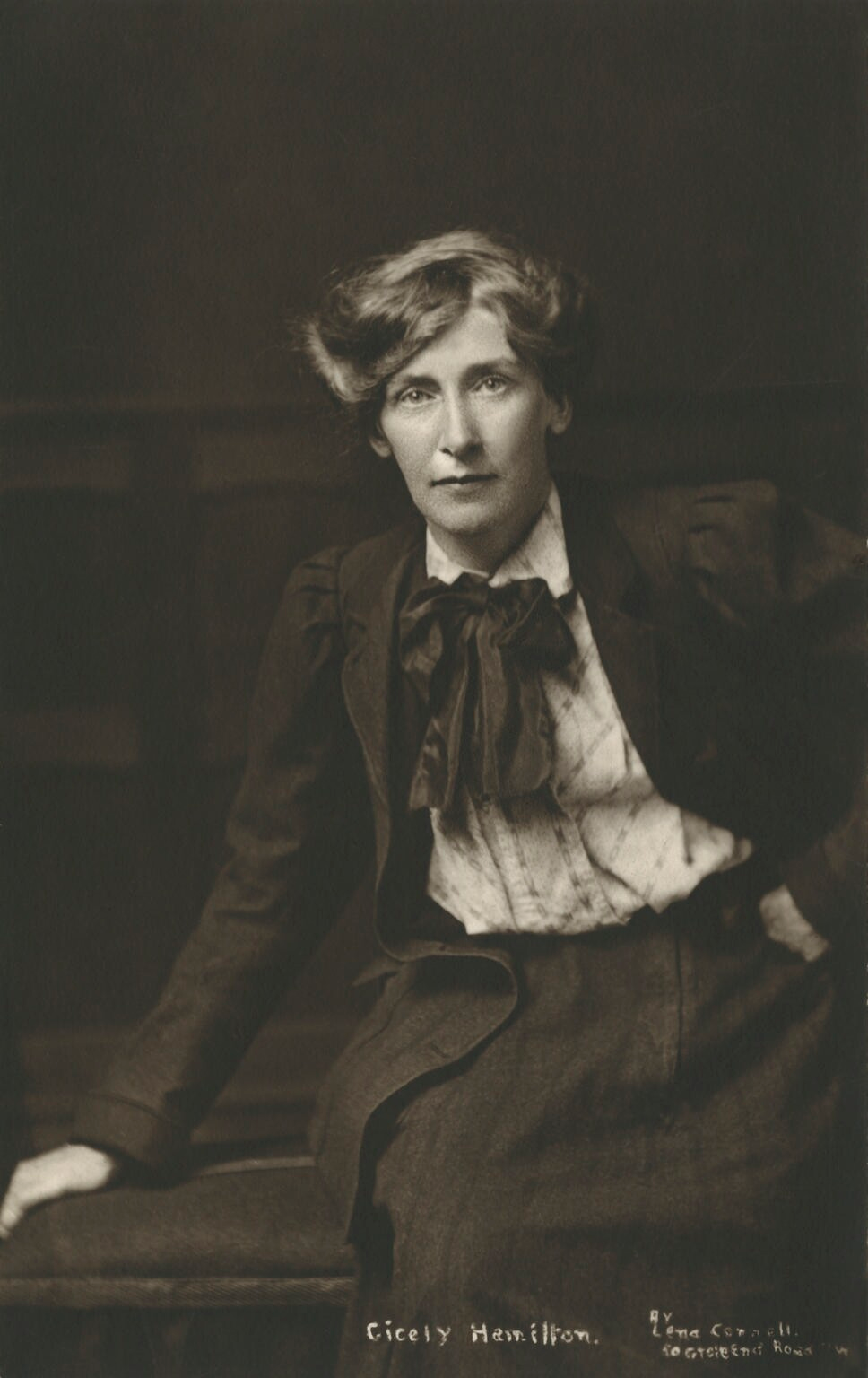
Lena Connell, Cicely Hamilton (1910)
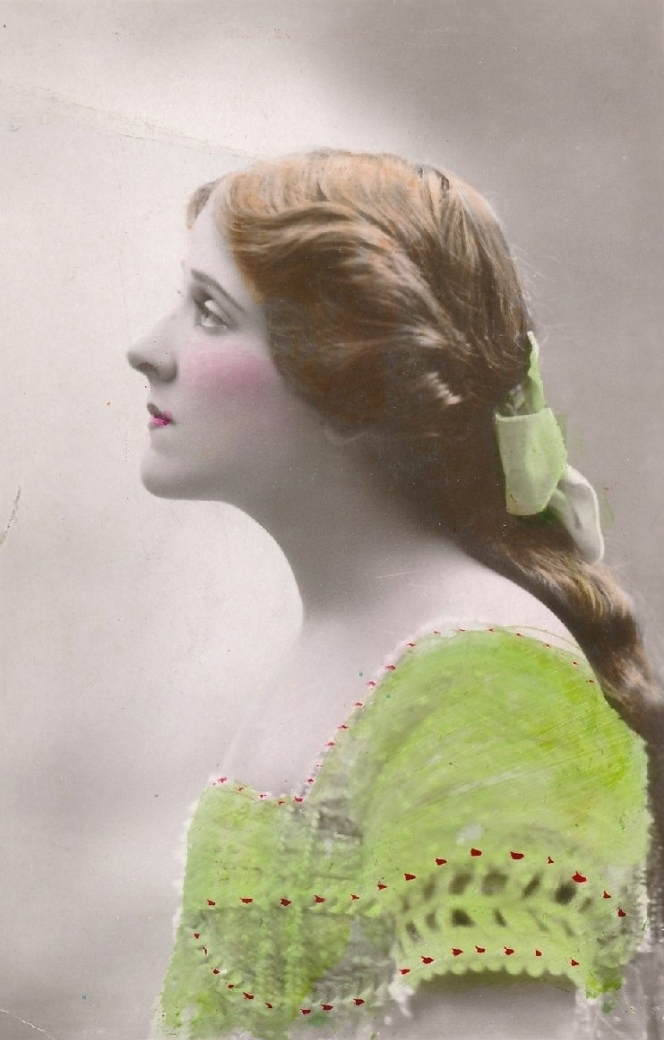
Lallie Charles, Edna May (1910)
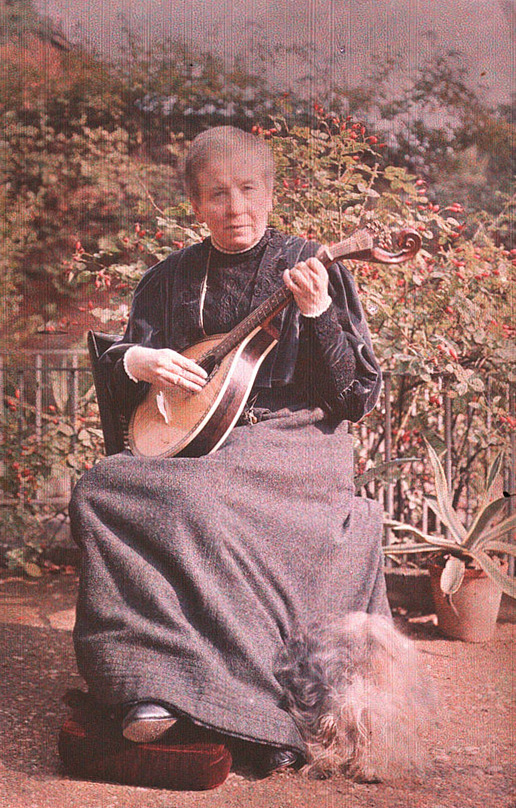
Autoritratto di Sarah Angelina Acland (1912)
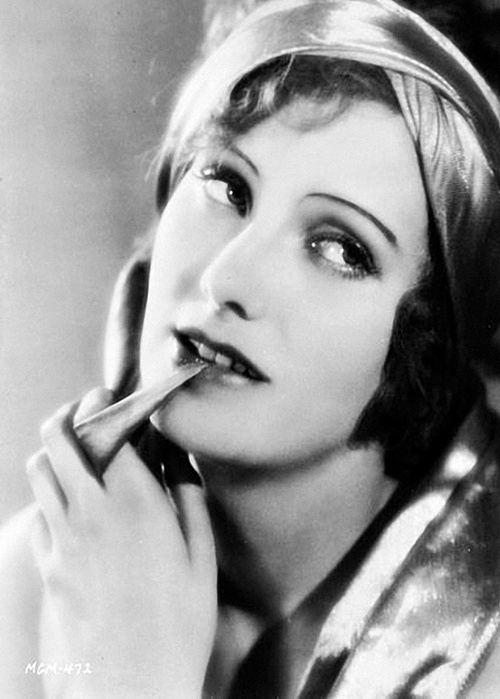
Ruth Harriet Louise, Greta Garbo (1927)
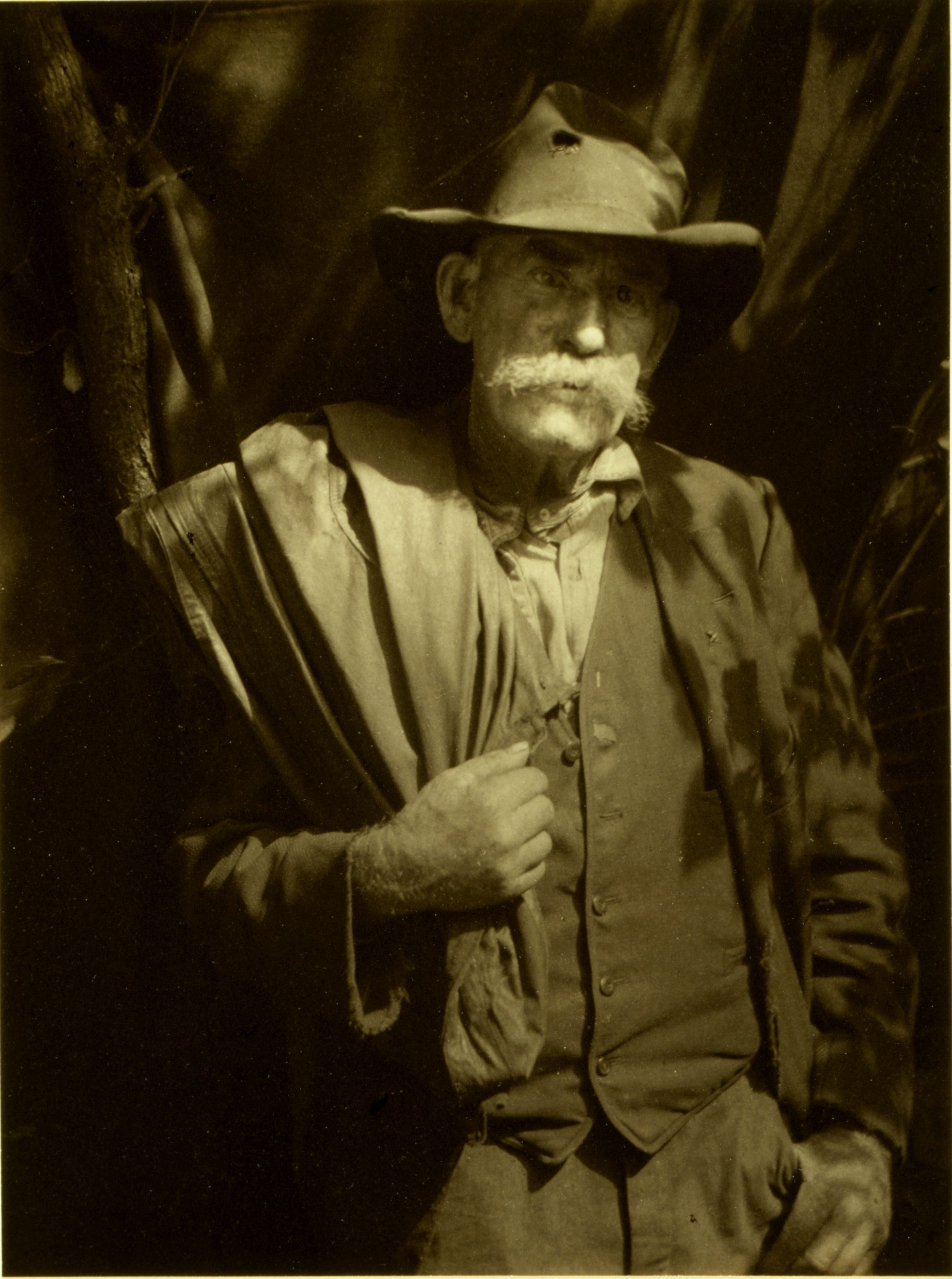
Doris Ulmann, Alpinista del sud (1928 circa)
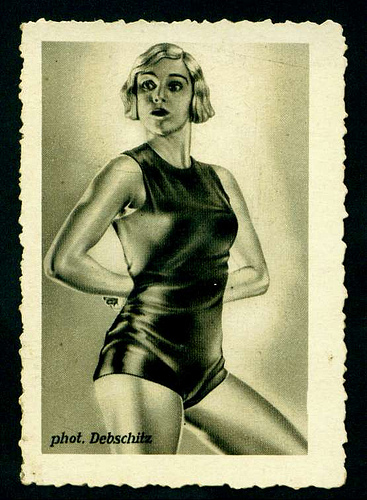
Wanda von Debschitz-Kunowski, Trudi Schoop (1933)
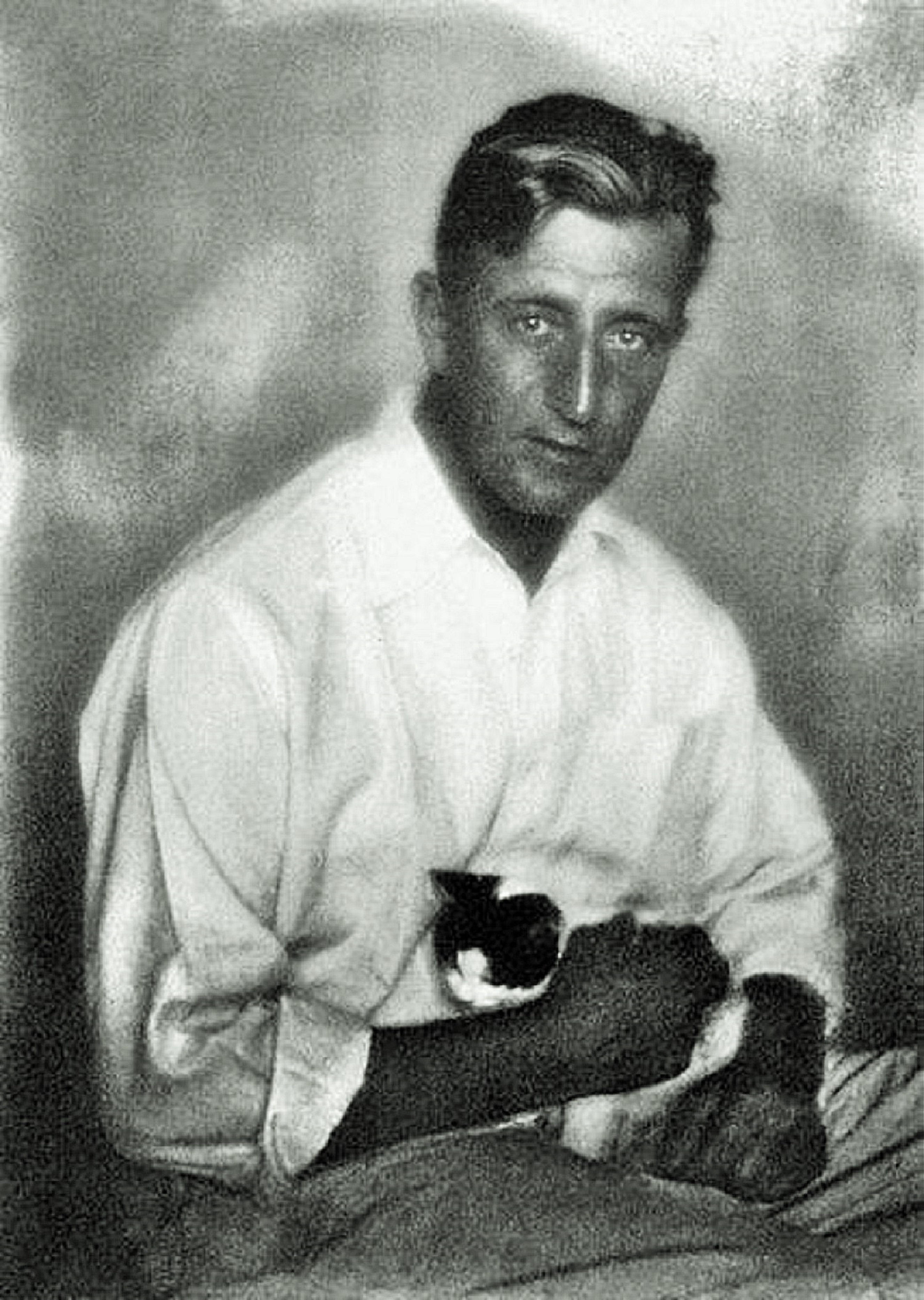
Ghitta Carell, Piero Colonna, prima del 1939

## Modernismo

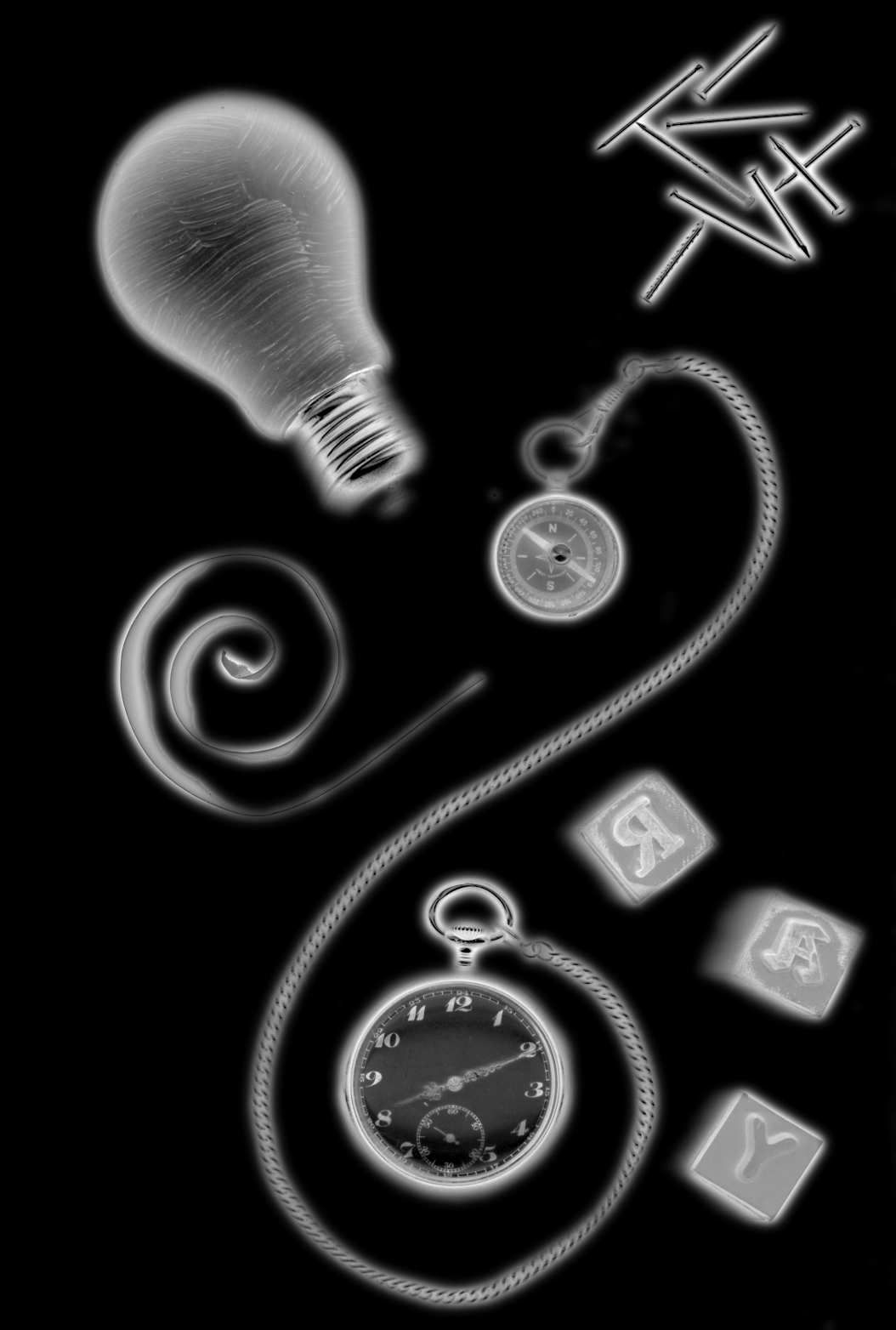
Fotogramma nello stile di un rayograph

Negli anni venti del Novecento il modernismo si affermò come stile in Europa in tutti i generi fotografici, assumendo denominazioni diverse - Nuovo realismo, Nuova visione (Neues Sehen), Nuova oggettività (Neue Sachlichkeit) - a sostegno di un'arte fotografica libera dalla tradizione pittorica. Negli Stati Uniti il rinnovamento della fotografia negli anni venti diede vita al movimento del Precisionismo e nel decennio successivo all'esperienza del Gruppo f/64 - fra i cui otto fondatori vi fu tre donne: Imogen Cunningham, Consuelo Kanaga, Sonya Noskowiak - e vide la conversione di numerosi pittorialisti, fra cui Stieglitz, allontanatosi dal pittorialismo negli anni venti, Edward Weston, Edward Steichen, verso la straight photography.
Rivendicando la specificità della fotografia come arte, il modernismo si manifestò nella scelta di temi non convenzionali, nel cambiamento di aspetti formali come taglio, inquadratura, margini, nella preferenza assegnata ai primi piani, alle simmetrie, ad angoli di visuale atipici, nella ricerca di tecniche per vedere il soggetto in modi nuovi, nell'attenzione riposta agli effetti della luce e nella sperimentazione con i media. Diffusosi prima in Germania e Unione Sovietica, poi in Inghilterra e Francia, assunse due direzioni principali: quella "veristica" che attribuiva grande importanza alla nitidezza dell'immagine, al primo piano e all'angolazione insolita; quella "espressionista", vicina alle avanguardie artistiche - l'esperienza dada nell'Europa centrale, il costruttivismo in Russia, il surrealismo in Europa, il futurismo in Italia. Essa era basata sull'utilizzo di strategie manipolative, come i collage, l'accostamento di fotografie, testo e tipografia, il montaggio e la produzione di immagini create dalla luce senza una fotocamera, come i "rayographs" di Man Ray e i "Fotogrammen" di Laszlo Moholy-Nagy, nuovi trattamenti della fotografia, tra cui la solarizzazione, la stampa multipla e il paraglifo, per esprimere la frammentazione e la moltiplicazione di prospettive, il dinamismo del movimento, per "generare inquietudine psicologica, e attirare l'attenzione mediante giustapposizioni apparentemente illogiche".
Nel 1929 si tenne a Stoccarda la più grande esposizione di fotografia modernista di quel periodo, Film und Foto, di cui Moholy-Nagy fu uno dei principali ispiratori e protagonisti. Vi parteciparono diverse donne: le statunitensi Berenice Abbott e Irene Bayer-Hecht, le tedesca Aenne Biermann, Germaine Krull e Yva, la svizzera Florence Henri, la britannica Lucia Moholy, la belga Cami Stone.
Il modernismo fu adottato come stile da molte fotografe, specie da coloro che svolsero i loro studi a Parigi, a Vienna, in Germania, negli Stati Uniti, o che entrarono a contatto con gli ambienti o i movimenti artistici più innovativi, e venne usato da molte per esprimere "le connessioni fra le nuove società industriali e la "donna nuova" ", non più relegata al ruolo domestico, attiva nella vita economica e sociale, grazie ai cambiamenti intervenuti nei primi decenni del secolo.

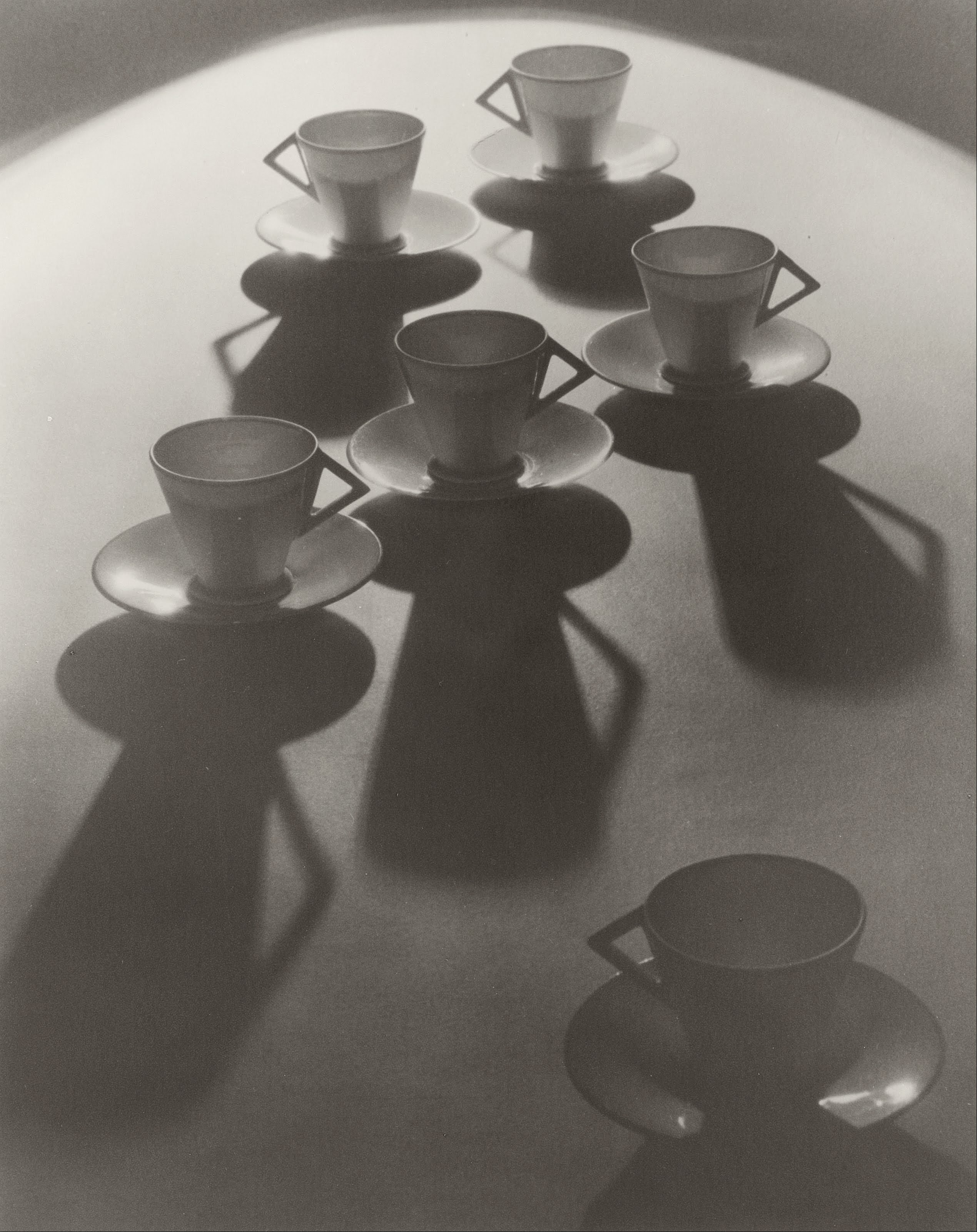
Teacup ballet, foto di Olive Cotton, 1935

L'influenza del modernismo nella ritrattistica è visibile in diverse strategie compositive - preferenza assegnata alle inquadrature ravvicinate, a volte intese a cogliere anche i minimi dettagli, angolazioni insolite, attenzione agli effetti di luce, sfondi neutri, un'attenzione particolare agli effetti creati dalla luce - come rivelano, ad esempio, le opere di Aenne Biermann, Florence Henri, Ilse Bing, Lotte Jacobi, Klara Wachter e Berenice Abbott, e connota le sperimentazioni di collage e fotomontaggio delle tedesche Hannah Höch e Marianne Brandt.
Il modernismo toccò anche l'Australia dove Olive Cotton realizzò forse la sua opera più famosa, riprodotta nei francobolli del suo paese, denominata Teacup ballet, cioè l'immagine di tazze da caffè riprese come se danzassero.

### Fotografia futurista
Nel 1913 venne pubblicato il saggio Fotodinamismo futurista del regista, fotografo e critico cinematografico Anton Giulio Bragaglia, con 16 tavole fotodinamiche da lui create, nel quale, dall'interno del movimento marinettiano, egli dichiarò di voler “realizzare una rivoluzione, per un progresso nella fotografia [...], per elevarla veramente ad arte”, con l'intento di superare “la pedestre riproduzione fotografica del vero immobile o fermato in atteggiamento di istantanea”, attribuendo alle immagini il “dinamismo effettivo, realistico, degli oggetti in evoluzione di moto reale”. 

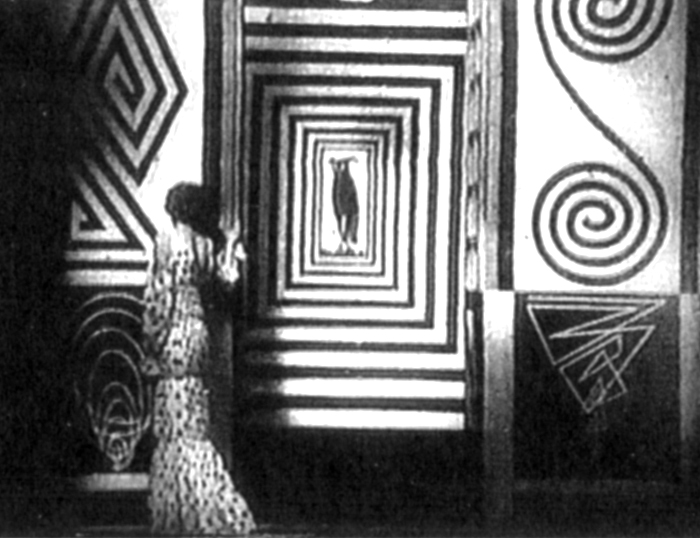
Foto di scena del film Thaïs (1917), diretto da Anton Giulio Bragaglia e Riccardo Cassano

La tecnica del "mosso fotografico" perseguita per raggiungere questo scopo, si fondava sulla ripresa di un soggetto in movimento con tempi di esposizione lunghi e luce di contrasto su fondo scuro, che dava vita a scie e traiettorie deformanti; Bragaglia assegnò alla fotografia una nuova funzione: afferrare qualcosa che l'occhio non vedeva, produrre una nuova visione. Inizialmente attaccato dagli stessi futuristi, che ritenevano la fotografia un'arte minore per la facilità d'uso dello strumento e per il suo carattere riproduttivo e statico, incapace di "cogliere la traccia" del movimento, nel 1930 il fotodinamismo ricevette un riconoscimento ufficiale con la pubblicazione del Manifesto della fotografia futurista di Filippo Tommaso Marinetti e Guglielmo Sansoni.
A sperimentare il fotodinamismo di Bragaglia vi fu anche una donna, la triestina Wanda Wulz, l'unica fotografa futurista chiaramente individuata negli studi su questo movimento, elogiata dallo stesso Marinetti in una delle mostre in cui espose le sue opere. Proveniente da una famiglia di fotografi proprietari dal 1868 di uno studio in città, nel 1923 assunse con la sorella Marion la direzione della ditta, si specializzò in ritratti e aderì negli anni trenta al movimento futurista, sperimentando il fotodinamismo dei fratelli Bragaglia. La sua foto più conosciuta è un ritratto, Io + gatto (1932), nel quale il suo volto è fuso con quello di un felino. Il montaggio è stato interpretato come un'allusione all'incostanza e alla presunta cattiveria femminile, ma anche come simbolo "della mutevolezza di tutta la natura umana nella sua combinazione di lucentezza e intelligenza"..
Rimane ancora da approfondire la figura di Edith Arnaldi, di origini austriache e naturalizzata italiana, conosciuta tra i futuristi per la sua attività di scrittrice e pittrice con lo pseudonimo di Rosa Rosà, di cui è stata scoperta una collezione di fotografie diventata parte dell'Archivio Alinari.

### Fotografe nella Germania di Weimar
Nel periodo coincidente con l'ascesa e la caduta della Repubblica di Weimar (1919-1933), la Germania conobbe intensi cambiamenti sociali, politici e culturali, di cui l'emergere della "donna nuova" (neue Frau) fu una delle manifestazioni. Nella stampa di massa, specie per quanto riguarda il settore della moda e della pubblicità, le immagini femminili occuparono uno spazio crescente, stimolando un numero consistente di donne a intraprendere la carriera fotografica come mezzo di autoespressione artistica e di realizzazione professionale: negli anni trenta esistevano a Berlino oltre 100 studi di proprietà e gestiti da donne, perlopiù provenienti da famiglie ebree della classe media, ed erano censite più di 200 diverse riviste femminili, dedicate alla casa o alla moda.

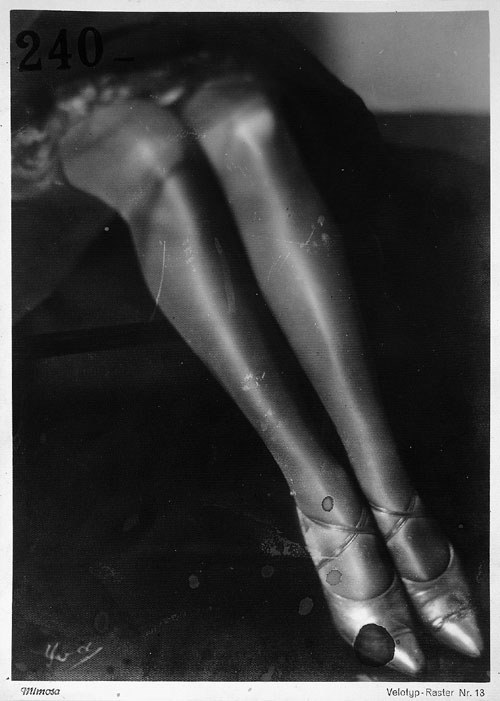
Yva, Gambe, 1927-1928

I lavori di molte fotografe di questo periodo riflettono il cambiamento dei tempi, l'influenza dell'estetica del Bauhaus degli anni venti e dei movimenti della Nuova oggettività, espressa nella preferenza assegnata alle composizioni ravvicinate, alle linee forti, ai fondali semplici e all'uso minimo di oggetti di scena.
Yva, pseudonimo di Else Ernestine Neuländer-Simon, una delle prime professioniste a lavorare nella pubblicità, aprì uno studio a Berlino nel 1925 e verso la fine degli anni venti si specializzò nella fotografia pubblicitaria e di moda, nel nudo e in ritratti di ballerine, collaborando con le riviste illustrate e i periodici più noti del tempo. Le sue foto - fra le più note vi sono quelle per la pubblicità di calze di seta, concentrate sulle gambe delle modelle e prive di ogni altro riferimento corporeo - si collocano al confine fra produzione commerciale e artistica, estetica tradizionale e sperimentazione d'avanguardia, natura morta, fotografia di moda e ritratto femminile. Il suo stile modernista è caratterizzato da prospettive insolite, disposizione degli oggetti in linee geometriche, sfondo privo di elementi decorativi, atmosfera surrealista, illuminazione teatrale "per trasmettere il senso di mistero e glamour". Yva per le sue origini ebraiche nel 1942 venne deportata dalla Gestapo e morì probabilmente nel 1944 nel campo di concentramento di Majdanek.

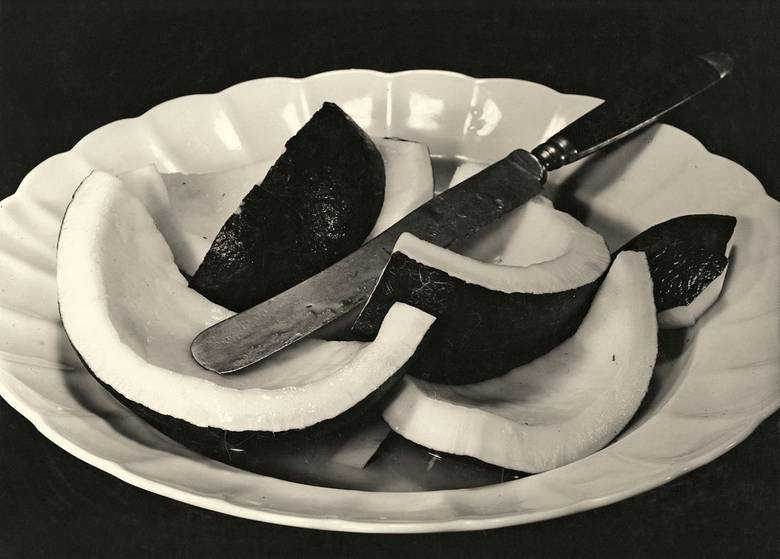
Aenne Biermann, Cocosnuss, 1929

Tra le altre importanti fotografe di questo periodo, gran parte delle quali rimaste sconosciute fino alla loro riscoperta tra la fine anni '80 e l'inizio degli anni '90 del Novecento, vi furono la fotografa di moda Aenne Biermann, tra le maggiori esponenti della Nuova oggettività, un movimento artistico nato negli anni venti in Germania; Lucia Moholy, per decenni tenuta nell'ombra dalla critica e nominata solo come moglie di László Moholy-Nagy, uno dei massimi esponenti del Bauhaus; l'amica Florence Henri, formatasi al Bauhaus di Dessau, impegnata a superare i confini tra surrealismo, cubismo, purismo, ma anche quelli delle tradizionali rappresentazioni del femminile; la fotografa tedesco-olandese Germaine Krull, che si dedicò alla fotografia sperimentale di nudo, alla fotografia pubblicitaria e industriale, per poi trasferirsi a Parigi e diventare corrispondente di guerra e fotoreporter; Gertrud Arndt, ricordata per la sua serie di autoritratti, Maskenselbstbildnis (1930), nei quali rappresentò diverse tipologie di donne, manipolando il concetto di identità; Annelise Kretschmer (1903-1987), fotografa ritrattista, che espose nella storica mostra nazionale Film und Foto (1929) e contribuì a diffondere l'immagine della "donna nuova"; Lotte Errell (1903-1991), che intraprese la carriera nella fotografia durante Weimar e divenne una delle prime fotografe di viaggio, partendo per una spedizione in Ghana nel 1928 e, negli anni trenta, su richiesta di alcune riviste, raggiungendo la Cina e il Medio Oriente; le amiche Grete Stern  e Ellen Auerbach, titolari di uno studio a Berlino denominato ringl + pit dai nomi con cui erano chiamate da bambine, che apportarono significative innovazioni nell'ambito del fotoritratto e della pubblicità; Frieda Gertrud Riess, nota come "Die Riess", ambita ritrattista di scrittori, ballerine, artisti, sportivi (celebri i suoi nudi di pugili famosi), il cui studio di Berlino divenne luogo di ritrovo di una cerchia internazionale di ospiti, elogiato da Vita Sackville-West in un suo resoconto a Virginia Woolf; Alice Lex-Nerlinger (1893-1975), di orientamento comunista ed esponente di spicco della Neue Sehen, correlata ai principi del Bauhaus, che diede al suo lavoro una prospettiva politica, ritraendo la classe operaia, e in particolare le donne, soggetto della famosa serie Working Women del 1928, in un'ottica di classe e femminista; Lotte Jacobi, nota come fotografa di artisti, che collaborò con numerose riviste e conobbe la fotografa italiana Tina Modotti, che nel 1930 espose nella sua galleria le foto portate dal Messico; durante il nazismo si trasferì negli Stati Uniti, dove realizzò ritratti a personaggi famosi, fra cui Albert Einstein, e successivamente a bambini e famiglie delle zone rurali del New Hampshire e sperimentò la cosiddetta "fotogenica", fotografia realizzata senza l'uso di macchine fotografiche.

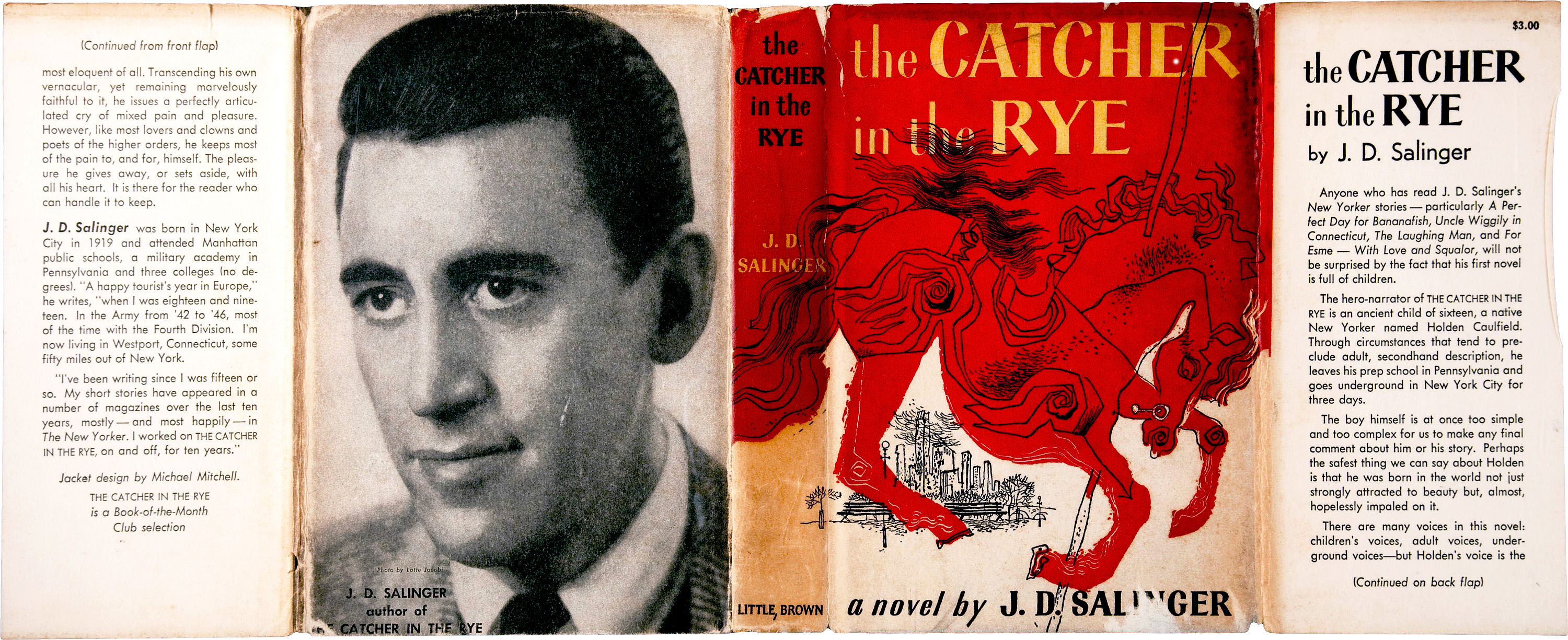
Lotte Jacobi, Ritratto di J.D. Salinger per la copertina di The Catcher in the Rye (1951)

Altre fotografe attive in Germania durante il periodo della Repubblica di Weimar e che parteciparono al rinnovamento artistico in campo fotografico furono Wanda von Debschitz-Kunowski, l'ungherese-olandese Eva Besnyö, l'altra ungherese, che poi si trasferirà prima a Parigi e dopo seguirà la guerra in Spagna, Kati Horna, Grete Popper (1897-1976), Gerda Leo, Elli Marcus (1899-1977), Edith Suschitzky (poi Edith Tudor-Hart), Jeanne Mandello, le sorelle Nini e Carry Hess.
Negli anni Trenta molte donne, fra cui diverse fotografe tedesche e austriache, nate o vissute durante il periodo di rinnovamento culturale della Repubblica di Weimar, di origini ebraiche o appartenenti a famiglie della classe media progressista, emigrarono come altri 70.000 rifugiati in Gran Bretagna per sfuggire alle persecuzioni naziste. Una mostra svoltasi a Londra nel 2020 intitolata Another Eye: Women Refugee Photographers in Britain after 1933 ha ricostruito il lavoro di 17 fotografe riparate oltre Manica, alcune delle quali divennero artiste affermate e contribuirono nei decenni successivi al rinnovamento della fotografia britannica, mentre altre rimasero nell'ombra: Inge Ader, Dorothy Bohm, Anneli Bunyard, Elisabeth Chat, Gerti Deutsch, Laelia Goehr, Lisel Haas, Heidi Heimann, Elisbeth Juda, Hella Katz, Erika Koch, Betti Mautner, Lotte Meitner-Graf, Lucia Moholy, Elly Niebuhr, Gerty Simon e Lore Lisbeth Waller.

### Fotografe del Terzo Reich
Con l'avvento del Terzo Reich le fotografe più importanti, molte delle quali ebree, abbandonarono la Germania, paese in cui vivevano o si trovavano per studio o per lavoro. Tra queste vi furono Ellen Auerbach, Irene Bayer, Eva Besnyö, Marianne Breslauer, Gisèle Freund, Lotte Jacobi, Florence Henri, Germaine Krull, Lucia Moholy, Elli Marcus, Grete Stern e Cami Stone; altre, come Yva, la fotografa di moda più famosa della Germania, Nini Hess e la sorella Carry (che riuscì a nascondersi in Francia), fotografe ritrattiste e di teatro di Francoforte, non riuscirono a fuggire per tempo e morirono nei campi di concentramento nazisti.
Molte fotografe rimasero in Germania durante il Terzo Reich e per molto tempo non si è saputo nulla del loro lavoro e delle loro vite. La mostra svoltasi nel 2001 a Bonn "Frauenobjektiv: Fotografinnen 1940 bis 1950" ha cercato di indagare su questo "punto cieco" nella storia della fotografia tedesca, raccogliendo e analizzando la produzione di circa sessanta fotografe attive nel periodo 1940-1950 - fra cui Erna Lendvai-Dircksen, Leni Riefenstahl, Dorothea Rudolph, Liselotte Purper, Hedda Walther, Lala Aufsberg, Ruth Hallensleben, Maria Penz, Rosemarie Clausen, Erika Groth-Schmachtenberger - e interrogandosi su come vissero e rappresentarono la realtà quotidiana durante il nazismo, che ruolo svolsero nella propaganda e nell'accettazione del regime, quale atteggiamento assunsero dopo il 1945 nei confronti delle immagini prodotte fino a quel momento.
I materiali fotografici presenti nella mostra, non molto numerosi a causa dell'avvenuta distruzione di molti archivi, colpiti dai bombardamenti durante la guerra o sottoposti in seguito a "pulizie selettive" per eliminare documenti compromettenti, sono risultati costituiti per lo più di immagini "ideologicamente pulite" - paesaggi, nature morte, bambini - utili tuttavia per fornire alcune informazioni sui valori veicolati - direttamente o indirettamente - dalle immagini, e sui diversi ruoli svolti dalle fotografe.

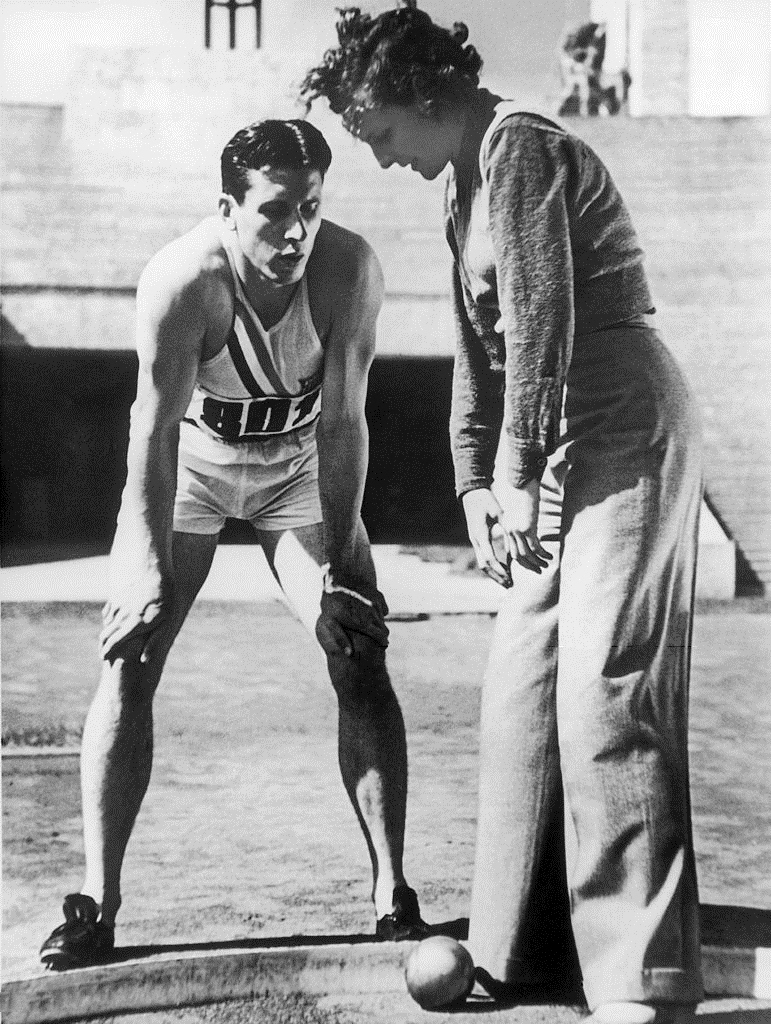
Glenn Morris e Leni Riefenstahl alle Olimpiadi di Berlino (1936)

Se per alcune di loro è documentato il sostegno attivo dato alla propaganda e agli obiettivi del Terzo Reich, per altre non è emersa con chiarezza la posizione rivestita all'interno del regime, soprattutto perché la produzione analizzata si colloca ai margini dell'ufficialità, concentrata su "temi apparentemente non politici", come la fotografia di paesaggio e di moda, le nature morte, la fotografia di teatro e d'arte.
Erna Lendvai-Dircksen e Leni Riefenstahl rappresentano i casi più noti di fotografe integrate nell'apparato statale e nell'ideologia nazionalsocialista, la prima per l'uso della ritrattistica, in particolare della fisiognomica, a sostegno della politica razziale, la seconda, in campo cinematografico, per l'attività di documentazione e di propaganda del regime.
Erna Lendvai-Dircksen avviò il suo progetto di ritratti della popolazione rurale, dell'architettura e dei paesaggi di ogni regione della Germania, negli anni dieci del Novecento, ma fu solo nel 1932 che la sua raccolta di immagini prese corpo nel saggio fotografico Das deutsche Volksgesicht (Il volto della razza tedesca), comprensivo di 140 foto. Espressi con i principi e la precisione tecnica della fotografia modernista, i ritratti di contadini - allora identificati nell'ideologia di destra come i rappresentanti più puri dell'identità tedesca - e del "tipo nordico" dalla carnagione chiara, naso stretto, capelli biondi e occhi celesti, vennero rappresentati come esempio nazionale di "autenticità razziale". La serie di fotolibri pubblicati da Lendvai-Dircksen conobbe un enorme successo e guadagnò gli elogi di Hitler. Il sostegno dato alla fotografa dal regime nazista è confermato dal ruolo da lei assunto nella rivista di eugenetica Volk und Rasse e dalle diverse altre commissioni che le vennero assegnate, fra cui il libro dedicato alla costruzione delle autostrade tedesche sotto il Terzo Reich, Reichsautobahn, Mensch und Werk, pubblicato nel 1937.
La fotografa e regista Leni Riefenstahl è conosciuta per aver realizzato importanti film di propaganda nazista, fra cui Der Sieg des Glaubens (La vittoria della fede, 1933), documentario sul quinto Raduno di Norimberga del Partito Nazionalsocialista, Triumph des Willens (Il trionfo della volontà, 1934), film-glorificazione della figura del Führer, e il monumentale documentario-celebrazione dei Giochi Olimpici del 1936 a Berlino, Olympia, un'opera controversa, rivoluzionaria dal punto di vista artistico e tecnico, ma posta al servizio della propaganda del partito nazista.

## Surrealismo
La fotografia svolse un ruolo importante nella declinazione dei principi del surrealismo, anche se in apparente antitesi con il rifiuto, da parte di questo movimento, nato a Parigi tra le due guerre e poi estesosi a livello internazionale, di una visione "esatta", razionale del mondo, in nome dell' "automatismo psichico", dell'esplorazione dell'inconscio, del potere dei sogni e dell'immaginazione, dell'assurdo e del perturbante.

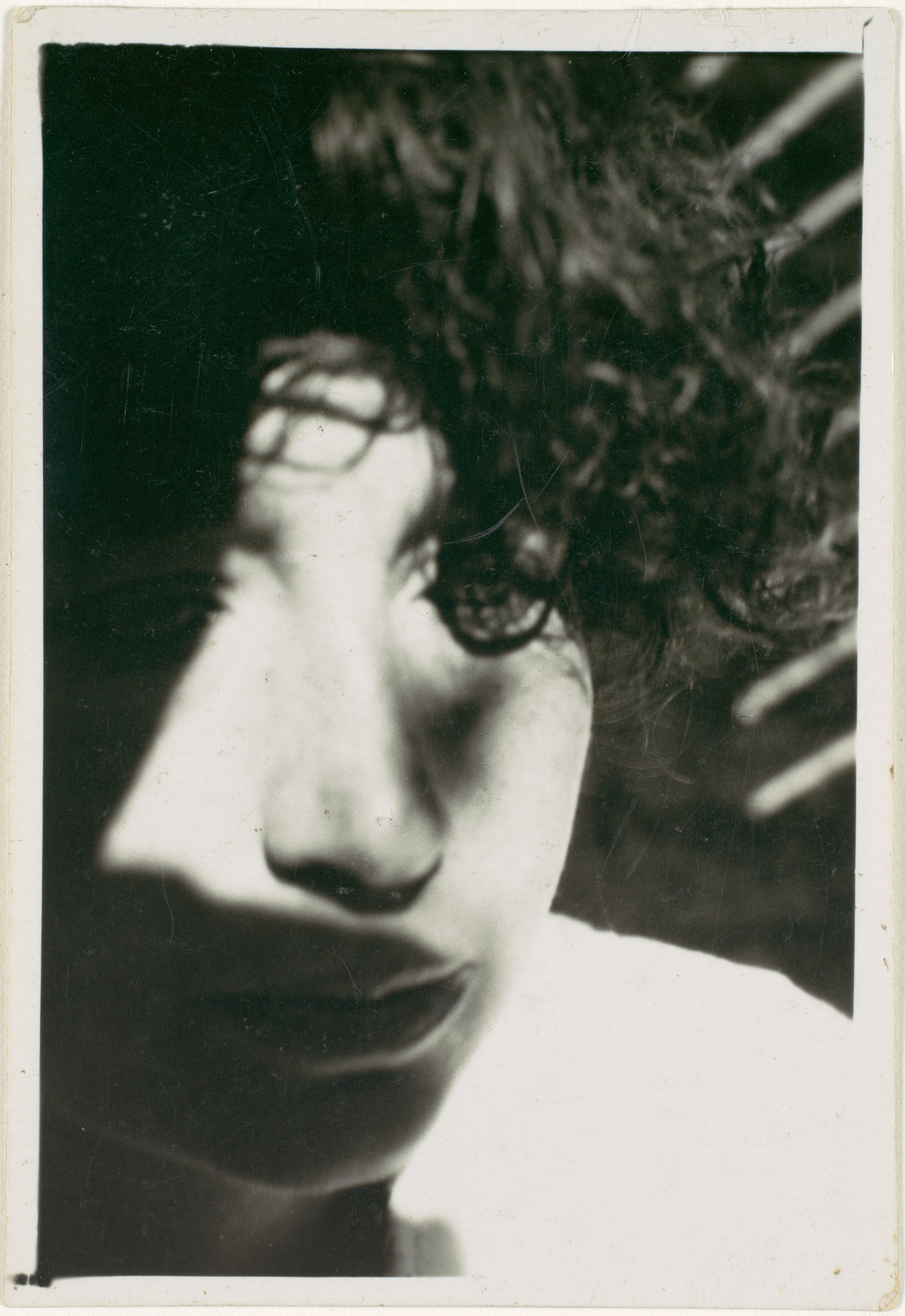
Lucia Moholy ritratta dal marito László Moholy-Nagy, circa 1924

I surrealisti, fra i cui pionieri vi fu il fotografo statunitense Man Ray, trasferitosi in Francia nel 1921, individuarono una varietà di tecniche per rendere la fotografia uno strumento adatto ad esprimere la loro concezione artistica: il fotomontaggio (sovrapposizione o montaggio di più immagini in un'unica immagine, in combinazioni insolite), la solarizzazione (inversione di toni ottenuta esponendo un negativo o una stampa durante il processo di stampa), i fotogrammi (immagini ottenute senza macchina fotografica; quelli di Man Ray, chiamati "rayograms", erano realizzate disponendo gli oggetti su carta fotosensibile, poi esposta alla luce), la fusione di diverse tecniche - fotografia, disegno, scrittura - o materiali, come carta. giornali, lettere. Altri elementi distintivi della fotografia surrealista erano la dimensione atemporale, finalizzata a creare un mondo immaginario, fuori dal tempo, perseguita attraverso l'uso di "surrogati": statue al posto di persone, ombre al posto degli oggetti, luce artificiale al posto del sole; prospettive e disposizioni inconsuete per abbattere il confine fra reale e irreale.
Diverse donne fotografe parteciparono al movimento surrealista o ne furono influenzate. Una delle più note fu la statunitense Lee Miller, ai suoi inizi modella di Vogue e, dopo il suo trasferimento a Parigi nel 1929, introdotta da Man Ray alla fotografia e alla tecnica della solarizzazione, alla cui scoperta collaborò attivamente. Produsse fotografie distintive ed eclettiche, di influsso surrealista, e ritratti di nudo fra i più sorprendenti dei tempi. Dopo aver fatto ritorno a New York, si specializzò in fotografie di moda e in ritratti di celebrità. Il suo lavoro come corrispondente di guerra per Vogue e per l'esercito degli Stati Uniti durante la seconda guerra mondiale, in particolare le immagini riprese nei campi di concentramento di Buchenwald e Dachau, è considerato il suo contributo più importante alla storia della fotografia.

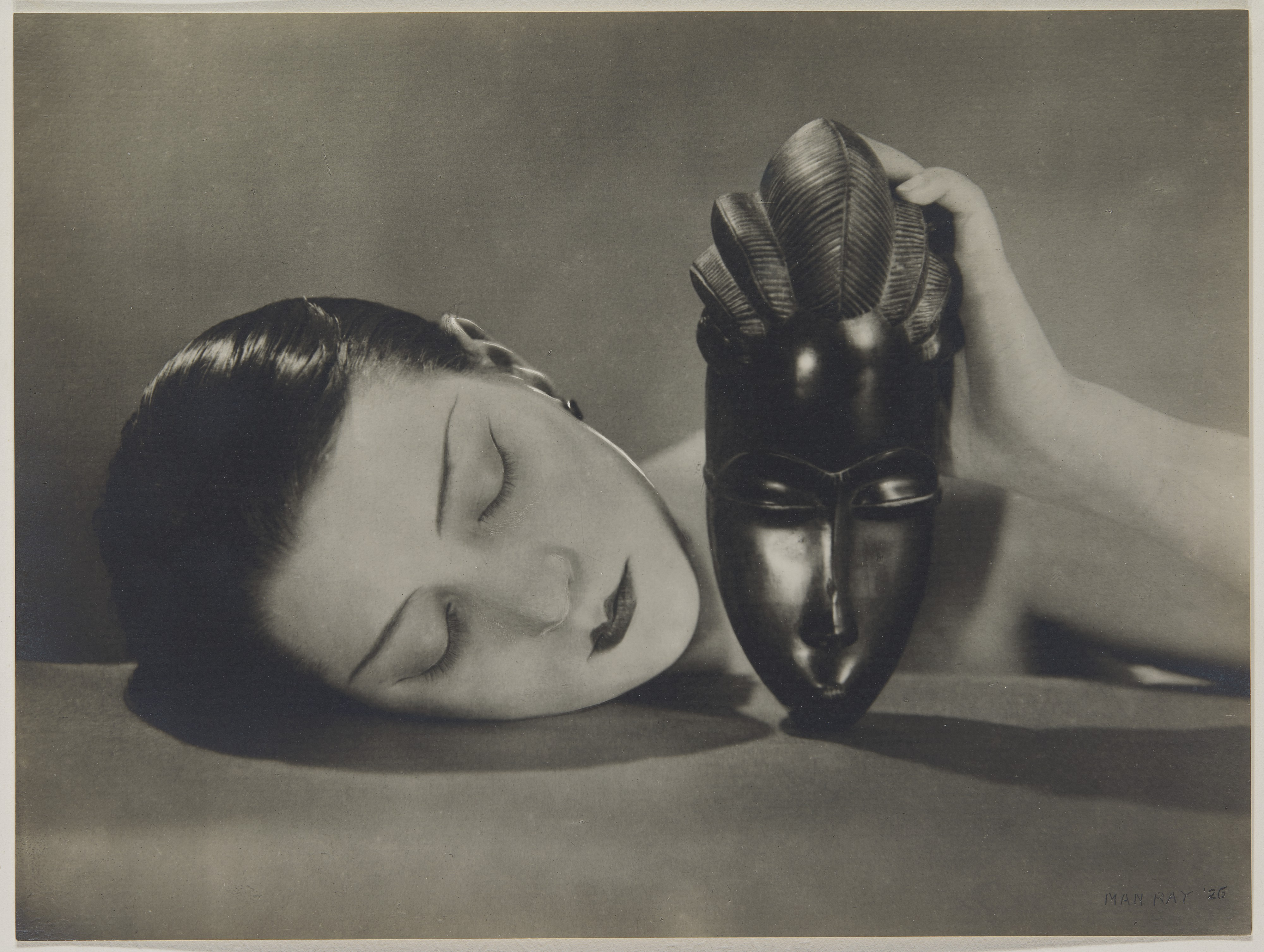
Kiki Noire et Blanche, di Man Ray

Florence Henri, di nazionalità franco-svizzera, musicista e pittrice, fu una figura di spicco nell'ambiente artistico fra le due guerre. Si dedicò alla fotografia dopo essersi iscritta al Bauhaus di Dessau nel 1927, dove conobbe László Moholy-Nagy che con la moglie fotografa Lucia Moholy stava sperimentando i fotogrammi; divenuta amica di Lucia, che l'avrebbe convinta ad intraprendere la carriera fotografica, Henri di ritorno a Parigi, avrebbe unito l'esperienza maturata nel Bauhaus e la sua vicinanza al movimento Neues Sehen ("Nuova Visione"), alle suggestioni dell'estetica cubista, purista e costruttivista, offrendo un nuovo linguaggio, "un'alternativa all'allora dominante movimento artistico surrealista francese". La sua opera è caratterizzata dal dialogo tra realismo e astrazione. Una delle forme da lei frequentemente utilizzate è la sfera; molte delle sue fotografie in bianco e nero, come la natura morta della serie Mirror Compositions, incorporano giochi di specchi che rendono difficile distinguere l'oggetto reale da quello riflesso, confondendo lo spettatore. Nei soggetti femminili, così come nel suo Autoritratto del 1928, Henri propose immagini ibride e identità fluide, rendendo i corpi "un assemblage di segni che, come nelle composizioni astratte della prima formazione pittorica, possono essere smontati e rimontati, svelati e mascherati".
L'artista e fotografa Claude Cahun, esponente del surrealismo francese, è ricordata per i suoi originali autoritratti, scattati all'inizio degli anni venti e usati come mezzo per interrogare e decostruire il concetto tradizionale di identità di genere e di sessualità. La fotografa, pittrice e poetessa francese Dora Maar, dopo aver studiato pittura con André Lhote e fotografia con Henri Cartier-Bresson, avviò la sua carriera come fotografa di moda e poi come fotoreporter, documentando la Grande Depressione economica degli Anni Trenta a Parigi, Londra, Barcellona, per diventare una delle protagoniste dell'ambiente surrealista parigino. Produsse numerosi fotomontaggi e collage, ritratti disorientanti, nudi dalle pose insolite, e fu autrice del paradossale Ritratto di Ubu (1936), ispirato all'opera teatrale di Alfred Jarry, raffigurante un mostruoso armadillo, simbolo della natura bestiale degli istinti umani.
Il surrealismo continuò ad influenzare anche nella seconda metà del XX secolo la produzione di numerose fotografe, come è rilevabile nelle opere della svizzera Henriette Grindat che infuse un'impronta surrealista alla fotografia artistica, della ceca Emila Medková, esempio di fotografia documentaria surrealista, concentrata sull'ambiente urbano negli anni del dopoguerra; negli autoritratti inquietanti e malinconici di scoperta del proprio corpo della statunitense Francesca Woodman, formatasi in Italia, dove trascorse lunghi periodi della sua breve vita, conclusasi con un suicidio quando ancora era ventiduenne.
Un discorso a parte merita la fotografa statunitense Carlotta Corpron nella quale il surrealismo si intreccia con gli insegnamenti del New Bauhaus fondato a Chicago nel 1937 da László Moholy-Nagy, di cui fu assistente, in cui approfondirà le tecniche moderniste della solarizzazione e delle doppie esposizione, fino ad arrivare negli anni Quaranta e Cinquanta alla fotografia astratta, di cui viene considerata una pioniera negli Stati Uniti.

Altre artiste le cui opere espressero l'influenza del surrealismo furono le francesi Nusch Éluard e Jacqueline Lamba, le britanniche Eileen Agar, Winifred Casson, le svizzere Meret Oppenheim e Henriette Grindat, l'ungherese Kati Horna.

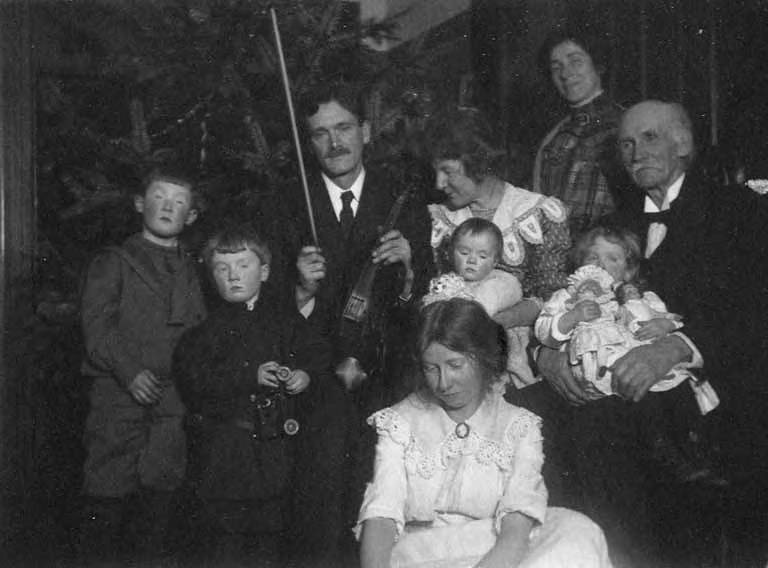
Imogen Cunningham, La famiglia Marple nel giorno di Natale (circa 1911)
Germaine Krull, Fotografia erotica (1890-1920)
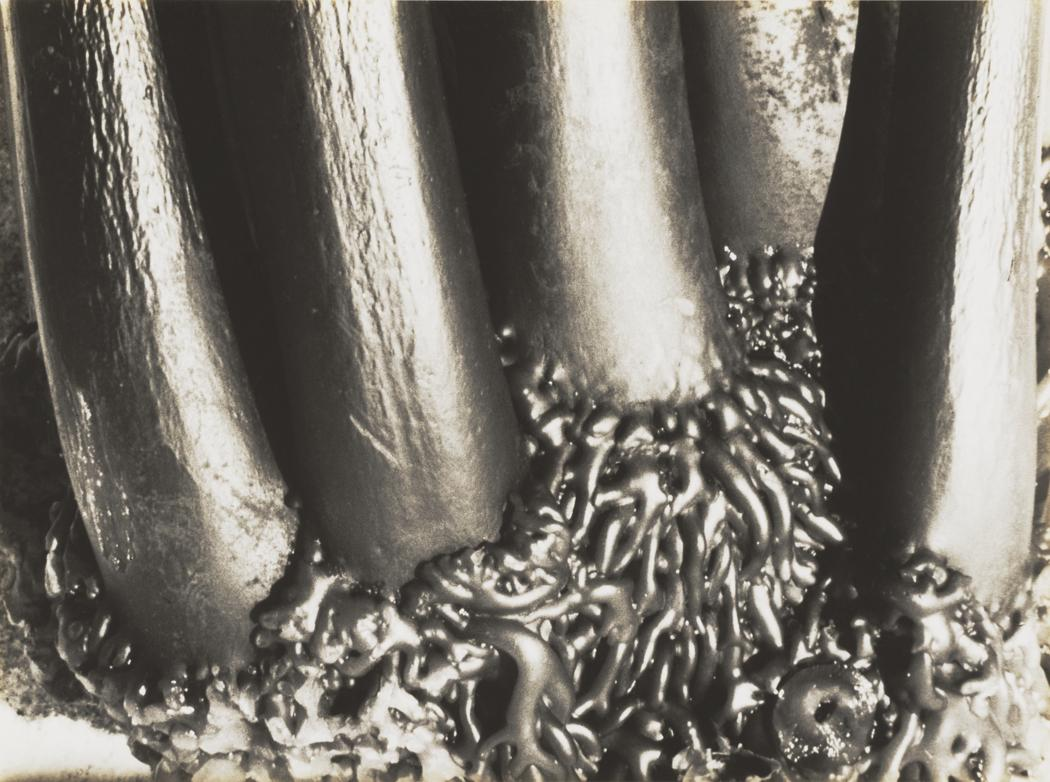
Sonya Noskowiak, Kelp (1930)
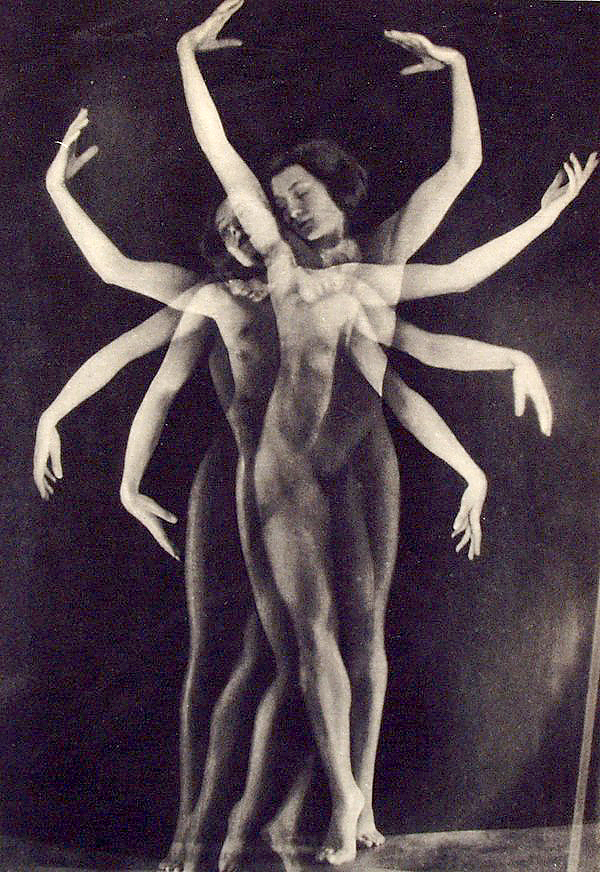
Yva, Danza (circa 1933)
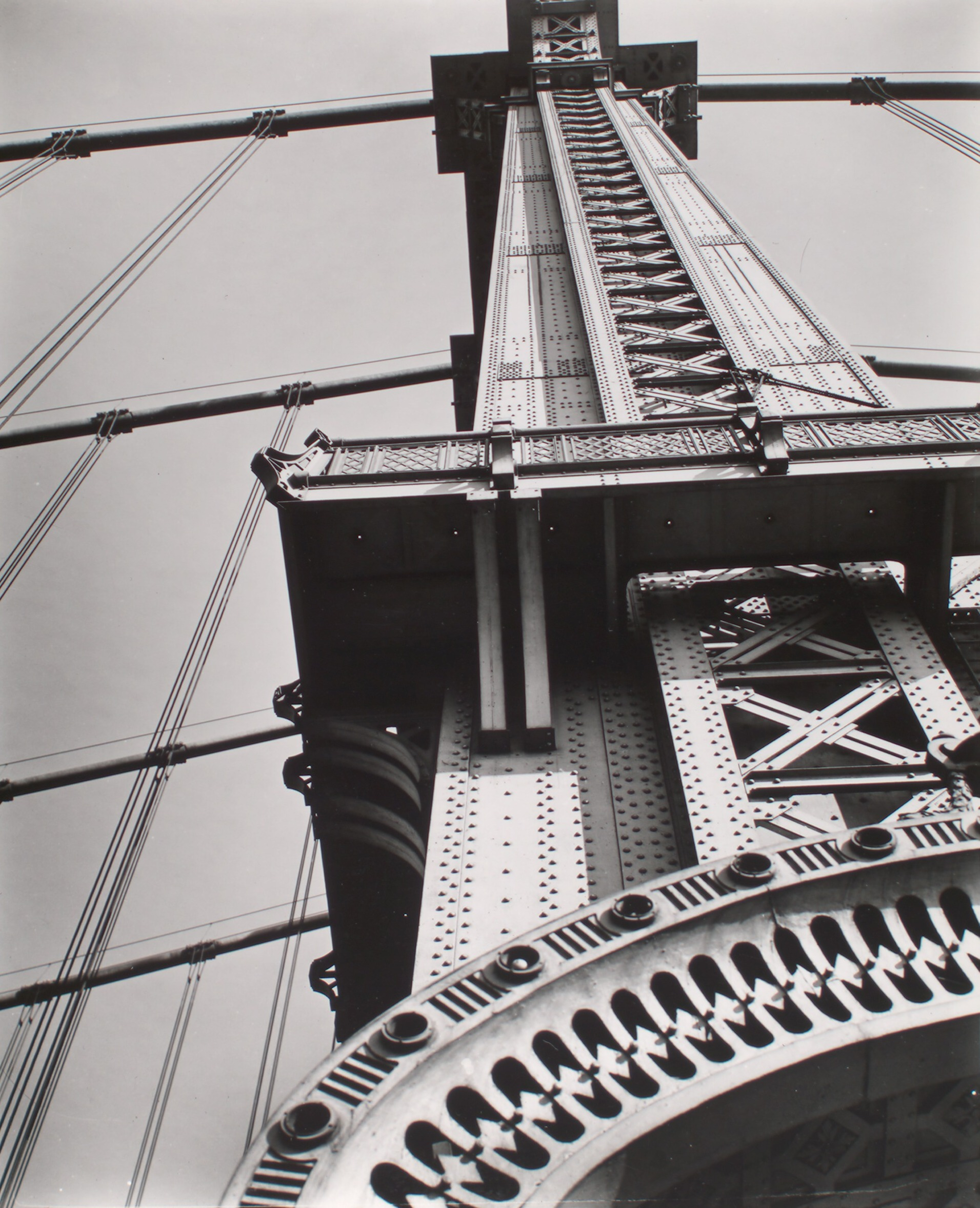
Berenice Abbott, Il ponte di Manhattan alzando lo sguardo (1936)
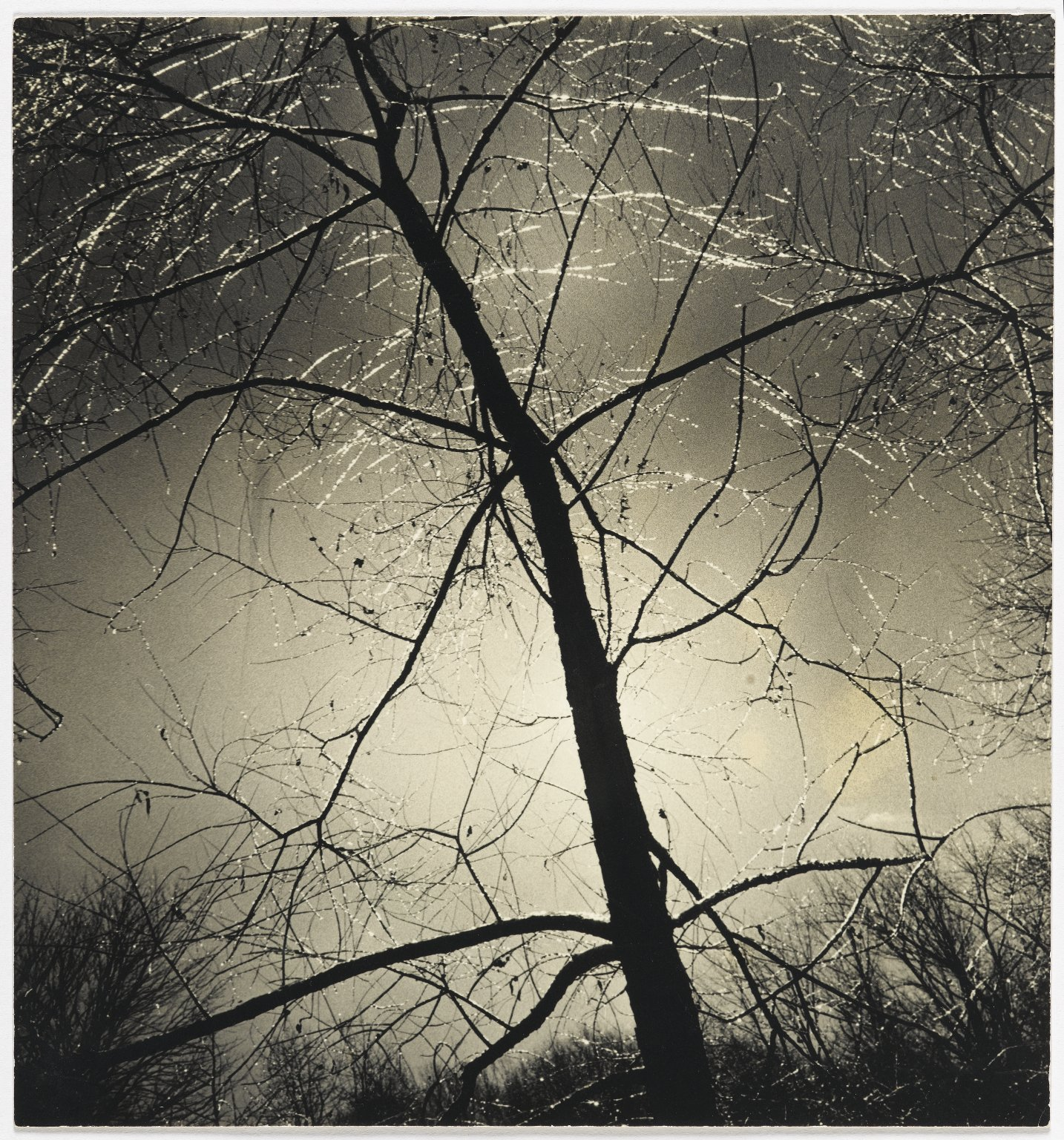
Consuelo Kanaga, Mattino di ghiaccio
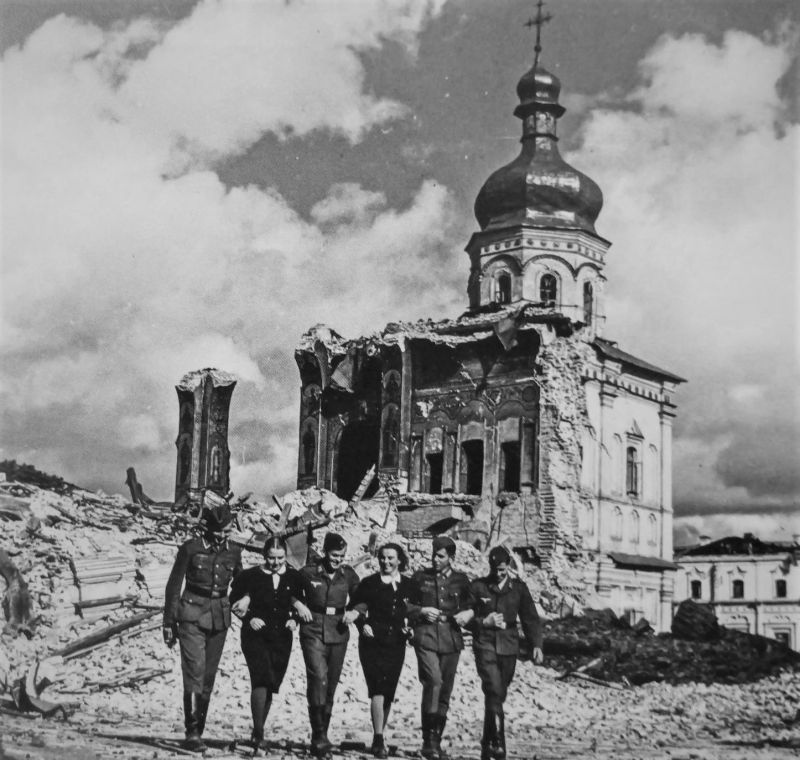
Liselotte Purper, Germans in front of the blown up Dormition cathedral of Kyiv Cave Monastery (1942)

## Fotogiornalismo

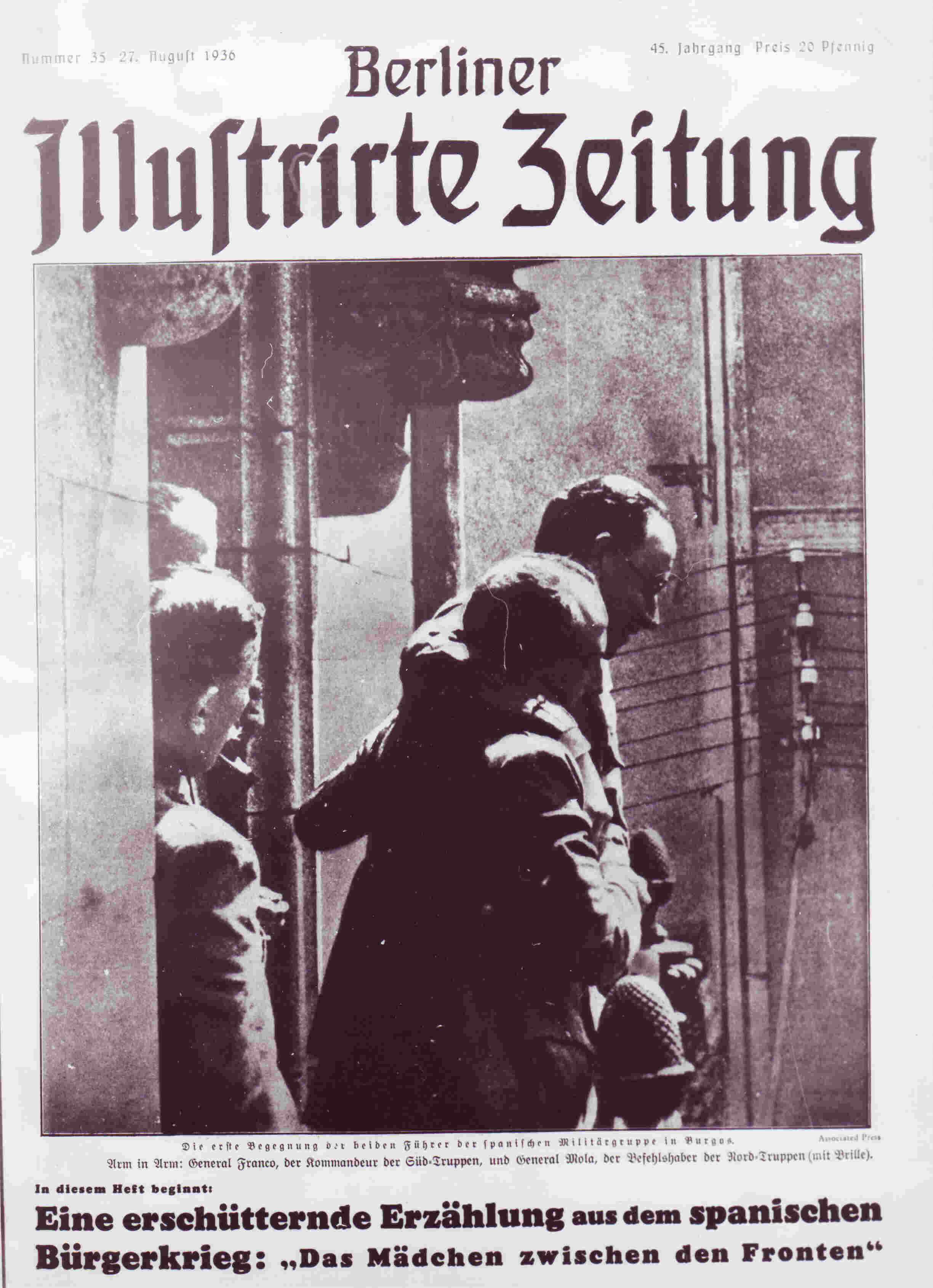
Berliner Illustrirte Zeitung

### Europa
Negli anni venti del Novecento i progressi tecnologici - fra cui la commercializzazione della fotocamera 35 mm, leggera e maneggevole - lo sviluppo economico e le strategie commerciali di competizione economica nel settore dei media, condussero ad una crescita esponenziale della stampa illustrata, alla sperimentazione di innovazioni grafiche e ad una profonda ridefinizione del rapporto fra testo e immagine: da semplice accompagnamento del testo, la fotografia divenne un fondamentale strumento narrativo. Il fotoreportage (il termine venne usato per la prima volta nella stampa tedesca nel 1929, e ampiamente nell'anno successivo) si affermò per la prima volta come nuovo formato di supporto grafico moderno, progettato ad hoc, nella stampa illustrata del periodo della Repubblica di Weimar: il settimanale Berliner Illustrirte Zeitung (1892-1945), con una tiratura settimanale di oltre 1,9 milioni di copie, fu la prima rivista tedesca di massa ad adottare il formato della rivista illustrata, e fornì il modello per la rivista britannica Picture Post (1938) e per la statunitense Life (1936).
Dopo aver raggiunto il suo apice negli anni 1927-1930, il fotoreportage tedesco mutò bruscamente nel 1933 con l'avvento al potere del nazismo, quando i suoi contenuti vennero ridefiniti sulla base delle finalità ideologiche del regime; il nucleo originario di giornalisti, editori, designer che aveva guidato la nascita del primo fotogiornalismo, per lo più di origine ebraica, per sfuggire alle persecuzioni trovò riparo in Francia, Gran Bretagna, Stati Uniti. Fra di essi vi furono diverse donne: Ursula Wolff Schneider (1906-1977), i cui racconti illustrati rivelarono come il governo nazista manipolasse l'opinione pubblica tra 1931 e 1934, Eva Besnyö ed Edith Tudor-Hart, Vilma Frielingsdorf, editor fotografico di Die Grüne Post e Lily Becher che curò il periodico di sinistra Arbeiter illustrated Zeitung.

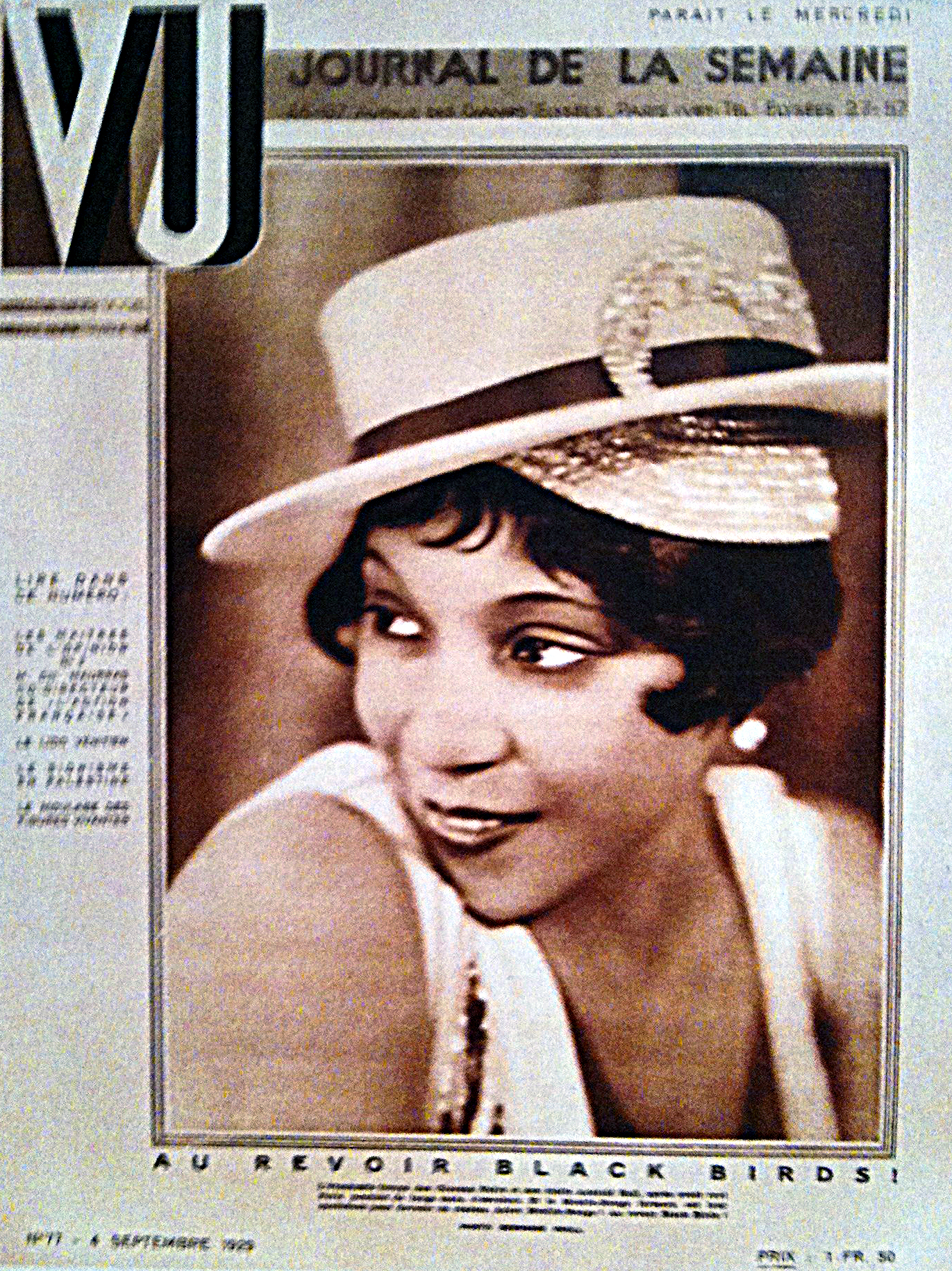
Vu (magazine), N°77

Il ruolo centrale assunto dalla fotografia nei mass media modificò lo status professionale dei fotografi, fino ad allora collocati ai margini del mondo del giornalismo, e diede impulso alla nascita delle prime agenzie fotografiche che offrivano alle riviste serie di immagini o saggi fotografici, organizzati anche per argomento: la tedesca Dephot (Deutscher Photodienst), fondata nel 1928, per la quale lavorarono molti fotografi famosi, la francese Alliance Photo, a cui fecero capo le fotografe Denise Bellon e Juliette Lasserre, creata nel 1934 da Pierre Boucher, Renf Zuber e Maria Eisner, fotografa di origini italiane attiva in Europa negli anni trenta e poi stabilitasi negli Stati Uniti, fra le future fondatrici di Magnum Photos.

#### Francia
In Francia nel 1928 nacque negli ambienti di sinistra una delle prime riviste francesi illustrate, Vu, a cui collaborarono Henri Cartier-Bresson, Laure Albin-Guillot e Robert Capa, che qui pubblicherà la sua famosa fotografia nella quale è ripresa la morte di un soldato repubblicano durante la guerra civile spagnola.
Pubblicò diverse sue foto su Vu anche la fotografa Germaine Krull, che secondo Cartier-Bresson aprì "nuove strade" a una generazione di fotografi. Formatasi come fotografa a Monaco, visse per un periodo in Germania e in Unione Sovietica, paesi dai quali venne espulsa a causa della sua attività politica, per poi raggiungere l'Olanda e Parigi. Sperimentatrice in vari generi, dalla ritrattistica, al nudo, alla fotografia industriale e di moda, sul finire degli anni venti pubblicò alcune sue foto sulla rivista Vu (rivista)|Vu, cogliendo le immagini della capitale francese con lo stile innovatore maturato nell'ambiente delle avanguardie della Nuova oggettività. Durante l'occupazione della Francia sostenne il movimento France libre e si recò in diversi paesi, dall'Africa Equatoriale al Brasile, passando per l’Algeria. Nel dopoguerra viaggiò nel sud-est asiatico, dove fu corrispondente per 15 anni, per poi abbracciare il buddismo e trasferirsi in India, dove realizzò il libro Tibetans in India.
Ilse Bing, soprannominata la "regina della Leica", fece parte del folto gruppo di fotografi stranieri riparati a Parigi alla fine degli anni venti e poi emigrati negli Stati Uniti; lavorò come freelance per le principali riviste illustrate mettendo in luce il suo stile, ispirato alla corrente della fotografia umanista, nata in Francia negli anni trenta e culminata nel secondo dopoguerra nel lavoro di fotografi come Robert Doisneau e Henri Cartier-Bresson che ponevano al centro dei loro scatti, con sguardo leggero e attento, la condizione umana esplorata nelle strade delle città o nelle periferie, scene di vita quotidiana in grado di rappresentare ed evocare emozioni. Fecero parte di questo movimento anche le francesi Sabine Weiss, Edith Gerin e Dominique Darbois.
Altre fotografe attive in Francia nel settore del fotogiornalismo furono Rogi André e Nora Dumas, Marianne Breslauer, HeIene Hoppenot che realizzò dei servizi fotografici in Cina, Therese LePrat e Denise Colomb in Indocina, Gertrude Blom in Messico.

#### Gran Bretagna
In Gran Bretagna la rivista Picture Post (1938-1957), su posizioni liberali e antifasciste, fu un esempio pionieristico di fotogiornalismo. Alla sua nascita vennero assunti diversi rifugiati dalla Germania e dall'Austria come editori e giornalisti, fra cui Gerti Deutsch (1908-1979), di origini austriache, protagonista della corrente avanguardista Neue Sachlichkeit e riparata a Londra negli anni trenta, produsse durante la sua collaborazione a Picture Post oltre 60 reportage. Fra questi i più famosi furono quello sul trasporto di bambini ebrei rifugiati sul Kindertransport dalla Germania nazista all'Inghilterra, e, nel dopoguerra, quello sulla Vienna divisa dalle potenze occupanti; negli anni cinquanta lavorò come freelance principalmente per riviste di viaggio o di carattere culturale.

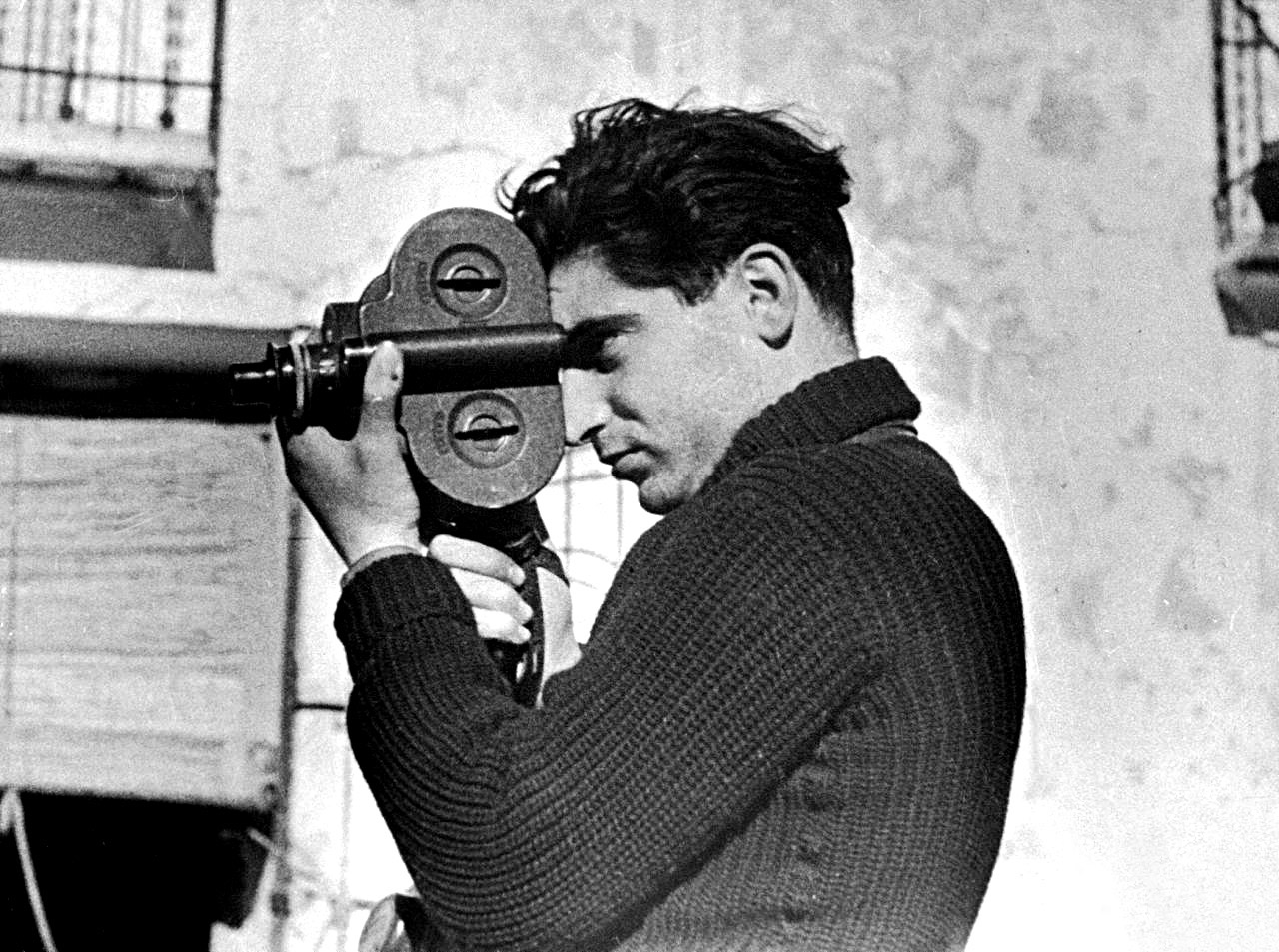
Gerda Taro, Robert Capa, uno dei fondatori dell'agenzia Magnum

Magnum Photos, l'agenzia fotografica internazionale più importante al mondo, nacque nel 1947 come cooperativa di fotografi indipendenti da un'idea di Robert Capa, uno dei reporter di guerra più noti del tempo, con il fine di garantire un maggiore controllo di ognuno degli associati sul proprio lavoro e sulla gestione del diritto d'autore, rendendosi autonomi dalle agenzie di stampa. Fra i sette azionisti fondatori vi furono due donne, Rita Vandivert, presidente e responsabile dell'ufficio di New York, e Maria Eisner, segretaria, tesoriera e responsabile dell'ufficio di Parigi; Eve Arnold, nel 1951, fu la prima donna membro dell'agenzia, a cui seguirono Inge Morath (1955), Marilyn Silverstone (1967), Mary Ellen Mark (1977), Susan Meiselas (1980), Martine Franck (1983), Lise Sarfati (1997), Alessandra Sanguinetti (2007), Cristina García Rodero (2009), Bieke Depoorter (2011), Olivia Arthur (2013), Carolyn Drake (2015), Newsha Tavakolian (2015), Diana Markosian (2016), Cristina de Middel (2017), Sim Chi Yin, Lua Ribeira (candidate nel 2018), Nanna Heitmann (candidata nel 2019), Sabiha Cimen, Hanna Price (2020). Nel 1986 solo cinque dei 49 fotografi di Magnum erano donne, una percentuale di poco più del 10%, che si alzerà al 13% nel 2018, quando le donne saranno 13 su un totale di 97 membri.
La mostra organizzata a Parigi nel 2018 da Susan Meiselas, Magna Brava Ongoing, nella quale vennero esposti i lavori di 11 fotografe di Magnum, sollevò fra i soci qualche perplessità sulla scelta del criterio di genere; Carolyn Drake commentò che sebbene la realizzazione di eventi single-gender potesse apparire problematica, essa svolgeva ancora un suo ruolo nel panorama fotografico contemporaneo, caratterizzato da una sottorappresentazione del genere femminile; Cristina de Middel aggiunse che "qualsiasi piattaforma offra maggiore visibilità è sempre la benvenuta", indicando come altra questione aperta la rappresentazione delle donne come soggetto.

#### Italia
In Italia l'accesso di fotografe, fotoreporter e artiste nel mondo delle riviste, della cultura e dell'editoria si registrò in maniera consistente solo a partire dagli anni sessanta e ricevette un impulso nel decennio successivo con l'affermarsi del femminismo. Fra le pioniere vi furono Lisetta Carmi, che abbandonò la carriera di musicista per intraprendere quella di fotografa e dedicarsi ai reportage di impronta sociale, realizzando i suoi primi lavori sulla realtà sociale e culturale della Sardegna, sulle condizioni di lavoro dei camalli di Genova e, dopo cinque anni di lavoro, sui travestiti (1965-1971), uno dei progetti editoriali più disorientanti del tempo; Carla Cerati, che verso la fine degli anni sessanta produsse una serie di foto sugli ospedali psichiatrici pubblicata, insieme alle foto di Gianni Berengo Gardin, nel libro Morire di Classe (1969), curato da Franca Ongaro Basaglia, contribuendo in questo modo al dibattito che portò all’approvazione della legge 180 (legge Basaglia) del 1978.
Letizia Battaglia nel 1974 fu la prima fotografa donna ad essere assunta in un quotidiano, L’Ora di Palermo, e divenne poi nota in tutto il mondo per l'impegno civile che connotò il suo lavoro fotografico contro i crimini di mafia e nel 2017 le fu affidato dal Comune la direzione del Centro Internazionale di Fotografia di Palermo.
Nel 1976 venne fondato a Milano il Collettivo Donne Fotoreporter - composto da Giovanna Calvenzi, Liliana Barchiesi, Kitty Bolognesi, Marzia Malli, Laura Rizzi, Livia Sismondi, Chiara Visconti - sulla base del comune interesse ad indagare il rapporto fra donne e pratica fotografica. Altre fotografe di impegno sociale che lavorarono in quegli anni per riviste, progetti editoriali, gallerie e mostre includono Paola Mattioli, Giovanna Nuvoletti, Anna Candiani, Marialba Russo, Giovanna Borghese, Augusta Conchiglia, Giulia Niccolai..
Nel dicembre 2021 una mostra collettiva svoltasi a Londra negli spazi dell’Istituto Italiano di Cultura, Through the female gaze: women and work in Italy since the 1950s, ha selezionato la produzione di foto e reportage di 14 autrici e due collettivi (Collettivo Donne Fotoreporter, il Gruppo del Mercoledì) sul tema del lavoro nell’Italia contemporanea dal 1945 al 2020, evidenziando il comune uso, da parte di fotografe di diverse generazioni, della fotografia come "strumento di emancipazione personale e di indagine politica".

### Stati Uniti

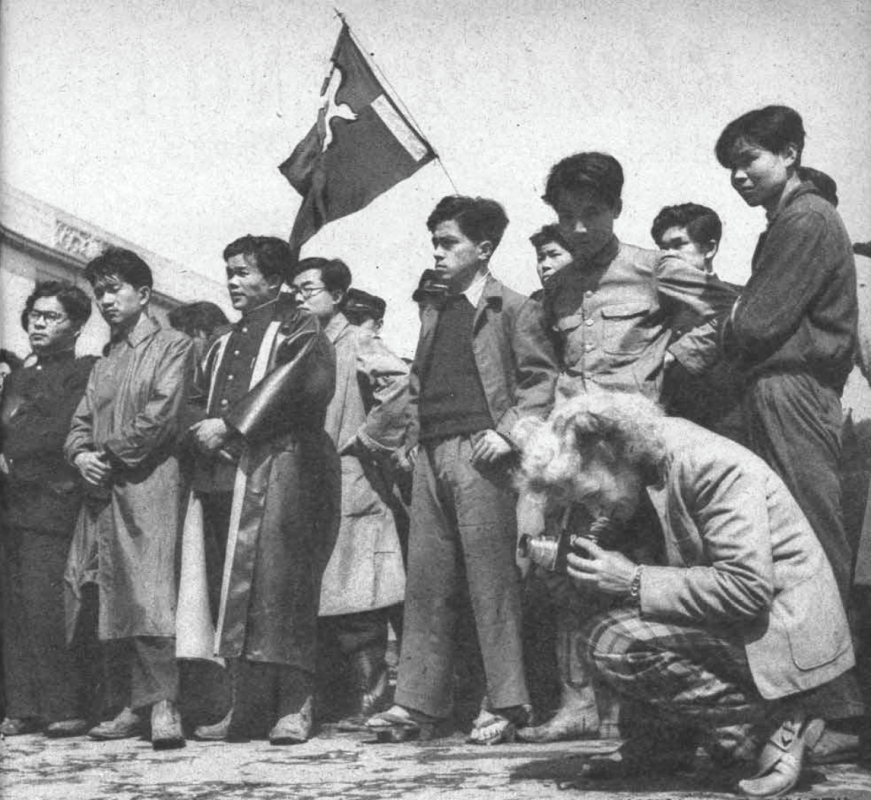
Jun Miki, Margaret Bourke-White mentre sta fotografando, Tokyo 1952

Nel 1936 negli Stati Uniti la rivista Life divenne la prima rivista di notizie americana a porre la fotografia al centro dell'informazione e del racconto, divenne emblema del fotogiornalismo mondiale e dominando il mercato per diversi decenni. La copertina del primo numero riproduceva una foto della diga di Fort Peck realizzata da Margaret Bourke-White, una delle figure più emblematiche del fotogiornalismo statunitense. Specializzata nella fotografia d’architettura, di design e industriale, nel 1930 fu la prima straniera a recarsi in URSS per realizzare un reportage sull'industria sovietica per la rivista Fortune. Nel 1937 Bourke-White intraprese con lo scrittore Erskine Caldwell un progetto di documentazione degli effetti della Grande Depressione sulle condizioni di vita dei coloni del sud, raccolto nel libro fotografico You have seen their faces. Diventata corrispondente di guerra per il settimanale Life, nei primi anni quaranta si recò in Europa per documentare l'avanzata del nazismo, e fotografò il primo attacco aereo tedesco su Mosca; accreditata come fotografa dello staff dell'esercito, produsse uno dei documenti storici più importanti fotografando l’arrivo degli americani nel campo di concentramento di Buchenwald. Dopo la guerra realizzò dei servizi sul Pakistan e sull'India e fotografò Gandhi poche ore prima del suo assassinio; negli anni cinquanta documentò l'apartheid in Sudafrica e la guerra di Corea.

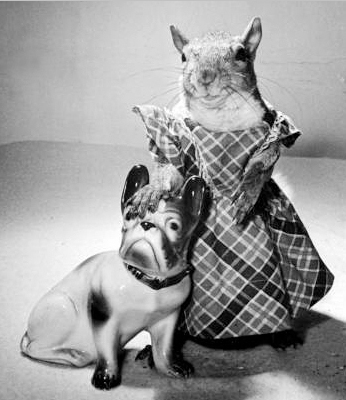
Nina Leen, Pet Squirrel Grid, Life 1944

Con Margaret Bourke-White faceva parte dello staff di Life anche Hansel Mieth (1909–1998), fotoreporter di origini tedesche, emigrata negli Stati Uniti nel 1930, che usò la fotografia come mezzo di denuncia sociale. Negli anni trenta e quaranta con il marito fotografo freelance Otto Hagel fotografò i lavoratori migranti, gli operai del porto di San Francisco e Oakland e gli scioperi sindacali; negli anni cinquanta, per essersi rifiutata di comparire davanti alla Commissione per le attività antiamericane, perse il lavoro alla rivista Life e venne isolata dagli amici, cadendo nell'oblio; il suo lavoro venne riscoperto negli anni ottanta del Novecento.
Un'altra famosa fotografa approdata a Life fu Nina Leen, nata in Russia, cresciuta in Europa ed emigrata negli Stati Uniti nel 1939, specializzata in foto di animali e di moda, e autrice di numerosi reportage da tutto il mondo, con foto pubblicate su oltre 50 copertine della rivista.
Fecero parte dello staff di Life anche Lisa Larsen (1925-1959), Marie Hansen (1918-1969), Martha Holmes (1923-2006); tra il 1940 e il 1970 pubblicarono foto sulla rivista, per lo più come freelance, Ester Bubley, Pat English, Ruth Orkin, Nina Howell Start, Elizabeth Timberman.

### Altri paesi
Anche se a metà tra fotogiornalismo e documentazione, le immagini riscoperte soltanto negli anni 2000 della danese Jette Bang, proveniente da un apprendimento vicino alla Nuova oggettività, mettono in evidenza il forte tributo fotografico e cinematografico per la memoria culturale degli Inuit della Groenlandia, attraverso vari viaggi, durati anche molti mesi, vivendo assieme a loro, prima che queste loro tradizioni si perdessero per sempre e sopravvivessero grazie alle sue immagini.
Un'altra fotografa, riscoperta negli anni 2000, che merita attenzione per la tematica trattata è la britannica di nascita, neozelandese di adozione, Margaret Matilda White, infermiera volontaria, che nel suo paese, a cavallo tra la fine del XIX e XX secolo, fotografò l'interno dell'ospedale psichiatrico di Auckland, quasi certamente la prima in Nuova Zelanda.

## Fotografia documentaria

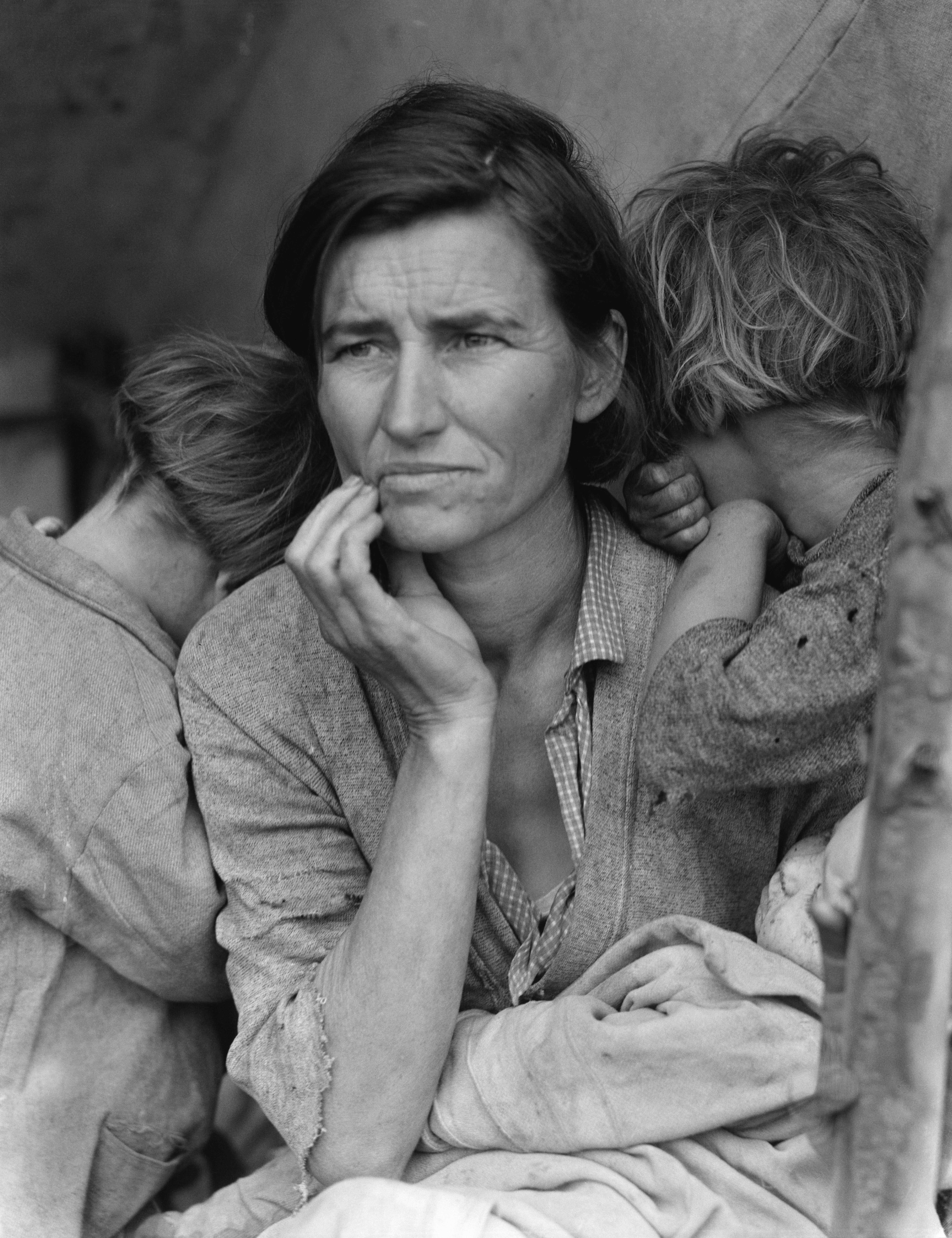
Dorothea Lange, Migrant Mother (1936)

La fotografia documentaria fiorì negli Stati Uniti negli anni trenta grazie al patrocinio federale e alle commissioni di diverse aziende pubbliche e private. Uno dei più noti progetti fu quello promosso tra il 1935 e il 1944 dalla FSA (Farm Security Administration), agenzia federale voluta dal presidente Franklin Delano Roosevelt e diretta dall'economista e fotografo Roy Stryker, che assegnò a un gruppo di undici fotografi - fra cui due donne, Dorothea Lange e Marion Post Wolcott - il compito di illustrare la vita della popolazione rurale e urbana e dei migranti nelle varie zone degli Stati Uniti.
Dorothea Lange, autrice della foto Madre Migrant (1936), una delle immagini più ampiamente riprodotte e studiate in fotografia, divenne grazie anche a questo lavoro, le cui foto vennero pubblicate in molti giornali dell'epoca, una delle fotografe documentariste più famose del XX secolo. Inizialmente ritrattista di successo, dopo gli anni trenta Lange si dedicò alla fotografia sociale, lavorando con il marito, e per diversi anni su incarico del FSA, al progetto di documentazione degli effetti sociali della Grande depressione sulle aree rurali, fotografando famiglie di contadini sfollati e lavoratori migranti; i ritratti di donne sole con bambini, senzatetto e lavoratori impoveriti, vittime degli effetti sociali della meccanizzazione e dell'indifferenza politica, diventarono potenti icone di quel periodo. Nel 1942, su incarico della War Relocation Authority (WRA), Lange documentò l'evacuazione forzata di circa 110.000 giapponesi americani dalla costa occidentale degli Stati Uniti e il loro trasferimento al campo di internamento di Manzanar, in California.

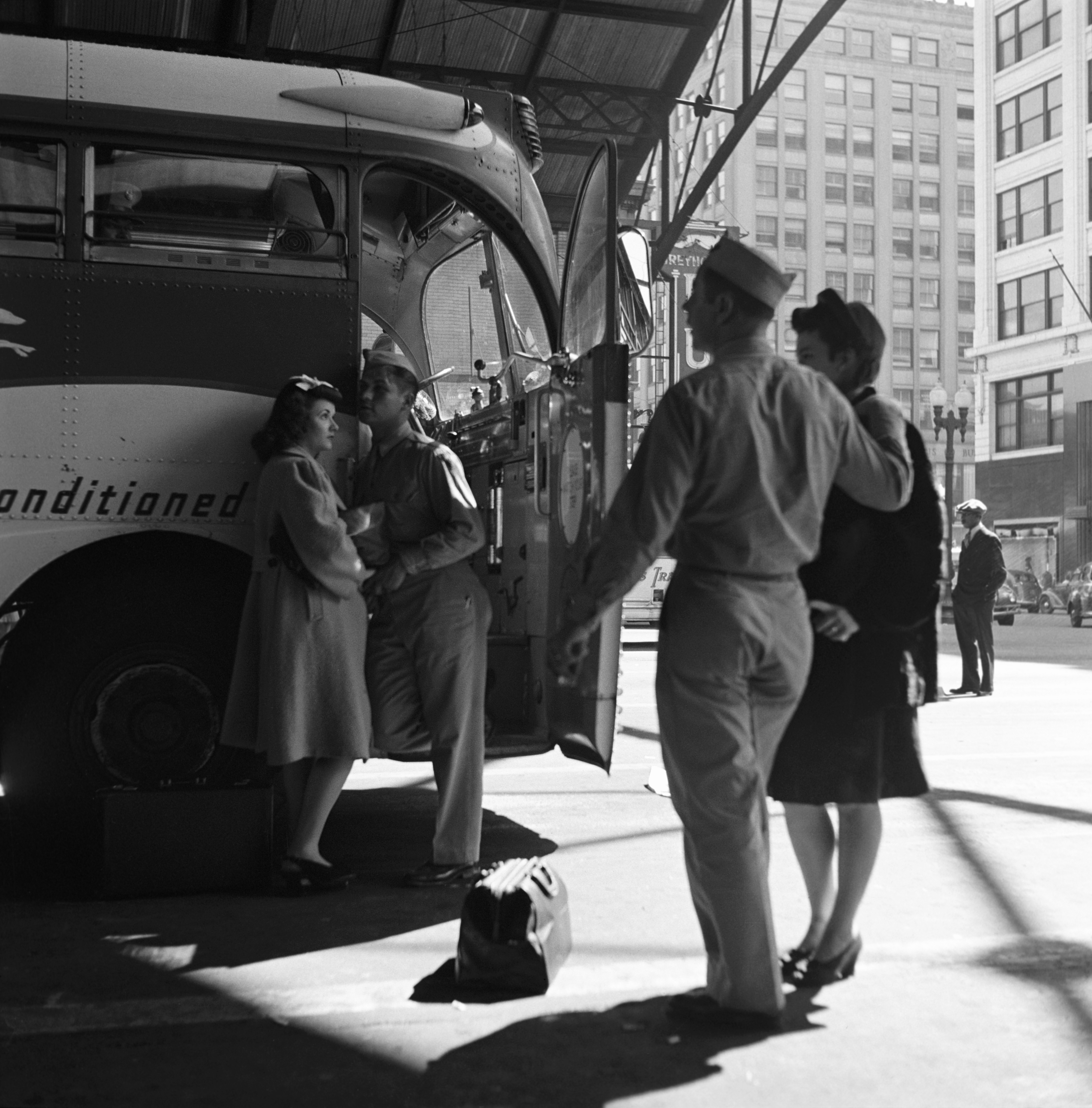
Esther Bubley, Soldati con le loro ragazze di fronte al bus Greyhound, Indianapolis, 1943

Nel 1942 anche Esther Bubley (1921-1998) venne ingaggiata da Roy Stryker per lavorare presso una delle agenzie governative, l'Office of War Information (OWI), con il compito di documentare la vita sul fronte interno durante la guerra. Poco più tardi lavorò per la Standard Oil Company, aggiudicandosi un premio fotografico per il suo Bus story (1947), un reportage sul ruolo dei viaggi in autobus a lunga percorrenza nella vita americana; ricevette un incarico anche dal Children's Bureau, un'agenzia federale per l'assistenza all'infanzia, specializzandosi in reportage sull'assistenza sanitaria e sulla salute mentale. Già fotografa per il Ladies' Home Journal, nel 1951 Bubley iniziò a lavorare come freelance per Life, esplorando "gli stereotipi americani dell'epoca: il bambino problematico, l'abbandono scolastico, la casalinga tormentata, l'intraprendente famiglia di contadini."

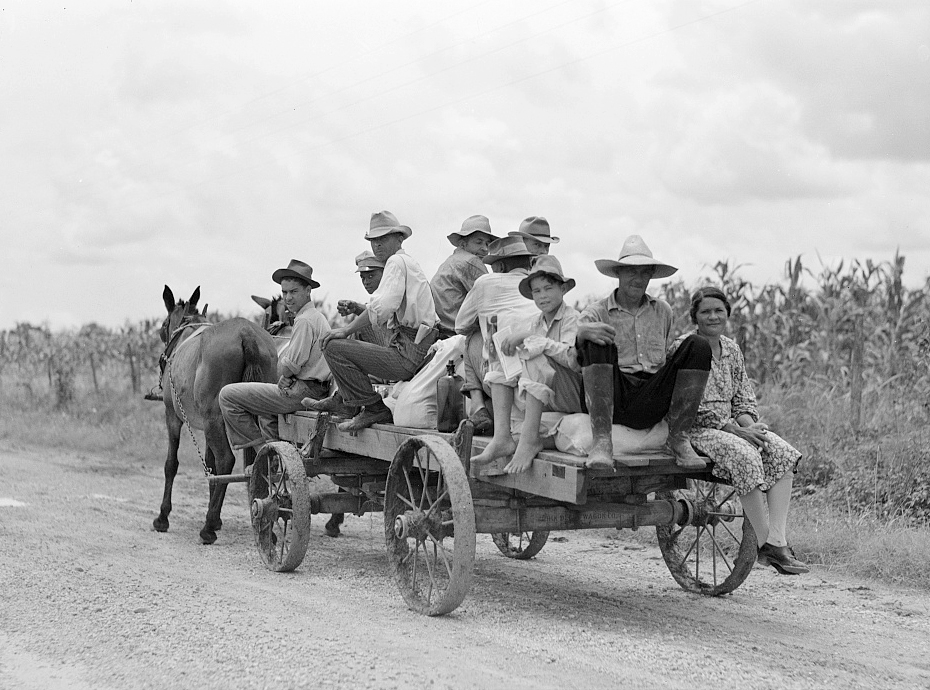
Marion Post Wolcott, Mulattoes Nachitoches (1940)

Marion Palfi, di origini ungheresi, formatasi a Berlino e trasferitasi nel 1940 negli Stati Uniti, partecipò ad un progetto sponsorizzato dal Council Against Intolerance in America "Great American Artists of Minority Groups and Democracy at Work", nel quale documentò le relazioni sociali tra afroamericani e bianchi e le condizioni dei bambini che vivevano in povertà. Autodefinitasi "fotografa di ricerca sociale", il suo lavoro fotografico fu sempre incentrato su temi di rilevanza sociale, come il razzismo, la povertà, le condizioni di vita dei nativi americani, la delinquenza giovanile, la violazione dei diritti dei detenuti in carcere, gli abusi sui minori.
Altre fotografe documentariste del periodo la scrittrice Eudora Welty che fotografò famiglie colpite dalla Grande Depressione, specialmente nelle zone rurali del Mississippi; Mary Ellen Mark, la prima donna entrata a far parte della prestigiosa agenzia Magnum, che per tutta la vita si interessò di soggetti fuori della "normalità": artisti circensi, bambini senzatetto, donne di un manicomio criminale.
Tina Modotti, fotografa, attrice e attivista italiana, rifiutò la definizione di artista, sostenendo di voler registrare la realtà con "oneste fotografie", prive di abbellimenti o manipolazioni artistiche, e usò questa forma espressiva come strumento di indagine e denuncia sociale, mettendo al centro "i simboli del lavoro, del popolo e del suo riscatto". Raggiunse la fama con i suoi reportage realizzati negli anni venti in Messico, nei quali documentò le condizioni di miseria dei contadini, la vita delle donne e le speranze disattese della rivoluzione zapatista.

### Fotografe di guerra

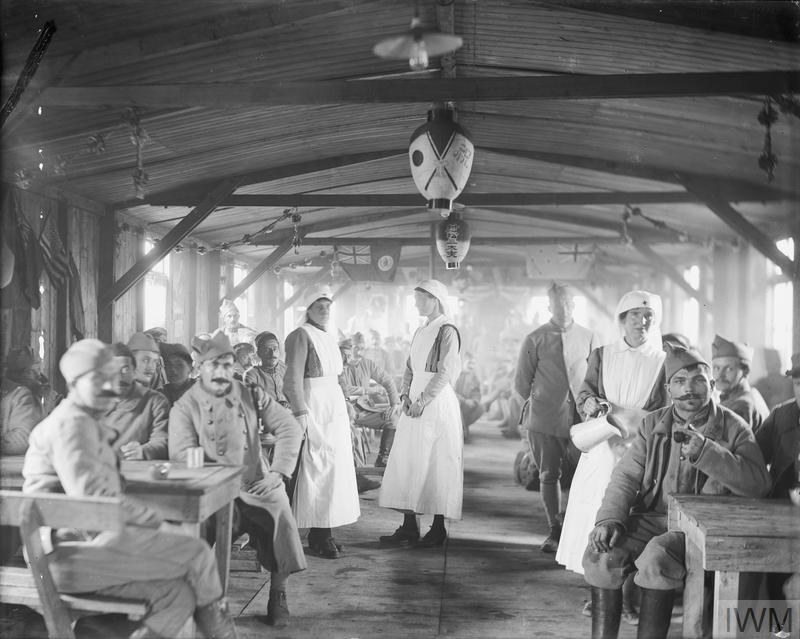
Olive Edis, Francia, 1919

I temi trattati nei servizi fotografici pubblicati nelle riviste erano di diverso genere, potevano riguardare le celebrità della vita pubblica, dello sport, della cultura, illustrare le proprietà di un prodotto pubblicizzato, informare o documentare un particolare evento, rispondere a interessi etnografici, sociologici o scientifici, sostenere finalità di denuncia sociale.

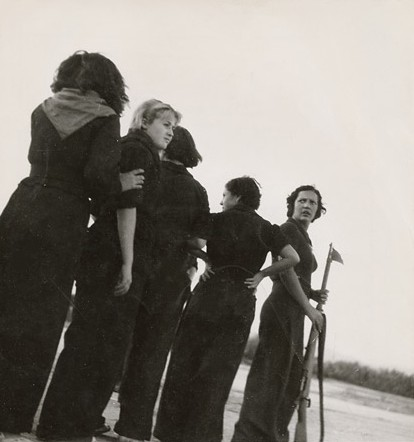
Gerda Taro, Miliziane repubblicane, 1936

Alcuni studiosi hanno individuato le origini della fotografia documentaria nei resoconti di guerra, indicando i suoi primi esempi nella Guerra di Crimea, o ad esempio, per quanto riguarda l'Italia, nelle foto realizzate nel 1849 dal pittore e fotografo Stefano Lecchi che documentò con la calotipia i luoghi in cui si erano svolte le battaglie per la presa di Roma.
Sicuramente le guerre e conflitti in generale conferirono un forte impulso alla produzione di immagini a fini documentari; la seconda guerra mondiale, in particolare, ebbe un impatto quasi immediato sulle fotoreporter donne. Se nel primo conflitto mondiale la presenza di una donna, Olive Edis (1876-1955), la prima fotografa di guerra ufficiale della Gran Bretagna, risultò un'eccezione, nella seconda guerra mondiale le donne giornaliste e fotografe che lavoravano per i media, il cui numero era cresciuto a seguito della partenza degli uomini al fronte, aumentarono di numero e godettero di molta più libertà di accesso nelle aree di battaglia, grazie all'importanza attribuita dai governi alla diffusione di immagini e servizi al fine di promuovere lo sforzo bellico e all'impazienza dei lettori di avere notizie di prima mano.
Già durante la guerra civile spagnola la fotografia tedesca Gerda Taro documentò lo svolgimento dei combattimenti con i suoi servizi per le riviste Ce Soir e Life; morì tragicamente sul fronte di Brunete nel 1937, all'età di 26 anni. Non vanno neppure dimenticati i servizi di Kati Horna sulla guerra spagnola per il meno noto giornale dove li pubblicava.

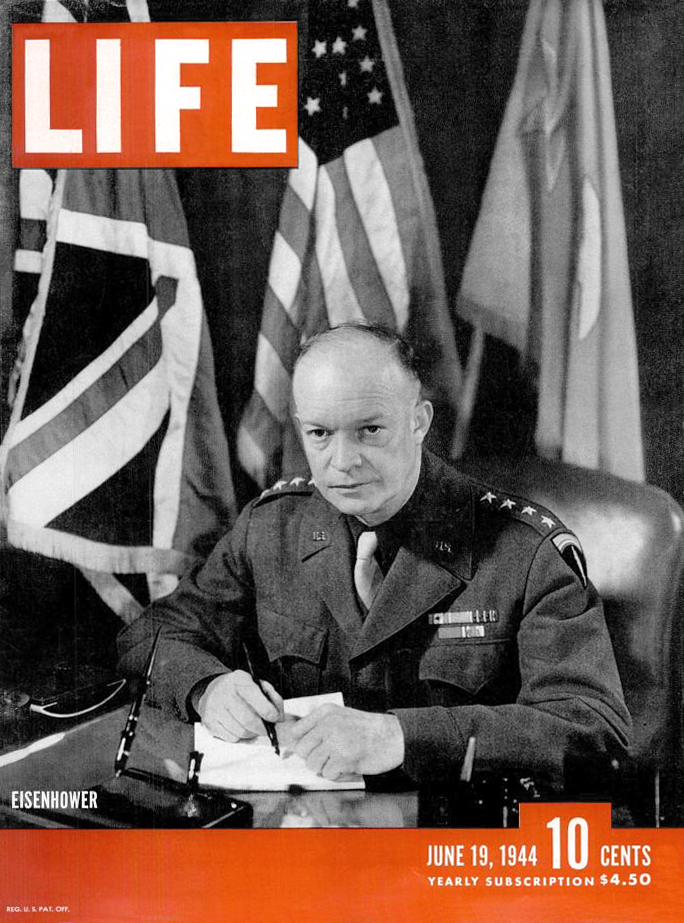
Copertina di Life del 19 giugno 1944

Lee Miller Penrose, modella e poi fotografa affermata di moda e arte nella Parigi degli anni trenta, allieva di Man Ray, amica di Picasso e del gruppo dei surrealisti, dopo lo scoppio della seconda guerra mondiale divenne corrispondente di guerra per Vogue e in seguito per l'esercito statunitense, documentando numerosi eventi, fra cui la battaglia di Normandia, la liberazione di Parigi, i campi di concentramento di Buchenwald e di Dachau.
Toni Frissell, fotografa di moda di Vogue, nel 1941 lavorò come volontaria per la American Red Cross e divenne in seguito fotografa ufficiale del Women's Army Corps, ritraendo infermiere, soldati, bimbi rimasti orfani; nel 1953 fu la prima donna a lavorare per Sports Illustrated. Non va dimenticato l'importante lavoro sui campi di sterminio compiuti dalla fotografa francese Germaine Kanova.
Le fotografe sovietiche Galina Sanko (1904-1981) e Natalia Bode, due delle cinque donne russe autorizzate a prestare servizio come fotografe di guerra, lavorarono per la Pravda, Krasnaja Zvezda e per la rivista Frontovaya Illyustracia, fotografando l'azione militare sul fronte orientale, scattando fotografie di battaglie a Kursk, Mosca, Stalingrado e l'assedio di Leningrado. Merita una citazione anche la fotografa sudafricana, poi naturalizzata statunitense, Constance Stuart Larrabee che nel 1944-1945 seguì le truppe sudafricane, americane e francesi in Italia, Francia e in Germania, trovandosi talvolta in prima linea.
Anche se non fu esattamente una fotografa di guerra, l'olandese Emmy Andriesse documentò, rischiando con documenti falsi, essendo ebrea, l'"inverno della fame" dove morirono migliaia di olandesi decimati dal freddo, dalla fame e dalla miseria, nel corso dell'occupazione nazista. Famosa è la foto del bambino emaciato con la padella per strada alla ricerca di cibo.
Catherine Leroy (1944-2006), fotoreporter e fotografa di guerra di origine francese, documentò per Life e altre riviste di fama internazionale i principali conflitti avvenuti tra gli anni sessanta agli anni ottanta, dal Vietnam alla guerra civile in Libano, dall'Irlanda del nord alla Palestina. Fotografa non professionista, iniziò la sua carriera nel 1966, all'età di ventidue anni, con una Leica M2, cento dollari in tasca e un biglietto aereo di sola andata per Saigon, dove riuscì ad ottenere un accreditamento all'Associated Press e a seguire le truppe statunitensi in combattimento. Ferita e imprigionata per breve tempo, riprese immagini che le fecero guadagnare il George Polk Award; nel 1976 vinse la medaglia d'oro Robert Capa per la sua copertura della guerra civile in Libano.

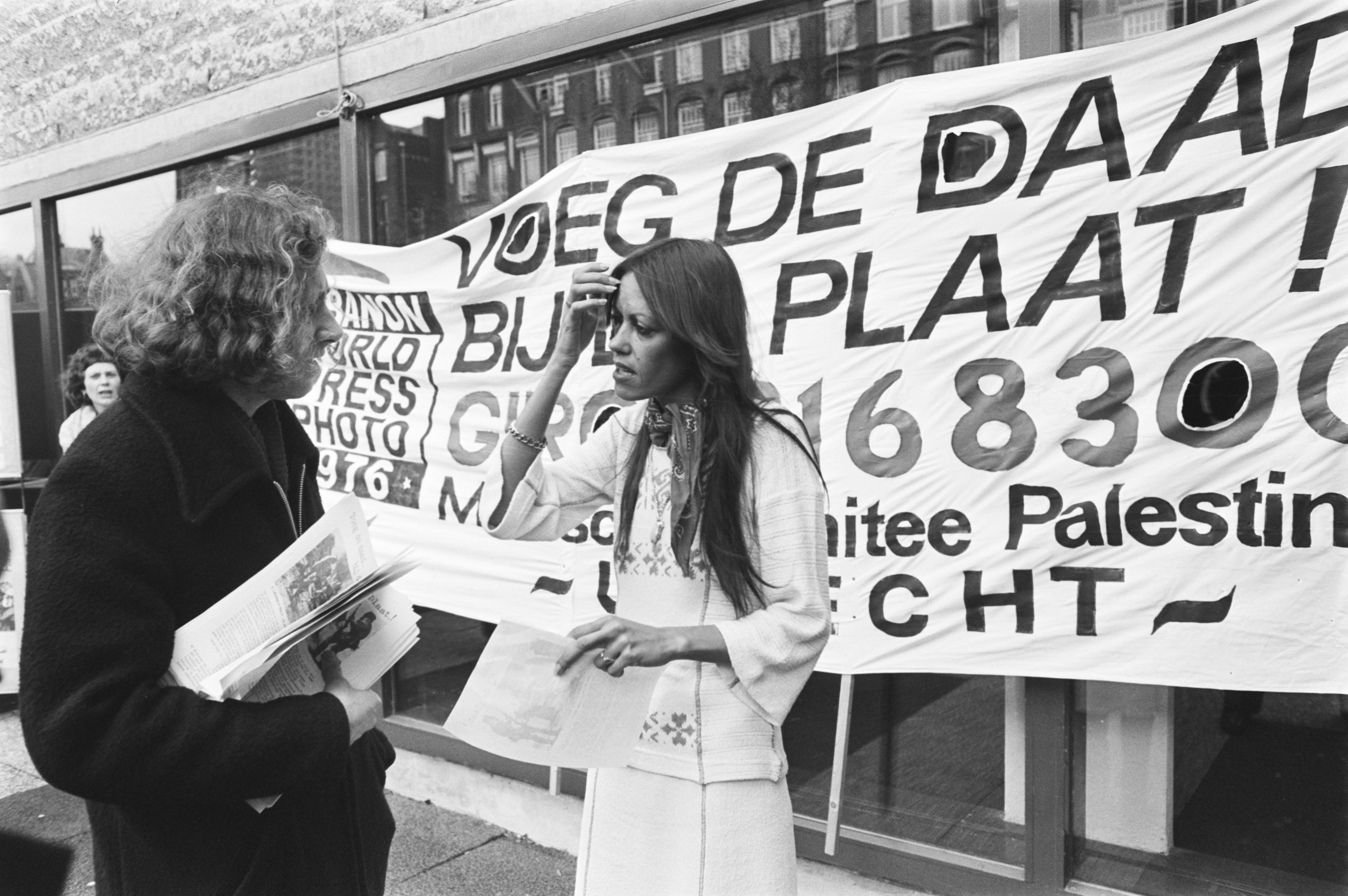
Françoise Demulder davanti ad uno striscione del Comitato Palestina

Altre corrispondenti di guerra della seconda metà del Novecento, alle quali è stato dedicato un libro pubblicato nel 2019, Women War Photographers: From Lee Miller to Anja Niedringhause e una mostra organizzata nel 2022 in tre musei di Parigi, sono: Françoise Demulder, impegnata in zone di conflitto come Libano, Iraq, Iran, Cambogia, Vietnam, Bosnia, Afghanistan e Yemen per Newsweek, Time, Paris Match e altre riviste, vinse nel 1976 il World Press Photo of the Year; Christine Spengler (nata nel 1945), dal 1970 racconta i conflitti (Ciad, Irlanda del Nord, Vietnam, Cambogia, Libano, Sahara occidentale, Kurdistan, Nicaragua, Kosovo, Afghanistan e Iraq) principalmente dal punto di vista delle vittime; Susan Meiselas, nota per i suoi reportage documentaristici in Nicaragua e America Latina; Carolyn Cole (nata nel 1961), dello staff del Los Angeles Times, vincitrice nel 2004 del Premio Pulitzer per la fotografia per la sua copertura dell'assedio di Monrovia, capitale della Liberia, nel 2003; Anja Niedringhaus, vincitrice nel 2005 del Premio Pulitzer come giornalista di guerra in Iraq, svolse numerosi servizi giornalistici in zone calde del mondo; presente alla caduta del muro di Berlino, documentò in seguito la guerra dei Balcani e il conflitto in Afghanistan, dove nel 2014 morì, vittima di un attentato, alla vigilia delle elezioni presidenziali afghane.
A giovani donne fotoreporter di diverse nazionalità (Italia, Egitto, Usa, Croazia, Belgio, Francia, Gran Bretagna, Spagna): la città di Torino nel 2016 ha dedicato la mostra "In prima linea: Donne fotoreporter in luoghi di guerra", mettendo in risalto, attraverso 70 immagini, l'attività di 14 fotografe: Linda Dorigo, Virginie Nguyen Hoang, Jodi Hilton, Andreja Restek, Annabell Van den Berghe, Laurence Geai, Capucine Granier-Deferre, Diana Zeyneb Alhindawi, Matilde Gattoni, Shelly Kittleson, Maysun, Alison Baskerville, Monique Jaques, Camille Lepage.

## Street photography
Fin dalla sua nascita, convenzionalmente collocata intorno al 1890, quando vennero commercializzate le macchine fotografiche portatili, la street photography, "un genere di fotografia che registra la vita quotidiana in un luogo pubblico" colta nella sua immediatezza, attraverso la cattura di momenti e situazioni particolari, di aspetti insoliti, sorprendenti, curiosi o ironici, espresse connotazioni e fini diversi: mezzo di informazione e denuncia sociale, con un occhio attento alle condizioni e ai cambiamenti sociali, ai lavoratori, alle periferie; tema di ricerca personale, artistica o espressiva, con una maggiore attenzione rivolta alle città, all'architettura urbana, ai soggetti umani.

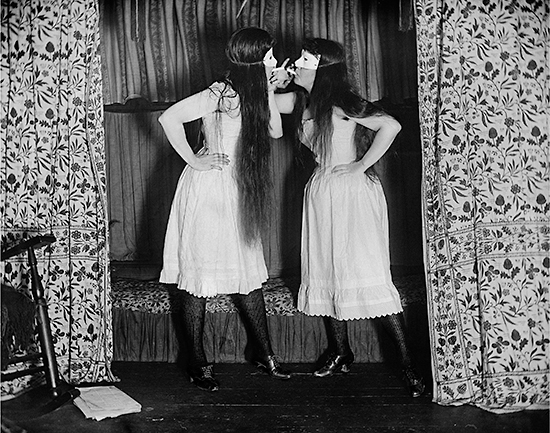
Alice Austen, Trude & I Masked

Pioniera di questo genere fotografico negli Stati Uniti fu Alice Austen (1866-1962) che documentò le popolazioni immigrate di New York, le attività sociali delle donne vittoriane, le strade e l'architettura della città, riprese trasportando oltre 22 chili di attrezzatura fotografica sulla sua bicicletta. La fotografia di strada come genere a sé stante, tuttavia, viene ritenuta una derivazione del fotogiornalismo e della fotografia documentaria, affermatisi negli anni trenta del Novecento; i fotografi della prima generazione iniziarono per lo più la loro carriera come fotoreporter o fotografi commerciali, spesso senza smettere l'attività in questo campo.
Di questa provenienza era la maggior parte dei componenti, fra cui diverse donne, della Photos League, una cooperativa di fotografi di New York di orientamento progressista, formatasi nel 1935 intorno alla rivista Photo Notes e a comuni interessi sociali e artistici; l'associazione venne sciolta nel 1951, durante il maccartismo, perché accusata di essere un'organizzazione comunista e antiamericana. Fra i primi aderenti a Photo League vi furono Berenice Abbott e Margaret Bourke-White, quest'ultima fotogiornalista e autrice della prima copertina della rivista Life nel 1936. Nel dopoguerra tra 1/4 e un 1/3 dei membri era costituito da donne che parteciparono a questa esperienza ritraendo la vita di New York nella tradizione della fotografia documentaria, sia all'interno dei progetti dell'associazione, che come tema di espressione individuale; fra di esse vi erano Consuelo Kanaga, che guidò un gruppo di lavoro durante uno dei suoi soggiorni sulla costa orientale, Lotte Jacobi, Dorothea Lange, Helen Levitt, Lisette Model, Ruth Orkin e Marion Palfi.

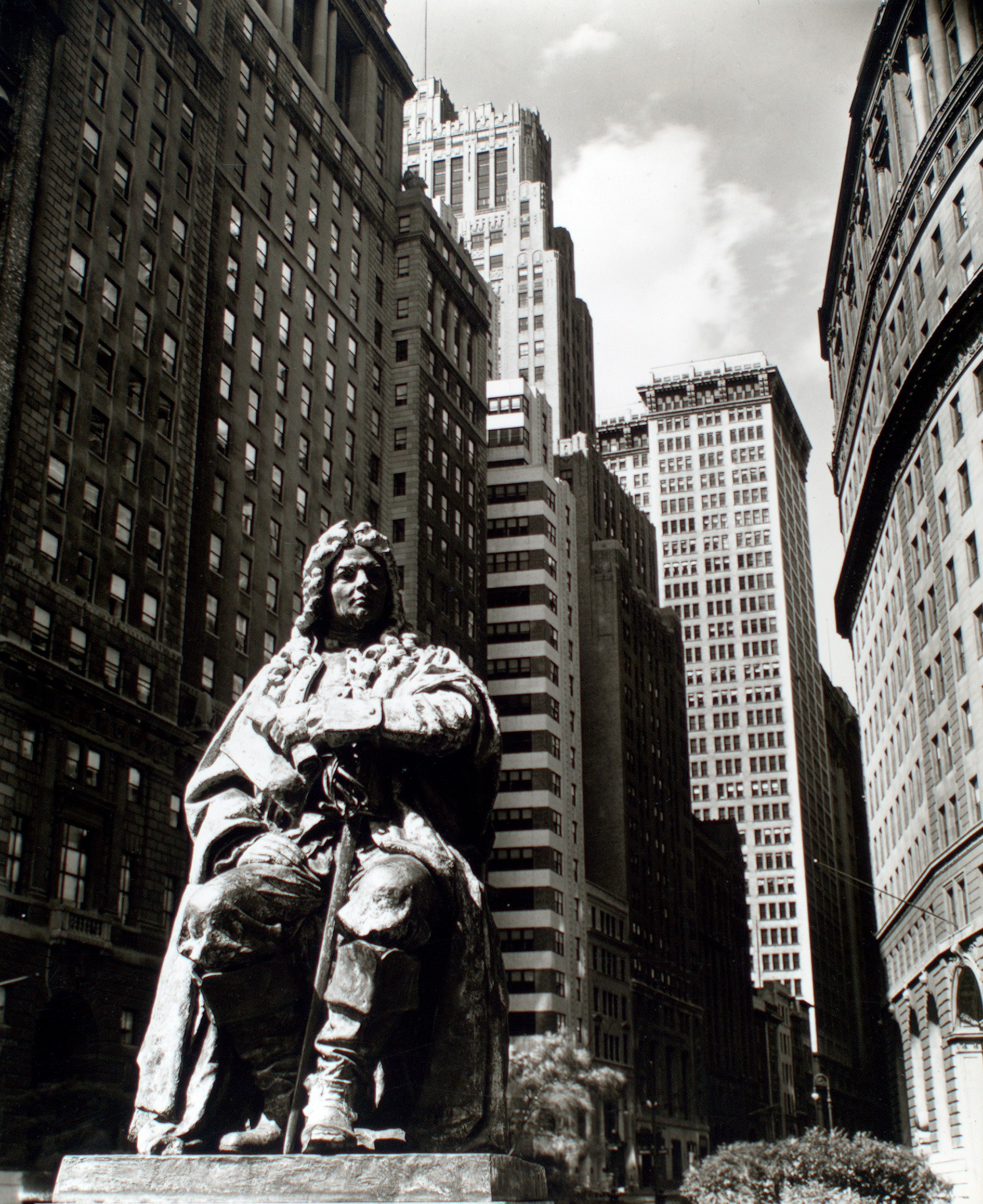
Berenice Abbott, Abraham De Peyster (1936)

Berenice Abbott, introdotta alla fotografia da Man Ray a Parigi, tornata a New York realizzò negli anni trenta iconiche fotografie in bianco e nero di architettura e design urbano della città in rapida evoluzione, influenzate dal realismo fotografico e nello stesso tempo straniante delle foto della vecchia Parigi di Eugène Atget, amato dai surrealisti, la cui opera contribuì lei stessa a portare alla luce negli anni venti; inizialmente realizzato nell'ambito della Federal Art Project, il suo lavoro venne pubblicato nel 1939 nel libro fotografico Changing New York. Alla Federal Art Project lavorò anche Helen Levitt che si interessò della cultura di strada dei bambini di New York, raccogliendo per diversi anni foto sui disegni con gessetti colorati da loro realizzati, un lavoro pubblicato solo nel 1987 In The Street: chalk drawings and messages, New York City 1938-1948, che riscontrò un notevole successo.
Diane Arbus, proveniente da una ricca ricca famiglia ebrea di origine polacca, iniziò la sua carriera aprendo con il marito negli anni quaranta uno studio di fotografia di moda a New York. Nel decennio successivo, dopo essersi iscritta ad un corso della fotografa Lisette Model, abbandonò lo studio per sperimentare la fotografia d'arte e di strada. Dal 1959 cominciò a pubblicare servizi fotografici su importanti riviste come Esquire e Harper’s Bazaar concentrandosi sul quotidiano, sul tema della diversità e dell'imperfezione, colta nelle sue varie espressioni - bruttezza, malattia, emarginazione, sottocultura urbana - con un interesse antropologico ispiratole dal lavoro del fotografo tedesco August Sander.

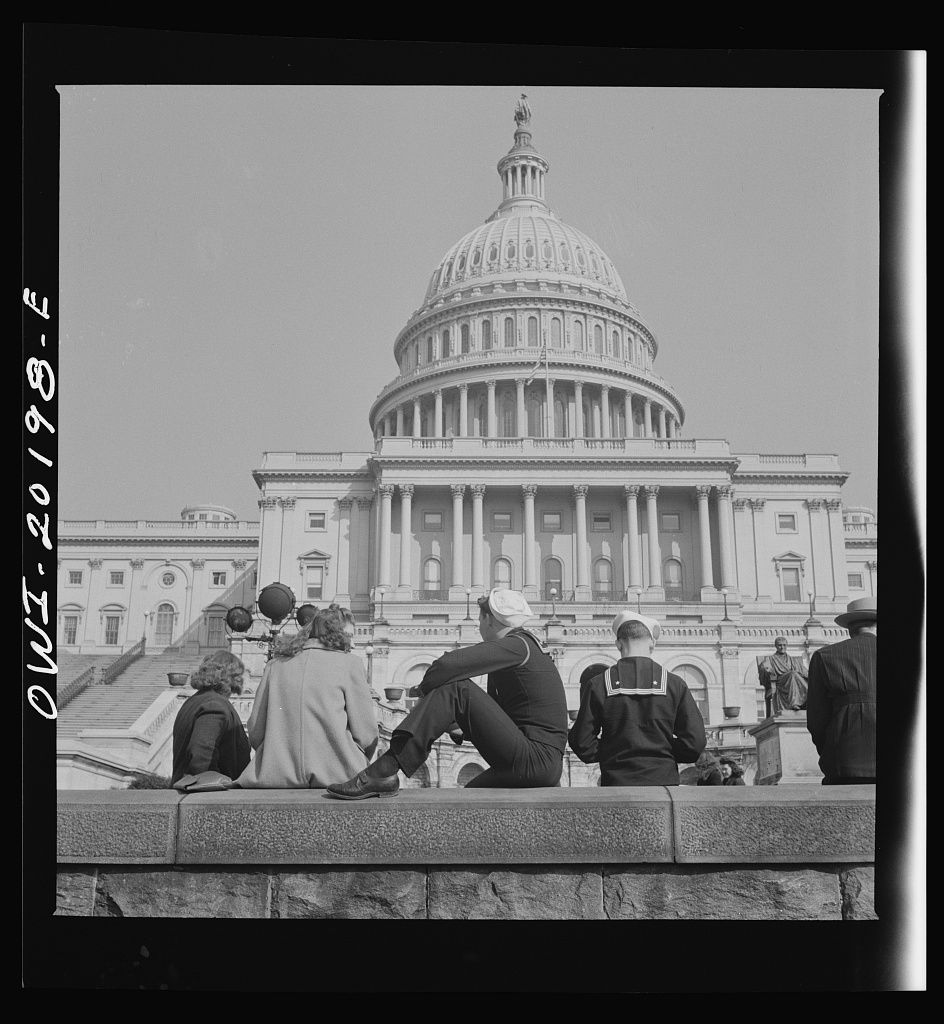
Esther Bubley, Washington, D.C. The Capitol (1946)

Tra i suoi soggetti più famosi - di solito in posa e consapevoli della presenza della fotografa - vi erano travestiti, spogliarelliste, artisti di strada, gemelle e ritardati mentali, nudisti, nani e giganti e altri personaggi eccentrici e disturbanti; lo sguardo di Arbus nei loro confronti è stato variamente interpretato: empatico e compassionevole per alcuni critici, freddo e voyeuristico per altri. Oltre alla scelta dei soggetti, la sua fotografia risultò innovativa, da un punto di vista tecnico, per l'uso del flash, anche in presenza di luce, e per il formato quadrato che enfatizzava il soggetto ripreso. Celebrata e osteggiata negli anni sessanta per il sentimento di imbarazzo causato dai soggetti e dalle situazioni ritratte, dopo la sua morte, avvenuta per suicidio nel 1971, Diane Arbus è stata la prima fra i fotografi americani ad essere rappresentata alla Biennale di Venezia.
Altre note fotografe di strada furono la francese Edith Gerin (1910-1997)
Una mostra organizzata nel 2022 alla Howard Greenberg Gallery di New York, A Female Gaze: Seven Decades of (12) Women Street Photographers, ha reso omaggio al lavoro di 12 fotografiche di strada, attive tra gli anni trenta e la fine del XX secolo, "note per le loro immagini straordinarie e iconiche": Berenice Abbott, Diane Arbus, Jodi Bieber, Esther Bubley, Rebecca Lepkoff, Helen Levitt, Vivian Maier, Mary Ellen Mark, Frances McLaughlin-Gill, Lisette Model, Barbara Morgan, Ruth Orkin. Quest'ultima è nota per l'iconica foto An American Girl in Italy (1951), che riprende una ragazza sottoposta agli sguardi insistenti di un folto gruppo di uomini italiani mentre sta attraversando un marciapiede di Firenze.
Negli anni venti del XXI secolo ha acquistato popolarità Women Street Photographers, un progetto e mostra itinerante dedicati a fotografe di strada, amatoriali e professioniste, provenienti da tutto il mondo, con l'obbiettivo di promuoverne e incoraggiarne il lavoro. Del progetto fa parte un libro fotografico comprensivo di immagini prodotte da 100 fotografe di strada contemporanee.

## Femminismo e fotografia

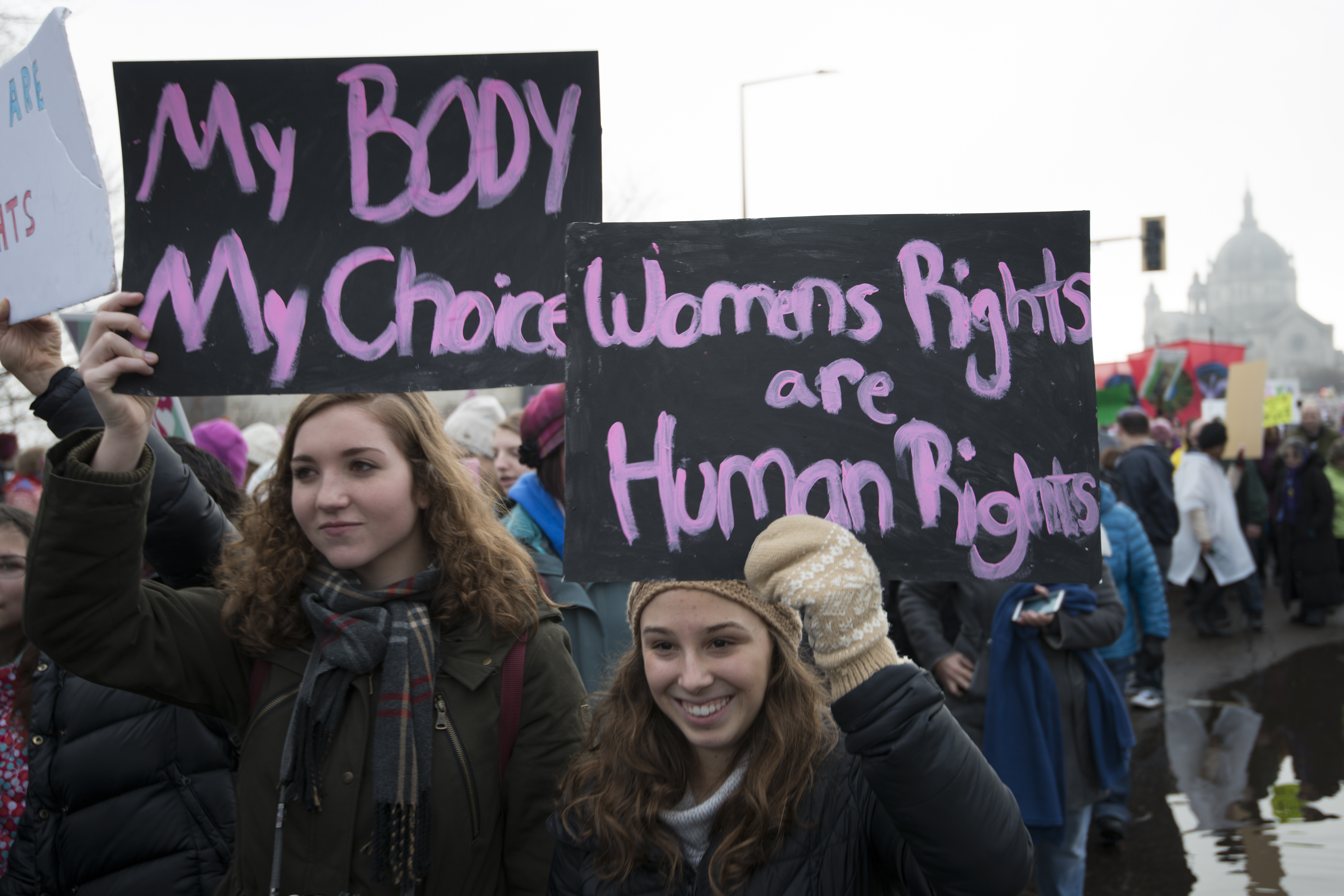
Women's march, 2017

Negli anni settanta l'affermazione del femminismo influenzò anche il mondo dell'arte. Diverse storiche, studiose e artiste sottoposero a critica il posto assegnato alle donne in campo artistico, denunciando l'assenza o l'emarginazione delle donne dai manuali e dai libri di storia, e posero in discussione le basi ideologiche - maschili, patriarcali, occidentali - del canone artistico. La decostruzione operata da Linda Nochlin dei cliché di grandezza, superiorità e di "genialità" tradizionalmente associati ai capolavori d'arte maschili, contenuta nel suo saggio del 1971 Perché non ci sono state grandi artiste?, indicò la necessità, da parte femminista, di superare le categorie fondative del canone artistico, i suoi pregiudizi, i suoi limiti ideologici e culturali.
Nel promuovere la riflessione sui sistema di produzione e di fruizione dell'arte, sull'esperienza della spettatorialità, sull'esistenza di uno sguardo sessuato e sulla costruzione sociale della rappresentazione femminile, il femminismo rappresentò un importante agente di rinnovamento della cultura. Con le teorie marxiste e post-strutturaliste con cui condivise la convinzione che le immagini, comprese quelle fotografiche, contribuissero a veicolare significati legati al sistema di potere entro il quale venivano prodotte, esso contribuì "al superamento dell'interpretazione modernista della fotografia", dell'estetica formalista allora imperante sia in Europa che negli Stati Uniti.

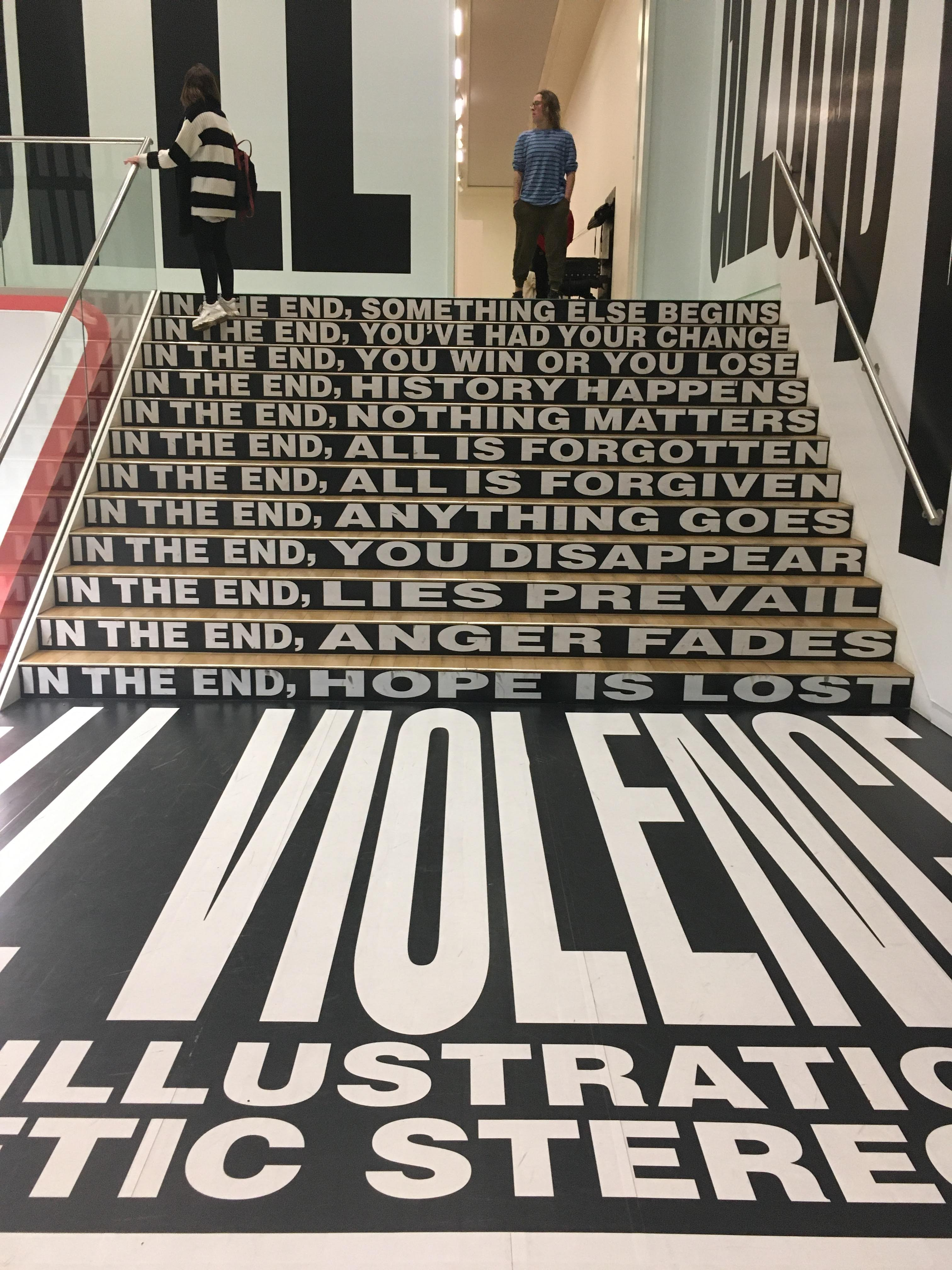
Barbara Kruger, Staircase

Il tema della rappresentazione del corpo e della sessualità, la ricerca di nuovi modi di pensare e di guardare al soggetto femminile al di fuori degli stereotipi dominanti, connotarono le immagini fotografiche, spesso di forte impatto emotivo e di intento provocatorio, apparse inizialmente sulla scena angloamericana degli anni settanta e ottanta, prodotte da artiste femministe o vicine al femminismo.
Negli Stati Uniti, un gruppo di fotografe, tra cui Bea Nettles, Wendy Snyder MacNeil, Anne Noggle e Judy Dater esplorò il tema dell'identità personale, delle relazioni familiari, della sessualità, ridefinendo il genere del ritratto, concentrando l'attenzione sul corpo femminile e sul rifiuto dei tradizionali canoni di bellezza.
Judy Dater, nota per la sua foto dell'anziana Imogen Cunningham ritratta con una ninfa nei boschi di Yosemite, Imogen and Twinka at Yosemite (1974),  produsse numerosi nudi di sé o di altre giovani donne di San Francisco con il fine di sfidare gli stereotipi femminili. Ne costituisce un esempio la foto Cherie e i suoi soldati, parodia del maschio che si vanta delle conquiste femminili, in cui una donna nuda al centro di un soggiorno esibisce all'altezza dell'ombelico una fotografia d'epoca che ritrae un centinaio di soldati della prima guerra mondiale. Anne Noggle (1922-2005) realizzò foto di donne anziane, documentando l'invecchiamento del corpo femminile, compresa se stessa dopo un lifting.
Una generazione di fotografe femministe, attive negli anni '70 e '80, fra cui Sarah Charlesworth, Martha Rosler, Barbara Kruger e Cindy Sherman - provenienti da altre esperienze artistiche, come l'arte concettuale o il cinema - rivolsero la loro attenzione sulla costruzione e la persistenza di miti e stereotipi del femminile nel mondo della pubblicità e dei mass media, utilizzando come strumenti il montaggio, la serialità, l'uso combinato di immagini e testi, la parodia, i video.
Martha Rosler, una delle prime video-artiste statunitensi, produsse una serie di fotomontaggi, Body Beautiful, or Beauty Knows No Pain (1965–72 circa), costituita da immagini di pubblicità di lingerie tagliate e incollate su corpi ricavati dalla rivista Playboy per evidenziare l'oggettivazione della sessualità femminile e la sua mercificazione. Con altre sue serie fotografiche, come il collage Bringing war at home (1966-72) contro la guerra del Vietnam, e la riflessione espressa nel suo saggio del 1981 In, around and afterthoughts (on documentary photography), Rosler esplicitò la sua critica alla tradizione fotografica documentaria statunitense per aver abbandonato il suo originario intento di denuncia e di cambiamento sociale.

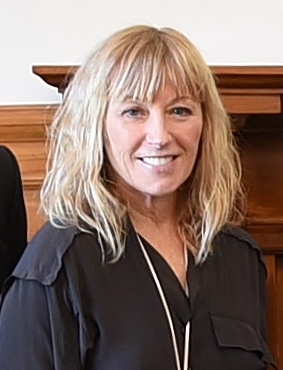
Cindy Sherman nel 2016

La tecnica dei collage venne sperimentata anche da Barbara Kruger che negli anni ottanta raggiunse un suo stile personale utilizzando ingrandimenti di foto in bianco e nero, spesso con soggetti femminili, a cui aggiunse scritte rosse o nere presentate come slogan pubblicitari, ma in realtà contenenti messaggi provocatori, volti a colpire stereotipi visivi e a mettere in luce fenomeni sociali e politici, come il maschilismo, il consumismo, il razzismo.
L'appropriazione delle tradizionali strategie di spettacolarizzazione ai fini di minarne dall'interno il potere, amplificandone i cliché e indirizzando lo spettatore a prenderne coscienza, caratterizzarono anche le prime opere di Cindy Sherman, anticipatrici dei temi che caratterizzeranno i suoi successivi lavori: l'autoritratto, la parodia degli stereotipi femminili proposti dai mass media, l'uso del travestimento.

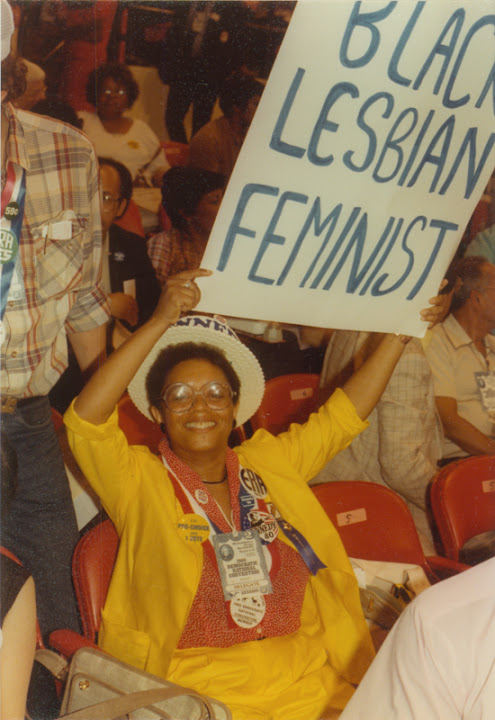
Cartello a sostegno del Black Lesbian Feminism al Congresso del Partito Democratico (1980)

Nella sua opera Untitled Film Stills (1977-80) Sherman si ritrae nel corso di tre anni in 69 fotografie in bianco e nero nella veste di attrici diverse di un film immaginario, usando modelli ispirati al cinema hollywoodiano degli anni '50 e '60, ai B movie e ai film noir. Lo sguardo dello spettatore, che spesso scruta le protagoniste attraverso una porta, una finestra o dal basso, sottolinea la natura voyeuristica del mezzo cinematografico, mentre la molteplicità dei personaggi femminili del film, interpretati dalla stessa autrice, mette in luce "l'instabilità dell'identità femminile, le costruzioni sociali di genere, e l'idea di femminilità come mascherata", falsa rappresentazione, simulacro del desiderio maschile.
Il corpo femminile come oggetto del voyerismo maschile e di mercificazione, ma anche soggetto di azione politica, "veicolo di critica sociale e culturale", connotò gli autoritratti di Hannah Wilke, Dorit Cypis e Ana Mendieta, e rimase per tutto il secolo il fulcro della fotografia femminista.
Hannah Wilke, nota per le sculture in terracotta a forma di vulva prodotte negli anni sessanta e per la controversa serie di autoritratti SOS Starification Object Series (1974), nei quali si riprese nuda, in pose da pin-up, con il corpo in parte ricoperto da chewing-gum a forma di vagina da lei stessa modellate, nel suo ultimo lavoro Intra-Venus (1992–1993), realizzato pochi mesi prima di morire di cancro, documentò fotograficamente il deterioramento progressivo del proprio corpo, causato dalla chemioterapia e dalle conseguenze del trapianto di midollo osseo. La malattia e la nudità del corpo usate come pratica sovversiva contro l'idealizzazione e la commercializzazione della fisicità femminile, ma anche come espressione della conoscenza e della valorizzazione di sé, sono anche il tema degli autoritratti della fotografa britannica Jo Spence, fondatrice degli Hackney Flashers (1974), un collettivo di donne femministe e socialiste, che negli anni ottanta scattò immagini del suo corpo colpito da un cancro al seno.
Fra le altre fotografe e artiste visive note di questo periodo, femministe o i cui temi erano comuni a quelli posti al centro del movimento femminista, vi sono Laurie Simmons, Eileen Cowin, Nan Goldin, Jeanne Dunning, Martha Wilson, Eleanor Antin, Suzy Lake, Francesca Woodman; fuori degli Stati Uniti, l'artista turca Nil Yalter, la portoghese Helena Almeida, le austriache Eleanor Antin, Valie Export, Birgit Jürgenssen.
A partire dagli anni '80 all'interno del femminismo, specie statunitense, cominciarono ad affermarsi la critica alla predominanza di donne bianche, occidentali, eterosessuali e di ceto medio e l'istanza del multiculturalismo e dell'Intersezionalità. Un numero sempre più consistente di artiste afroamericane, ispano-americane, chicane, indigene, e di artiste lesbiche, queer, coniugò la critica femminista con la rivendicazione della propria specificità etnica e delle diverse dimensioni dell'identità sessuale come fonti di ispirazione.
Carrie Mae Weems, Lorna Simpson, Pat Ward Williams, Lorraine O'Grady, Coreen Simpson, Jolene Rickard, Matika Wilbur Young Soon-Min di origine coreana, l'artista indigena australiana Tracey Moffatt, fra le altre, hanno messo in luce la questione razziale, mentre Bettina Rheims, Nan Goldin, Cathy Cade, Tee Corinne, Deborah Bright, Catherine Opie, Laura Aguilar, Diana Davies hanno affrontato il tema del genere e dell'identità LGBT.
Va sottolineata l'opera importante di "disvelamento" del mondo musulmano della fotografa yemenita Boushra Almutawakel.

### Italia
(Carla Cerati, Immagini di donne: professione fotografa, in Sicof  '77)

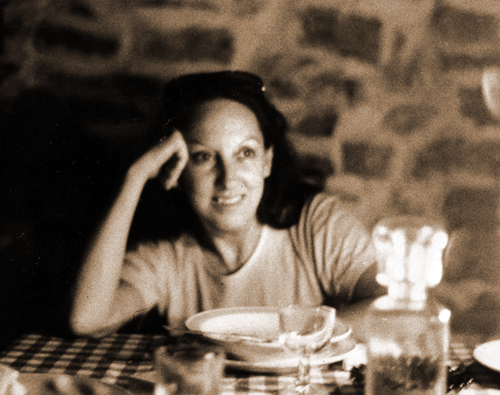
Carla Lonzi, icona del femminismo italiano degli anni settanta

Negli anni settanta in Italia numerose artiste militanti di gruppi femministi, come Marcella Campagnano, Paola Mattioli, Suzanne Santoro, o sensibili ai temi riguardanti la condizione femminile e interessate a porli al centro della loro riflessione, come Tomaso Binga, Lisetta Carmi, Carla Cerati, Ketty Nuvoletti, Giovanna Nuvoletti, esplorarono la fotografia come mezzo espressivo lungo diverse direzioni, "per decostruire il cliché sessista insito nel linguaggio e nei media, per esplorare le connessioni tra il corpo e l'identità femminile e per affermare la singolarità dell'esperienza personale e vissuta."
La vivacità dell'impegno e del contesto in cui operarono è testimoniata dal folto numero di mostre dedicate ad artiste e fotografe di matrice femminista, allestite intorno alla metà degli anni settanta, prima della grande mostra curata da Lea Vergine nel 1980, L'altra metà dell'avanguardia, 1910-1940, che segnò un punto di rottura rispetto alla storiografia artistica corrente: Immagini del no (1974), in cui le fotografe Anna Candiani e Paola Mattioli esposero foto scattate a Milano nei mesi della campagna referendaria per l'abrogazione della legge sul divorzio; Dietro la facciata (1975), un progetto documentario sulla quotidianità femminile che raccolse fotografie di Anna Candiani, Carla Cerati, Paola Mattioli e Giovanna Nuvoletti; Altra misura (1976), la prima mostra italiana dedicata in modo specifico al rapporto fra fotografia e femminismo, curata da Romana Loda, figura di spicco nell'attività di promozione dell’arte femminista e femminile in Italia negli anni settanta, con opere di cinque fotografe e artiste: Verita Monselles, la francese Annette Messager, la polacca Natalia LL (1937-2022), le statunitensi, da tempo stabilitesi in Italia, Stephanie Oursler (1938-2018) e Suzanne Santoro.
Il corpo femminile come sede della differenza biologica e degli stereotipi di genere, ma anche luogo di affermazione dell'identità e della libertà dai codici maschili, si pose come minimo comune denominatore dei lavori di questa ampia schiera di artiste, sperimentato nella forma del ritratto e dell'autoritratto come "autocoscienza visiva".

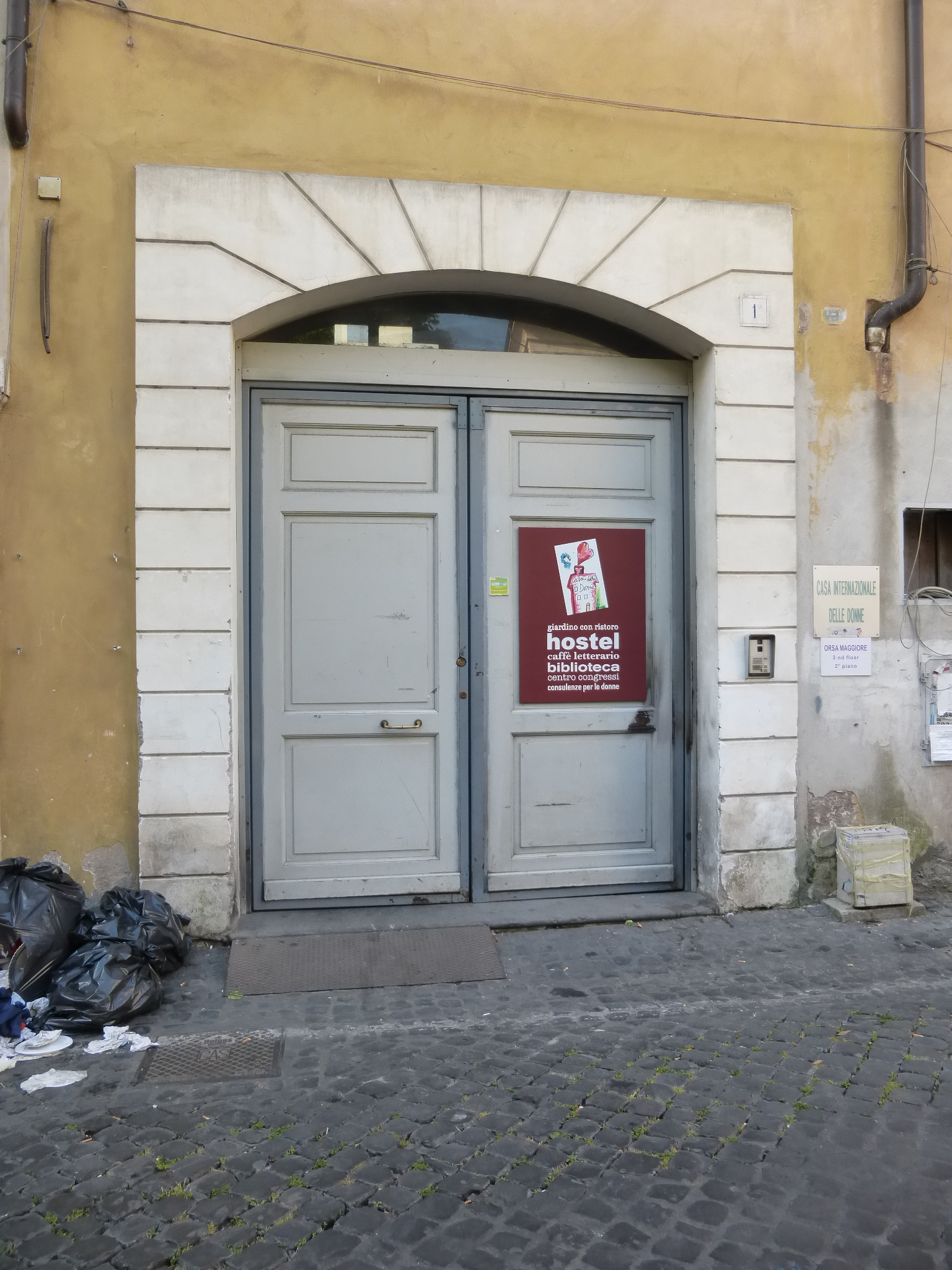
Roma, Casa delle Donne, nata negli anni Settanta

Le foto di Suzanne Santoro pubblicate nel suo libro fotografico Per una espressione nuova (1974) ritraevano i genitali femminili, iconograficamente assenti e rimossi dalla tradizione statuaria classica, nella loro fisicità, senza tabù, sollevando qualche perplessità fra le stesse femministe e la censura dell'Institute of Contemporary Arts di Londra.
Il tema della violenza di genere, altra questione di rilevante importanza per il femminismo, venne affrontato da Stephanie Oursler nella sua opera Un album di violenza (1976), realizzando un calendario che, in netto contrasto con la tradizione dei calendari di pin-up, presentava per ogni mese foto di donne abusate o uccise tratte dalla cronaca di Paese sera.
La denuncia del linguaggio come strumento di discriminazione di genere guidò il lavoro della poetessa visiva e performer Tomaso Binga, pseudonimo dell'artista salernitana Bianca Menna. Nella sua serie fotografica Litanie Lauretane compose con il suo corpo nudo lettere di un alfabeto da lei stessa inventato formando la parola Mater, indicando la necessità di soppiantare il linguaggio simbolico patriarcale con uno fondato sulla corporeità e sulla soggettività femminile; nella sua opera Bianca Menna e Tomaso Binga. Oggi spose, il sessismo delle convenzioni linguistiche, parodiato nel titolo, venne esemplificato nelle due distinte foto in bianco e nero, una della stessa autrice nel giorno del suo vero matrimonio, l'altra del suo alter ego maschile, travestito da sposo.

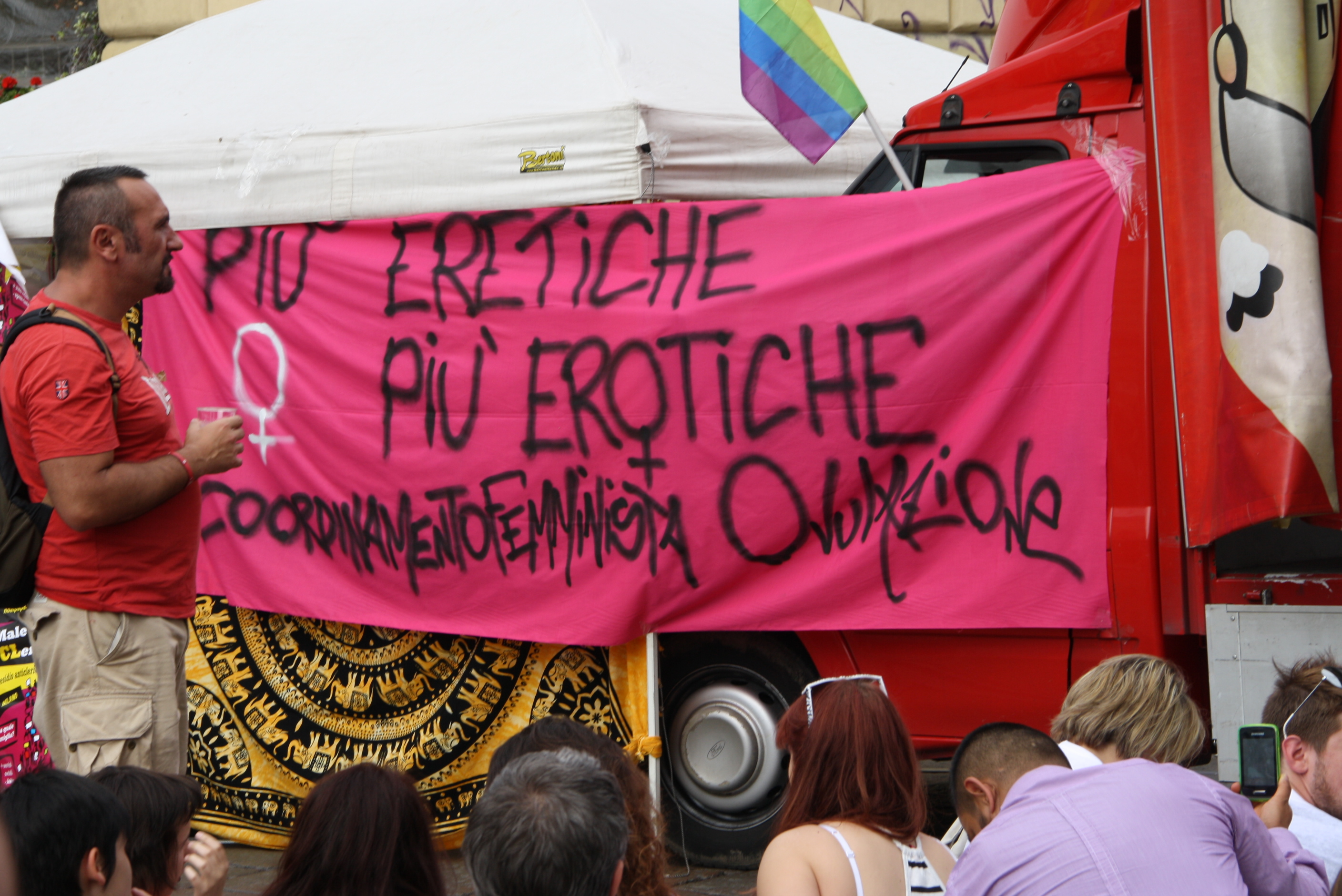
Striscione femminista, Milano, 2 giugno 2012

Una specifica riflessione sul rapporto fra genere e fotografia si trova nelle opere di Carla Cerati, Paola Mattioli e Marcella Campagnano, che sostennero la non neutralità dell'atto fotografico e la necessità di scoprire nuove forme di rappresentazione femminile. Celati in Professione fotografa denunciò lo sdoppiamento e il dimezzamento cui era sottoposta come donna, divisa fra vita e lavoro, e la possibile ricomposizione di questa situazione attraverso una revisione critica dei meccanismi espressivi della fotografia, mettendo in evidenza la soggettività femminile e la quotidianità delle donne.
Mattioli sottolineò la differenza fra la tradizione dei reportage che lasciava inalterato il rapporto fra chi fotografa e chi viene fotografato, e le foto realizzate fra donne, nelle quali veniva a crearsi un rapporto relazionale di rispecchiamento tra soggetto e oggetto dello sguardo, perché "nell'altra ritrovo frammenti diversi del mio stesso guardarmi". Il carattere dialogico assunto dal processo fotografico attraverso la pratica dell'autocoscienza diventava la possibile via di fondazione di un nuovo punto di vista, agito dalle donne stesse e non dipendente dai canoni maschili dominanti, un percorso rappresentato anche da Marcella Campagnano nel suo libro fotografico Donne e immagini.

## XXI secolo
Nel nuovo secolo le opere prodotte da donne fotografe sono numerose. Le mostre fotografiche dove espongono solo donne sono essenziali per evidenziare lo squilibrio avvenuto anche nel settore fotografico, oltre che in tutti gli altri aspetti della vita civile, rispetto al dominio maschile.
Alcune fotografe contemporanee degne di nota nate negli anni Cinquanta e all'inizio degli anni Sessanta del Novecento includono: Rineke Dijkstra, Nan Goldin, Jitka Hanzlová, An-My Lê, Vera Lutter, Ouka Leele, Sally Mann, Bettina Rheims, Ellen von Unwerth, JoAnn Verburg, Carrie Mae Weems. Tra le fotografe contemporanee più giovani, nate all'inizio degli anni '70 figurano Lynsey Addario, Rinko Kawauchi, Hellen van Meene, Zanele Muholi, Viviane Sassen, Shirana Shahbazi. Alcune recenti fotografe i cui nomi sono Arwa Abouon, Laura Aguilar, Genevieve Cadieux, Juno Calypso, Sophie Calle, Petra Collins, Delphine Fawundu, Susanna Majuri, Shirin Neshat, Ilana Panich-Linsman, Margaret Moth.

### Altre letture
- (EN) Clara Bouveresse, Women photographers, 3 voll.: 1. Pioneers (1851-1936); 2. Women Photographers: Revolutionaries (1937-1970); 3. Women Photographers: Contemporaries (1970-Today), Farnborough, Thames & Hudson Ltd, 2020, OCLC 1181996350.
- (EN) Whitney Chadwick (a cura di), Mirror images : women, surrealism, and self-representation, Cambridge, Mass., MIT Press, 1998, OCLC 456777852.
- (EN) Boris Friedewald, Women Photographers: From Julia Margaret Cameron to Cindy Sherman, Munchen, Prestel, 2018, OCLC 1076841332.
- (EN) Liz Heron e Val Williams (a cura di), Illuminations : women writing on photography from the 1850s to the present, Durham (NC), Duke University Press, 1996, OCLC 950042683.
- (FR) Luce Lebart e Marie Robert (a cura di), Une histoire mondiale des femmes photographes, Paris, Textuel, 2020, ISBN 9782845978430, OCLC 1286482879.
- Raffaella Perna (a cura di), L'altro sguardo : fotografe italiane 1965-2018, [Catalogo della mostra tenutasi al Palazzo delle Esposizioni, Roma, Italia, 8 giugno-2 settembre 2018], Cinisello Balsamo, Silvana editoriale, 2018, ISBN 9788836640195.
- (EN) Abigail Solomon-Godeau, Photography at the Dock : Essays on Photographic History, Institutions, and Practices, Minneapolis, University of Minnesota, 1991, OCLC 948711535.
- (EN) Constance Sullivan, Women photographers, New York, Abrams, 1990, OCLC 555224587.